# Ékírás
Az ékírás a legkorábbi ismert írástípusok közé tartozó írásrendszer. I. e. 3000 körül alakult ki a sumer nyelv leírására. Előzménye egy piktografikus, képekből és szimbólumokból álló írás, amelynek beszélt nyelvi változatát nem lehet rekonstruálni. Mivel egyes nyelvészeti álláspontok szerint a sumer nyelvben egy még korábbi nyelv elemei lelhetők fel, amelynek használatáról semmilyen egyéb konkrét adatunk nincs, a képírásos uruki rendszert protosumernek nevezik. Az „ékírás” megnevezés a karakterek felépítésére az i. e. 2500-tól használt egyenes vonalak jellegzetes alakjából ered. A piktografikus előzmény mintegy 2000 szimbólumot használt, melynek írásrendszerré alakulása során nagyjából 700-ra csökkentették a lehetséges karaktereket az uruk-kultúra idején.
A sumerek írásrendszerét később több nyelv leírására is alkalmazták: ékírással írták többek közt az akkádot, az elámit, a hettitát és a hurritát, valamint nagy hatással volt az óperzsa írás kialakulására is. Az ékírás a Közel-Kelet diplomáciai levelezésének írásrendszere volt az i. e. 2. évezred teljes egészében, valamint az i. e. 1. évezred első felében. Ez az írástípus a leghosszabb ideig használt írásrendszer: a protosumer képírással együtt négyezer évnél hosszabb ideig, anélkül háromezer évig általános volt. Az ugariti ábécén keresztül mind a görög, mind a latin ábécé ősének tekinthető, bár az európai betűírások ősét sokszor az ókánaánita ábécében látják, amely az egyiptomi hieroglif írásra is visszavezethető.
Az ékírás számítógépes megjelenítésében az írástípusokat a telepített fontkészlet határozza meg.

## Az ékírás megfejtése
Az Akhaimenida-királyok által Perszepoliszban és Biszutúnban felvésetett trilingvis (háromnyelvű) feliratok (az utóbbi behisztuni felirat néven ismert) tették lehetővé az első megfejtési kísérleteket az 1800-as évek elején. A sziklafalakon ugyanaz a szöveg szerepelt három különböző ékírásos nyelven: óperzsául, elámiul és akkádul. A feliratot Carsten Niebuhr közölte először 1778-ban, másolatai elég pontosak voltak ahhoz, hogy a megfejtési kísérletek kiindulópontjául szolgáljanak. Niebuhr nagyon fontos megfigyeléseket tett: felismerte a három különböző írásrendszert, megállapította, hogy egy hangírás, egy szótagírás és egy ideografikus írás olvasható a sziklafalon. Niebuhr 1800-ra két jelcsoportot sikerrel azonosított mindhárom feliraton: a „király” és a „királyok királya” jelentésűeket.
Az igazi megfejtés Georg Friedrich Grotefenddel, a göttingeni egyetem professzorával kezdődött, aki 1802-ben úgy vélte, hogy azonosította a perszepoliszi ékírásos feliratokat, s jó néhány értelmezése helyesnek is bizonyult. A megfejtéshez Niebuhr két évvel korábbi felismerését használta fel. Feltette, hogy ismert Akhaimenida uralkodókról van szó. Mivel a „király” titulusokat megelőző jelcsoportoknak névnek kellett lenni, megfigyelte, hogy az egyik név először az első jelcsoportként szerepel, aztán hatodikként, ráadásul az első előfordulásban nem volt utána a „király” jelző. Ez vezetett három uralkodónév helyes értelmezéséhez és az óperzsa szótagírás megértéséhez.
Grotefend 29 jelet értelmezett, ebből azonban csak tíz bizonyult helyesnek a későbbiekben. A helyes megfejtést kizáró ok az volt, hogy az akhajmenidák neveit csak görög változatban ismerhette, e nevek eredeti hangalakja csak a komplett írásfejtés során derült ki. Így például Dareiosz perzsául Dárajavaus, vagy Xerxész pedig Khsajársá volt. Így maradt még feladat az óperzsában is, de a harmadik ékírásváltozatról még mindig semmit nem tudtak mondani. Az angol katona-diplomata, Henry Creswicke Rawlinson 1835-től 1851-ig tanulmányozta a biszutúni sziklafalat. Többször kellett megszakítania munkáját, mert katona lévén oda ment, ahová vezényelték, de háromszor is visszatért. 1851-ben a Királyi Ázsia Társaságnak (Royal Asiatic Society) benyújtotta tanulmányát a harmadik írás megfejtéséről, amely az I. Dareiosz király győzelmét megörökítő vésett féldomborművön olvasható. 1861 és 1870 között öt kötetben jelent meg munkásságának teljes összefoglalója. Az ötödik kötet már halála után került a nagyközönséghez.

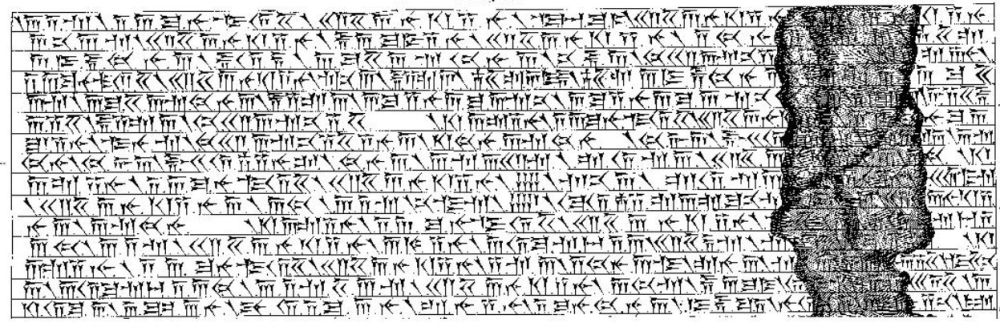
A behisztuni felirat 1881-es másolata

1857-ben a Királyi Ázsia Társaság felkérte Rawlinsont, William Henry Fox Talbotot, Edward Hinckset és Jules Oppert-t – valamennyien kiváló szakértők –, hogy fordítsák le ugyanazt az akkád szöveget. Egy hónappal később beküldték fordításaikat, melyek lényegében egybehangzóak voltak, bár csak Rawlinson fordította le az egészet. A próbára azért volt szükség, mert a kételkedők erősen szaporodtak. Sokan nem hitték el, hogy a megfejtések helyesek. Különösen nagy gondot okozott a nevek olvasása és értelmezése, amely kezdeti nehézségek még ma is tovább élnek a legkülönbözőbb átírási hagyományokban, valamint a szótagok polifonikus jellege, amit nagyon sokan nehezen fogadtak el. Így például egy tipikus babiloni név az akkád írással így néz ki: an-ag-níg-du-šeš, olvasata viszont Nabû-kudurri-uśur, jelentése „Nabú, védd az elsőszülöttet”. A név írásjeleinek és hangzásának összekapcsolása egy bonyolult rejtvényhez hasonlatos: az an szótag a sumer DINGIR megfelelője, és istent jelent. Az AN jelzi, hogy a következő szótag egy istennevet takar. Mivel AG = nabú, ez esetben Nabúét. A NIG2.DU együtt kudurrum-ként olvasandó, a ŠEŠ vokalizálása pedig nasārum vagy uśur. Így az an-ag-níg-du-šeš szó valójában II. Nabú-kudurri-uszur babiloni királyt takarja. Ugyanezen uralkodó héber névalakja (Nebukadnézár vagy Nabukodonozor) azonban arra utal, hogy a névben mégis inkább a nasārum szerepelt, azaz a név Nabú-kudurri-nászir/naszár, ennek ellenére az ékírás megfejtésének korai szakaszában kiolvasott név maradt fenn a mai napig hivatalos átírásként.
1857-ben Oppert közreadta Éxpedition scientifique en Mésopotamie (Tudományos utazás Mezopotámiában) című munkáját, ami hozzájárult az ékírás megfejtéséhez. François Lenormant 1873-ban az első sumer nyelvtant adta ki, Joachim Ménant az 1880-as években megírta az első francia asszíriológiai kézikönyvet. 1905-ben a francia Thureau-Dangin megjelentette Inscriptions de Sumer et d'Akkad (Sumer és Akkád feliratai) című dolgozatát.

## Ékírást használó népek
Valamennyi, az ékírást napi szinten és saját beszélt nyelvének lejegyzésére használó nép valamilyen közvetlen kapcsolatban állt Mezopotámiával. Egy részük akkor vette át az ékírást, amikor betelepedett a Folyamközbe, más részük „szatellit-civilizáció” módjára a mezopotámiai kultúraimport révén jutott hozzá. A betelepedő népesség általában részben átvette a helyi nyelvet – a korai időkben a sumert, később az akkádot és annak nyelvjárásait –, miközben saját nyelve hatott az átadóra is, ez vezetett az akkád nyelv több nyelvjárásra bomlásához is.
A sumerek írásrendszerét alapvetően a sémi nyelvek alkalmazták. E nyelvcsaládba tartozott az akkád és annak utódai (babiloni és asszír) nyelv is. Az óbabiloni nyelvjárás kialakulása kifejezetten a „nyugati sémik” (amoriták) megjelenéséhez köthető. Mezopotámiában az időszámításunk kezdetét megelőző időkben sorra tűntek fel az újabb és újabb sémi népek, amelyek közül legjelentősebb az arameusok i. e. 12. századi vándorlása. Ez a népmozgás egyidejű a tengeri népek mozgásával, csak a szárazföld belseje felől érkezett, és jelentősen hozzájárult a középasszír és középbabiloni kor politikai gyengeségéhez, valamint a „sötét kornak” nevezett szíriai és mezopotámiai kulturális pauzához. Az arámiak jelentősen megváltoztatták a térség nyelvét és etnikai összetételét, mind Asszíriában, mind Babilonban az arámiak alkották az új vezető réteget is és nyelvük átalakította az akkád utódnyelveket is. Ez időben az ékírást már nemcsak Mezopotámiában, hanem Észak-Szíriában mindenhol használták, nem sokkal később pedig a Kaukázus vidékén is terjedt.
A nemsémi ékíráshasználó népek többsége vitatható jellegű. A kutúk nyelvéről még semmit sem tudunk. A kassziták és médek esetében is csak néhány személynév az, amelynek alapján nyelvi következtetéseket lehet levonni. Általában indoeurópaiaknak mondják őket, bár erre meglehetősen kevés a bizonyíték. Jelentős még az anatóliai nyelvekhez tartozó hettita nyelv, valamint a hurri és az urartui is. Mindhárom utóbbit hol az indoeurópai nyelvek alcsaládjaiba, hol azokon kívüli nyelvcsaládokba sorolják. Vitán felül indoeurópai a perzsák nyelve.
Az ékírást használó fontosabb népek nyelvei:
- sumer
  - kutú
- sémi nyelvek
  - akkád és nyelvjárásai
    - amorita
    - asszír
    - babiloni

  - arameus
  - ugariti
- nemsémi nyelvek
  - elámi
  - kasszita
  - hettita
  - hurri
  - urartui
  - méd
  - óperzsa

A diplomáciai levelezésben ékírást használók:
- egyiptomi
- luvi
- föníciai
- szír

## Története

A SAG (sumerül fej) ékírásos jel alakulása kétezer éven át. 1: i. e. 3000 körül, 2: i. e. 2800 körül, 3: i. e. 2600 körül, 4: i. e. 2600 körüli agyagtáblára írt jel, 5: i. e. 2000 körül, 6: óasszír és hettita változat az i. e. 2. évezred első feléből, 7: újasszír forma az i. e. 1. évezred elejéről

Az írás szinte egy időben született meg Mezopotámiában és Egyiptomban. E két birodalomban az írnokok nélkülözhetetlenek voltak a hatalom számára. Sumerban a királyságok minden számadása a kezükön ment át. Az ékírásos szövegeket a még puha agyagtáblákba karcolták tompa nádszárakkal – íróvesszőkkel –, majd a táblákat vagy kiszárították a napon, vagy kiégették őket. Az írás alapanyaga és eszköze döntően befolyásolta a két írásrendszer további alakulását: Egyiptomban a papiruszra festett jelek megőrizték képi jellegüket, míg az agyagtáblára író sumerek egyenes vonalakból álló mintákra alakították képeiket.
Maguk a mezopotámiai népek ritkán foglalkoztak az írás kialakulásának kérdésével. A sumer Enmerkar és Aratta ura című eposzban említik, hogy az írást Enmerkar találta fel, mivel követe nem tudta megjegyezni a hosszú üzenetet, amelyet Aratta urának kívánt küldeni. Érdekesség, hogy a frissiben feltalált írást az üzenet címzettje nehézség nélkül elolvasta és válaszolt is rá. Az eposz különlegessége, hogy az uruki írás terjedésének irányát valószínűleg helyesen határozza meg.
Az ékírásnak több fontos korszaka volt, amelyek lényeges jellemzőkben térnek el egymástól. Mind az általa lejegyzett nyelv, mind a rögzített jelek értelmezése és az ékírás külleme, az egyes karakterek írásmódja változott. Az utóbbiak folyamatosan. Ezért az ékírásról csak a megfelelő korszak és a használó megnevezésével lehet konkrétan beszélni. Az ékírás korszakainak elnevezése és besorolása több tényezőn múlik. Egyfelől a nyelvek és nyelvjárások változásai adnak egy keretet. A sumer és az óakkád után az utóbbinak két változata, a babiloni és asszír vitte tovább, majd elterjedt a térségben és a Kaukázus vidékén élő népek (Urartu), az anatóliai népek (Hettita Birodalom, Mitanni) és a szíriai népek (Ugarit) is alkalmazták. Ehhez az i. e. 1. évezred folyamán egy erőteljes arámi hatás járult hozzá, amely az akkád utódnyelveket és a hettita nyelvet is alaposan átalakította. Már a sumerrel egy időben Elám is kialakította a maga – mindeddig megfejtetlen – írásrendszerét, bár később a proto-elámi írásrendszer inkább az elámi hieroglif írás kialakulásához vezetett és emellett a sumer–akkád ékírást vették át.
A másik jelentős tényező, hogy egyes nyelveket rendkívül hosszú ideig beszéltek a térségben. Így az asszírt az i. e. 2. évezred elejétől az i. e. 7. századig, a babilonit az i. e. 18. századtól az i. e. 4. századig. Ezek esetében a nyelv- és írásfejlődés folytonos, a korszakokat a leletek gyakorisága határozza meg. Így óasszírnak nevezzük azt az írástípust, amelynek legnagyobb része Kanis levéltáraiban maradt fenn, és újasszírnak azt, amelyik a ninivei királyi palota könyvtárában. Ez utóbbi könyvtárban az I. Tukulti-apil-ésarra által létrehozott első gyűjteményt középasszírnak soroljuk be. Az óbabiloni írás tipizálása a Hammurapi korából ismert nagy mennyiségű iratanyagra támaszkodik, az újbabiloni pedig a babiloni templomok leleteire. Ezek a leletgócok olyan szövegcsoportokat alkotnak, amelyek megbízhatóan tipologizálhatók, nem szórványosak. A kasszita írásrendszernek nincs egyértelmű típusa, nyelve óakkád, ezért középbabiloni írásról nem is szoktunk beszélni.
Ugyanakkor az is leszögezhető, hogy pusztán nyelvi alapon nem lehetne ezeket a szövegcsoportokat elkülöníteni. Az irodalmi alkotásokban ritkán jelentek meg a nyelvjárások, így az asszírok, babiloniak és arámiak is hagyományosan sumer vagy óakkád nyelven írtak. Ezek a szövegcsoportok sajátos háttérrel, jellegzetes tartalommal, stílussal és írnoki gyakorlattal rendelkeznek, ez utóbbi jellemzőjük az, ami az írásrendszer szintjén is elkülöníti az akkád írás történelmi szakaszait.
- protosumer piktogramok (i. e. 35 – 31. század)
- sumer piktogramok (i. e. 31 – 29. század)
- sumer proto-ékírás (i. e. 30 – 25. század)
  - elámi írás (i. e. 30. századtól)
- sumer ékírás (i. e. 26 – 9. század)
- akkád ékírás (i. e. 25 – 17. század)
  - eblai ékírás (i. e. 25 – 22. század)
  - mári ékírás (i. e. 19 – 18. század)
- óbabiloni ékírás (i. e. 19 – 15. század)
- óasszír ékírás (i. e. 19 – 16. század)
  - hettita ékírás (i. e. 18 – 12. század)
  - hurri ékírás (i. e. 18 – 14. század)
  - ugariti ékírás (i. e. 14. század – 1150)
- középbabiloni és középasszír írások (i. e. 15 – 7. század)
  - arameus – az arámiak megjelenése és nyelvük fokozatos térhódítása (i. e. 12 – 10. századtól)
- újasszír ékírás (i. e. 10 – 7. század)
  - urartui ékírás (i. e. 9 – 7. század)
  - óperzsa ékírás (i. e. 6 – 4. század)
- újbabiloni ékírás (i. e. 7 – i. sz. 1. század)

### Protosumer írás

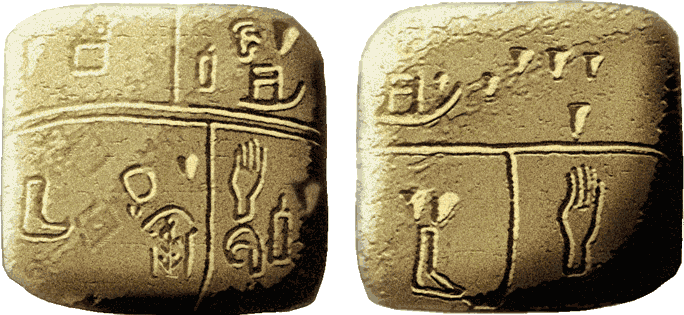
Kisből előkerült igen korai, i. e. 3500 körüli agyagtáblácskák

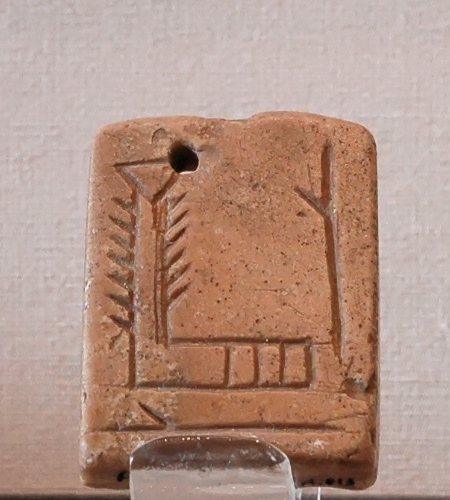
Inanna homokkőbe karcolt jelképe i. e. 3000 körüli időből

A protosumer írás még nem ékírás. Piktografikus jellegű, azaz képírás volt, mint szinte minden korai, önállóan kialakuló írásrendszer kezdete. Ebben a képírásban a jel konkrét fogalmakat takar, ezért az írás iránya kötetlen, értelmezése az olvasó számára egyértelmű. Ezt az írásrendszert szóírásnak nevezzük, és nyelvtől függetlenül mindenki olvashatja, ha tudja, melyik jel mit jelent. Mivel a korai képírások egyszerű közléseket tartalmaznak, tárgyuk általában kereskedelmi jellegű, ezért nem volt bonyolult. Egy adott tárgy vagy élőlény rajza magát az adott tárgyat vagy élőlényt jelentette. Ilyen módon a kezdeti írásrendszer a tárgyak ábrázolására és a számok lejegyzésére korlátozódott.
A piktogram úgy képzelhető el a legkönnyebben, mint a mai közlekedési táblák és eligazító jelzések. Az utóbbiak rajzi elemeinek általában van valami köze ahhoz, amire utalnak. Egy római oszlopcsarnok stilizált ábrája például általában múzeumot jelent. A tiltó és utasító közlekedési tábláknak viszont általában már nincs ilyen tartalmuk. Az elsőbbségadás tábla rajza egyáltalán nem azt mutatja, hogy meg kell állni, mégis a világ minden országában tudják, hogy azt jelenti, és mindenki a saját nyelvén beszél róla. A piktografikus írás pontosan így működik.
Az írásrendszer első elemei az i. e. 4. évezred második felében ismerhetők fel Mezopotámiában, közelebbről az uruk-kultúra elterjedési területén. A korai piktografikus írás kiemelt jelentőségű lelőhelye az Éanna-körzet. Az ezen írással lejegyzett nyelv ismeretlen, és máig vita tárgyát képezi, hogy már sumer volt-e, vagy valamilyen más (protosumer) nyelv. Ez a periódus több mint három évszázadon át tartott, és az első olyan írás, amely már biztosan a sumer nyelvet közvetíti, az i. e. 31. századi Dzsemdet Naszr-kultúrához kötődik. Ebben az írástípusban ugyanis már nyelvi elemek is feltűntek, amelyek alapján a nyelv azonosítható. Míg a bárány rajzát mindenki a saját nyelvén báránynak olvassa, a viszonylatokat kifejező íráselemeket már csak egy adott nyelven lehet értelmezni.
Az i. e. 34. század végén, az Uruk-kultúra kezdeti szakaszában agyagtáblácskákat használtak a mezőgazdasági termékek és a feldolgozott cikkek leltározására, és raktárjegyként (árufedezetes „értékpapírként”). Hasonlóképpen az árucikkeket a karavánszállítás közben is lajstromba vették, hogy a kiinduló és a célállomás között ne tűnhessen el belőle semmi. Ezeket lezárt és lepecsételt agyagtokokban rejtették el, hogy a küldönc ne férhessen hozzá. Az agyagborítékokra általában ugyanazt a feliratot írták, ami benne is volt, külső felületét a tulajdonos pecsétjével zárták le. A pecsétnyomók és pecséthengerek fontos szerepe már ez időben megkezdődött. A piktogramokat az agyagtáblára egy kihegyezett nádtollal rótták, vagy kőbe karcolták-vésték. Ekkor még teljesen hiányzott a későbbi jellegzetes ék alakú alap vonaltípus.
I. e. 3000 körül – talán kissé előtte, még az i. e. 31. században – a képírás az eredeti funkcióhoz képest kibővült és a beszélt nyelv lejegyzésére is alkalmassá vált. A rajzos képjelek átalakultak elvont írásjelekké. Egy adott jel ettől kezdve változatos jelentéssel bírhatott, ez időtől a képírás elolvasásához már „írástudás” kellett. A jegyzékekben használt mintegy 2000 jel lecsökkent körülbelül 700 darabra (706 darab különböző jelet lehet felismerni az uruki archaikus szövegekben), és az írás fonológiai jelleget kap. Az Uruk-III és a Dzsemdet Naszr-kultúra fordulóján keletkező iratok már fonetikus jellegűek, a szójelek a sumer nyelvből származtatható szókiegészítő elemeket kapnak az egyes szavak kezdetének vagy végének egyértelműsítésére. E 706 darab jelnek több mint kétharmada már összekapcsolható a későbbi ékírásban használt változatával, vagyis kijelenthető, hogy a sumer ékírás az uruki archaikus írásra támaszkodva jött létre.
Innentől egyes jelek több lehetséges jelentést kaptak, az egyértelműség miatt determinatívumokra, azaz értelmező jelekre is szükség volt. Ettől kezdve már csak egy adott nyelven lett olvasható a felirat, mivel a szójelek egy része szótagjellé alakult, elvesztette kapcsolódását az eredeti jelentéssel. Például a sumer DIŠ eredetileg egy fát jelentett, jelentésátvitellel több más, eltérő hangalakú szótagnak és szóelemnek is jele lett (giš2, geš2, nigida). Ahol a DIŠ szótagjelként szerepel, az olvasónak tudnia kellett sumerül ahhoz, hogy tudja a szótag hangértékét. Aki például akkádul beszélt, annak számára ana, gi vagy tis lenne az olvasata, a hettitának diš, tiš, táš vagy dáš.
Az első ismert írásokon a jobb oldali függőleges oszlop tetején kezdték róni a jeleket. Ez a rendszer azonban nem bizonyult kielégítőnek, mert a kéz legtöbbször összemaszatolta a jeleket, amelyeket leírt. Az írnokok kényelmesebbnek találták, hogy azt a módszert kövessék, amelyet később a nyugati népek is választottak: a vízszintes írást, éspedig balról jobbra. I. e. 2800 körül álltak át a vízszintes sorvezetésre, ami a jelrendszer újabb jelentős külalakbeli változását hozta: a jelek 90°-kal elfordultak balra. Ennek nagyon praktikus okai voltak. Az írást ettől kezdve a bal felső sarokban kezdték és jobbra haladtak vízszintes sorokban, a kész iratot azonban csak el kellett fordítani 90°-kal jobbra ahhoz, hogy hagyományosan a jobb felső sarokból induló függőleges oszlopokban olvashassák el. Ez nagyon hasonló ahhoz a módszerhez, amivel a mai balkezes emberek élnek, amikor elforgatják a lapot írás közben. Az írás olvasása ekkor is a hagyományos vízszintes, miközben maga az írás gyakorlatilag függőleges pozícióban történik, mert a balkezesek számára a balról jobbra haladó írás ugyanazt a problémát okozza, mint a korai sumer írnokoknak a jobbról balra tartó függőleges.
Az írás rögzült módja miatt az új jelirányt megszokták, később már az olvasása is vízszintesen, balról jobbra történt (vagyis olvasáshoz sem forgatták vissza az eredeti helyzetbe, mert írás közben megszokták a jelek ilyen irányát), így a kőbe vésett feliratokon – ahol az írás elmaszatolásának veszélye nem áll fenn – szintén áttértek a balra forgatott jelekre. A hagyományos függőleges olvasásmód azonban még nagyon sokáig fennmaradt, például Hammurapi törvényoszlopa is függőleges oszlopokban olvasandó, ami ebben az időben már nagyon archaikusnak számított. A jelirány rögzülése azonban éppen ezen látható, a karakterek a vízszintes írás szerint elforgatott helyzetben maradtak, nem fordultak vissza az eredeti irányukba, függetlenül az olvasás irányától. Hammurapi ezen feliratát már nem lehet forgatni, balról nézve a jelek állnának fejtetőre, jobbról pedig a sorok ellentétes irányúak. Erre az időre tehát már véglegesen rögzült a vízszintes írás miatt elforgatott jelirány, miközben még emlékeztek arra, hogy eredetileg függőlegesen írtak. A képek fokozatosan egyszerűsödtek, mindenekelőtt a vonalak kiegyenesedtek, mert úgy könnyebb volt akár az agyagba karcolni, akár kőbe vésni azokat. Az ék alakú vonalak csak a háromszögletűre vágott íróvessző elterjedésével alakultak ki.

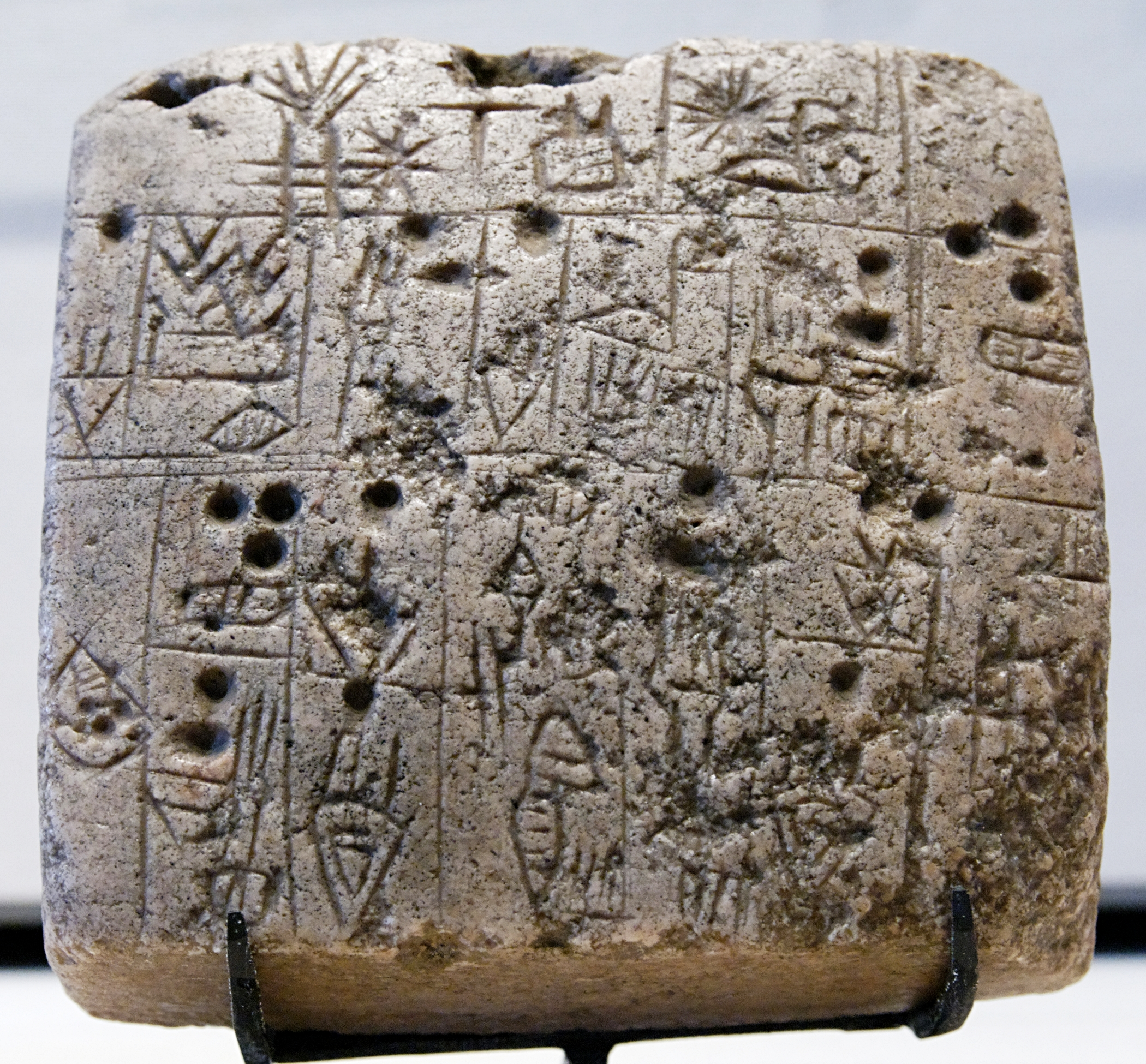
A Louvre-ban őrzött adásvételi szerződések egyike, i. e. 2600 körüli időből. A jelformák erősen archaikusak.
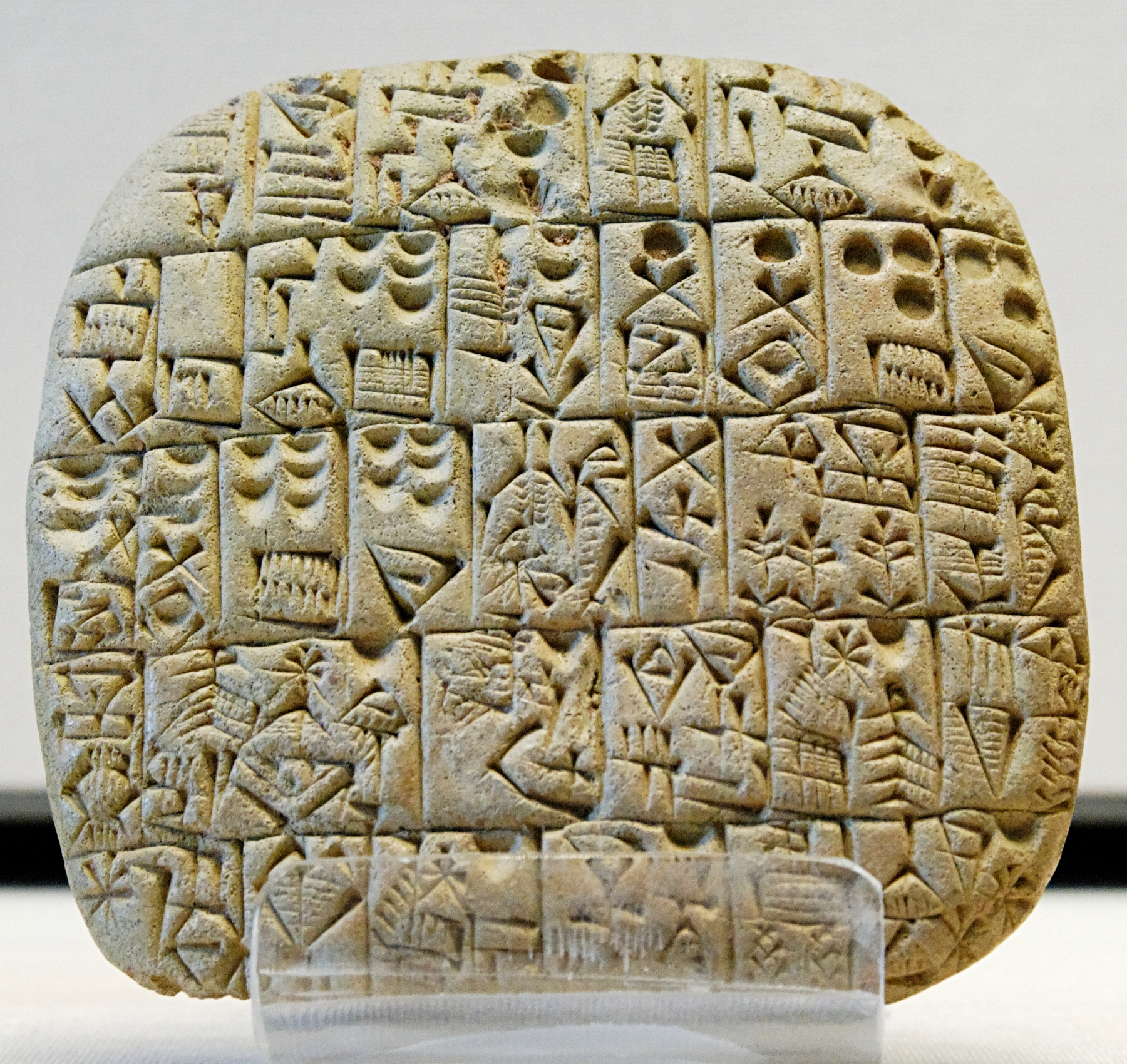
Egy suruppaki szerződés, szintén körülbelül i. e. 2600-ból. A modernebb szemlélet és az ékíráshoz nagyon közelítő jelformák jól láthatók rajta.

### Sumer ékírás

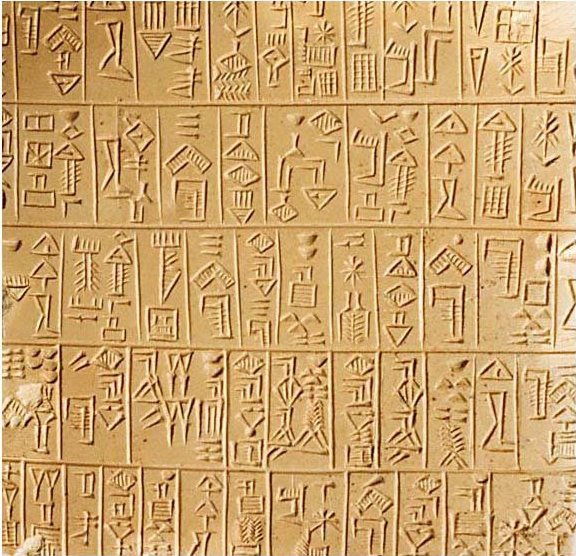
Sumer írás az i. e. 26. századi Adabból. Már csak egyenes vonalakból áll, de a jeleket felépítő vonalak – néhány AŠ-tól eltekintve – többnyire még nem ék alakúak. A tisztán ékekből felépített írásjelek egy évszázad múlva jelennek meg. Az írásjelek elforgatott helyzetűek, de a felirat függőleges oszlopokban olvasandó. A cellákon belüli csoportok (2–4 jel) általában balról jobbra, de ez ekkor még nem kötött.

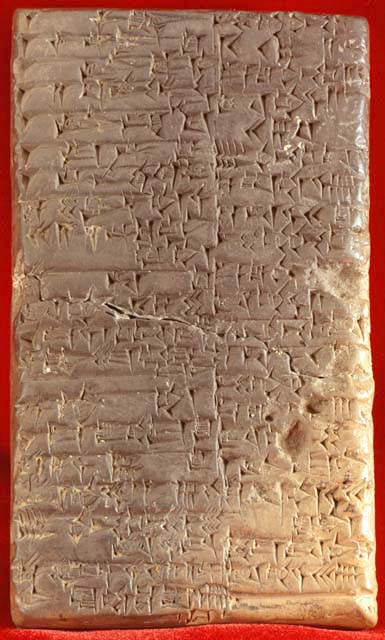
I. e. 24. századi sumer irat

A legrégibb fennmaradt ékírásos táblák templomgazdaságok számadásjegyzékei, melyek haszonbérleti szerződéseket rögzítettek életfogytiglani munkáról, valamint a munkaszolgáltatások regisztrálását és ellenőrzését szolgálták. Például a kis sumer város, Girszu vallási közössége 48 péket, 7 rabszolgát, 31 serfőzőt, néhány takácsot és más kézműveseket foglalkoztatott. Ily módon dokumentáltak számos, értékkölcsönzés útján létrejött kamatüzletet is.
Sumer politikai fejlődését független városállamok sora határozta meg, melyek középpontja és hatalmi központjai a templomok és a királyi paloták voltak. Különösen a templomok váltak – kultikus jelentőségükön túlmenően – egy-egy város és környéke életének központjaivá, kulcsszerepet játszottak a közigazgatás, a földszervezés, az öntözés és a kereskedelem területén. A Tigris és az Eufrátesz csatornázásával a sumerok megművelhetővé változtatták a sivatagot és virágzó mezőgazdaságot teremtettek. A templomok és paloták a maguk szabályozott államigazgatásával így az írás fejlődésének előfeltételeivé váltak. Feltételezhető, hogy az ékírás fejlesztői és fő használói templomi tisztviselők voltak, mivel őket bízták meg az egész közösség igazgatásával. A templomok adtak otthont az iskoláknak, melyekben a leendő közigazgatási tisztviselőket képezték (lásd Ninkaszi-himnusz). Írásgyakorlataik számtalan agyagtáblán fennmaradtak, s az írástudók a társadalom megbecsült tagjai lettek. Az ékírás megkönnyítette a kereskedelmi üzletek számontartását és lebonyolítását.
Elhagyták a hegyes íróeszközt, mert az nem hagyott esztétikus metszéseket és domborulatokat maga után, hiszen ezzel vonalakat húztak, amelynek két oldalán sorjás vonulatok maradtak. I. e. 2500 körül már háromszögletűre faragott nádhegyet használtak, amit csak belenyomtak az agyagba, nem húzták benne, így tiszta, háromszögletű (ék alakú) lenyomatot hagyott. Eleinte csak a templomi és királyi írnokok alkalmazták – nyilván az írásgyorsítás és -egyszerűsítés eszköze volt –, majd elterjedt a sumer társadalomban és más régiókban is.
E táblák – amelyeket a törvények feljegyzésére, a katonai vezetők rendelkezéseinek átírására használtak, a költők pedig a régi mítoszok és elbeszélések lejegyzésére, melyek közül a leghíresebb az Uruk királyáról, Gilgamesről szóló eposz (Gilgames-eposz); vagy egyszerűen csak arra, hogy tanácsokat adjanak a férfikorba lépő fiúknak – valóban a leggazdagabb történelmi dokumentumok.
A sumer ékírás kezdeti, élőnyelvi szakaszából viszonylag kevés összefüggő szöveg maradt fenn. Előfordult, hogy az agyagtáblákat kiégették, hogy maradandóak legyenek, de legtöbbször csak a napon szárították. Így azonban törékeny, málló és porladó maradt. A fennmaradás függ még az agyag minőségétől is. A szárított agyagot később újranedvesítve használhatták, így sok írásos dokumentum semmisült meg. A legtöbb ismert nyelvemlék háborúk miatt leégett könyvtárakban maradt fenn, ahol a tűz kiégette a tárolt agyagtáblákat, vagy uralkodói epigrafikus feliratokon, sztéléken. Ez utóbbiak azonban legtöbbször nagyon töredékesek, mert kedvelt hadizsákmányként e sztéléket a hódító hadseregek ledöntötték, elszállították. (Lásd például Narám-Szín sztéléje, akkád felirattal.) Jelentékeny mennyiségű a pecséthengereken fennmaradt feliratok száma. Az írás megmaradását a hordozó anyag befolyásolja, így nem tudhatjuk, mire írtak még az agyagon kívül. Vannak jelek arra vonatkozóan, hogy viaszos fatáblákat is használtak írásgyakorláshoz vagy kevésbé fontos feljegyzésekhez, csakúgy mint a későbbi rómaiak. Ezek azonban nem maradtak fenn.
A sumer nyelv – hasonlóan az ősi típusú nyelvek többségéhez – nagyon sok hangzót használt, minimun negyven különbözőt, miközben poliszemantikus, azaz egyetlen egytagú szónak rendkívül sok homoním jelentése lehet. Az ékírás sumer sajátosságaiból és ismert rokon nyelv hiányából adódóan azonban a sumer nyelv hangtana még mindig nagyon homályos. A feliratokat ugyan teljes mértékben megértjük és lefordíthatóak, de annak eredeti hangzása gyakorlatilag ismeretlen. A sumer ékírás eleinte még egyértelműen logografikus, nem a nyelv hangzását, hanem az értelmét kívánta visszaadni. Csak később, folyamatos fejlődés eredményeképp vált részlegesen hangjelölő szótagírássá.
Az írásjelek között alig néhány fonetikus akad, amelyek a szóírás értelmezését segítették elő. A későbbiekben egyre több jel vált fonetikus jellé. Így például a sumer nyelvben az „élet” (TI) és a „nyílvessző” (TI, TIL) nagyjából azonos hangzása miatt az „élet” fogalmát a nyílvesszővel ábrázolták (𒌀), függetlenül attól, hogy a nyílvesszőt mint tárgyat általában éppen az élet elvételére használják. A nyílvesszővel – vagy a hozzá nagyon hasonló UŠ2 jellel (𒍗) – azonban a „halál” fogalmát és kapcsolt jelentéseit is írhatták. A szójelek és szótagjelek teljes azonossága miatt a szövegben bármelyik jel lehetett bármelyik szerepben. Ráadásul a sumer nyelvben rengeteg két-három hangzós szó volt és mindegyiket több különböző jellel is írhatták. A GU szót tizennégy különböző szimbólummal jelölték, ezek egyaránt lehettek szójelek és szótagjelek is. A „hang” fogalmát írhatták a „fog” (ZU) és „száj” (KA, KAG2) jeleivel is, de ekkor is GU a jelentése. Ez a szellemes rendszer rendkívül bonyolult és hosszadalmas írnoki képzést igényelt. A képzett írnokok azonban feltehetően folyékonyan olvasták és készségszerűen írták az iratokat.
A determinatívumok mindkét csoportja megjelent, a szemantikai és fonetikai komplementum is. Az értelmező jelek nem tartoznak a szó kiejtéséhez, csak az olvasást és értelmezést könnyítik meg. A szemantikai komplementum olyan értelmező jel, amely nyelvi jellegű segítséget ad. A DINGIR (=égbolt, átvitt értelemben isten) jel arra utal, hogy a következő jelcsoport egy istennevet takar. A fonetikai komplementum viszont azt mutatja meg, hogy a több lehetséges alakban olvasható jelben milyen hang vagy szótag van, azt az olvasatot kell használni, amelyik a fonetikus komplementum által mutatott szóelemet tartalmazza. Ez utóbbinak a legegyszerűbb esete az É írásjel, amely házat és templomot is jelent. Ha akkád szövegben mellette a tum jel áll, akkor bitum-ként olvasandó, ami házat jelent, mert a lehetséges olvasatok közül csak a bitum tartalmazza a tum szótagot. Máskor nem ennyire egyértelmű a helyzet, képrejtvényhez hasonló: „állatfej” + „szárított gyümölcs” = „tulok”. Ez az érdekes egyenlet úgy áll elő, hogy a „szárított gyümölcs” (MA) a „ma” szótag jele, tehát az állatfej és az m hang összetétele olyan szóra utal, amely egy m-hangot tartalmazó állatnév – még csak nem is az egész „ma”-szótag –, ez pedig az alim.
A sumer írásrendszer logikai rendszerének megértéséhez kiváló példa az URU esete. Az URU szó sokjelentésű alapszó a sumer nyelvben. Írásban az alapjel jelentése azonban csak egy szűk körre redukálódik, a legfontosabb jelentésekre. Az alapjel és más szó- és szótagjelek kombinációi (akár determinatívumként, akár toldalékként, ligatúrásodva vagy egyszerűen csak egybeírva) adják vissza az URU szó további jelentéseit. A pontosításra alkalmazott jelek lehetnek fonetikai egyértelműsítők és módosítók. Például az URU + UD jelek egymás mellett (URU×UD) az URU2 hangalakú szót eredményezik, melynek kiejtése valószínűleg urú vagy urúd, azaz az URU mellé írt UD annyit jelent: kettőzd meg az u-hangot a kiejtésnél. A szemantikai komplementumok a jelentést asszociációs alapon módosítják. Az URU×A jelentése „özönvíz”, mivel A = víz, URU = térség. Megfigyelhető, hogy egyes jelentéseket nem az URU alapjellel írtak, hanem az UR+U vagy U+RU variációival. Ezek némelyike azonos jelentésű az URU jelkombinációk némelyikével. Lehetett azonban uru ejtésű több más kombináció is, amelyeknek eredetileg semmi közük az URU hangalakjához, csak jelentéseihez.
További fontos jellemzője, hogy a sumer nyelv agglutináló („ragasztó”) típusú, így egész gondolatsorokat, mondatszerkezeteket közölhet egy szóban, összefűzve a megfelelő szavakat. A ḫu-mu-na-ni-ib-dù szó például ezt jelenti: „valóban, azt ott (ő) építette neki”. A szóban csak az alany nincs jelölve (ő), amelyet az „építés” ige múlt idejű, egyes szám harmadik személyű alakja mutat.
Általában úgy tartják, hogy a sumer nyelv beszélt nyelvként az i. e. 18. században kihalt, azonban Délkelet-Mezopotámiában, a Tengerföldön még az i. e. 1. évezred elején is sumer személynevek ismertek. Ezen a területen viszont alig maradt fenn írásos emlék, így nem kizárható, hogy a sumer nyelv és sumer írás csak az i. e. 1. évezredben halt ki. Mindezek ellenére még az i. e. 1. században is tanították a templomi iskolákban a sumer nyelvet a papoknak, funkciója körülbelül az volt, mint a középkori Európában a latinnak.

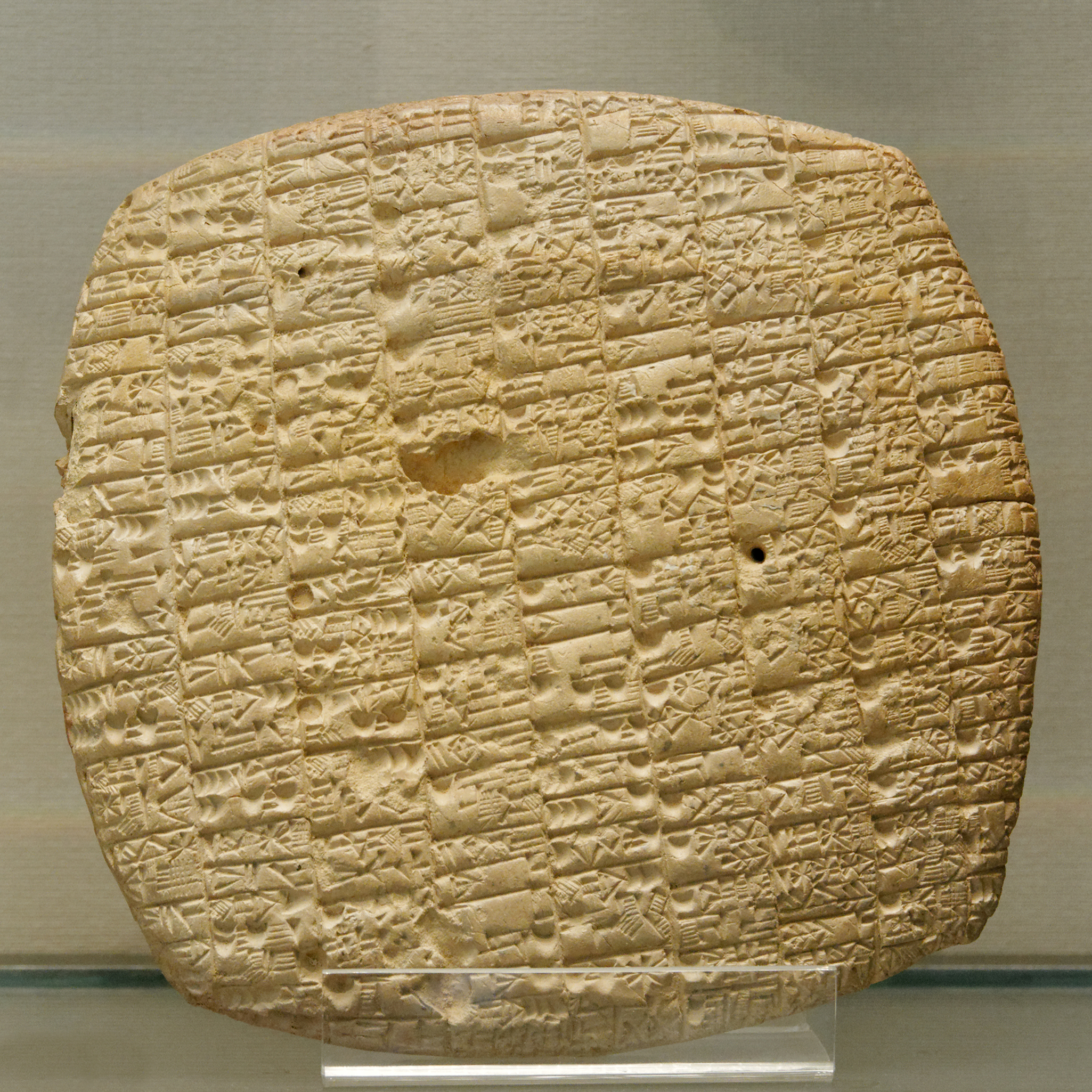
Ningirszu templomának egyik táblája
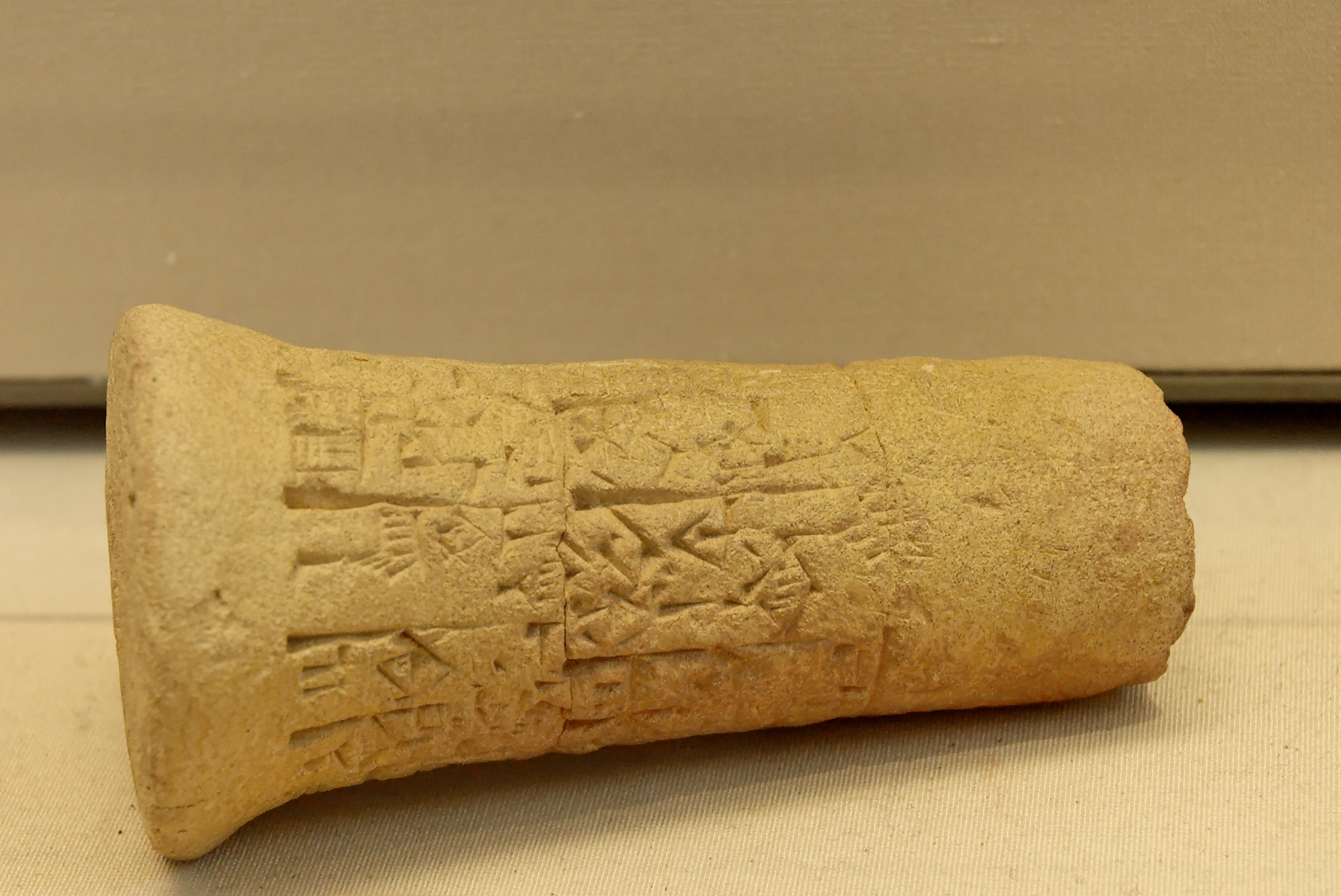
Entemena egyik alapító dokumentuma
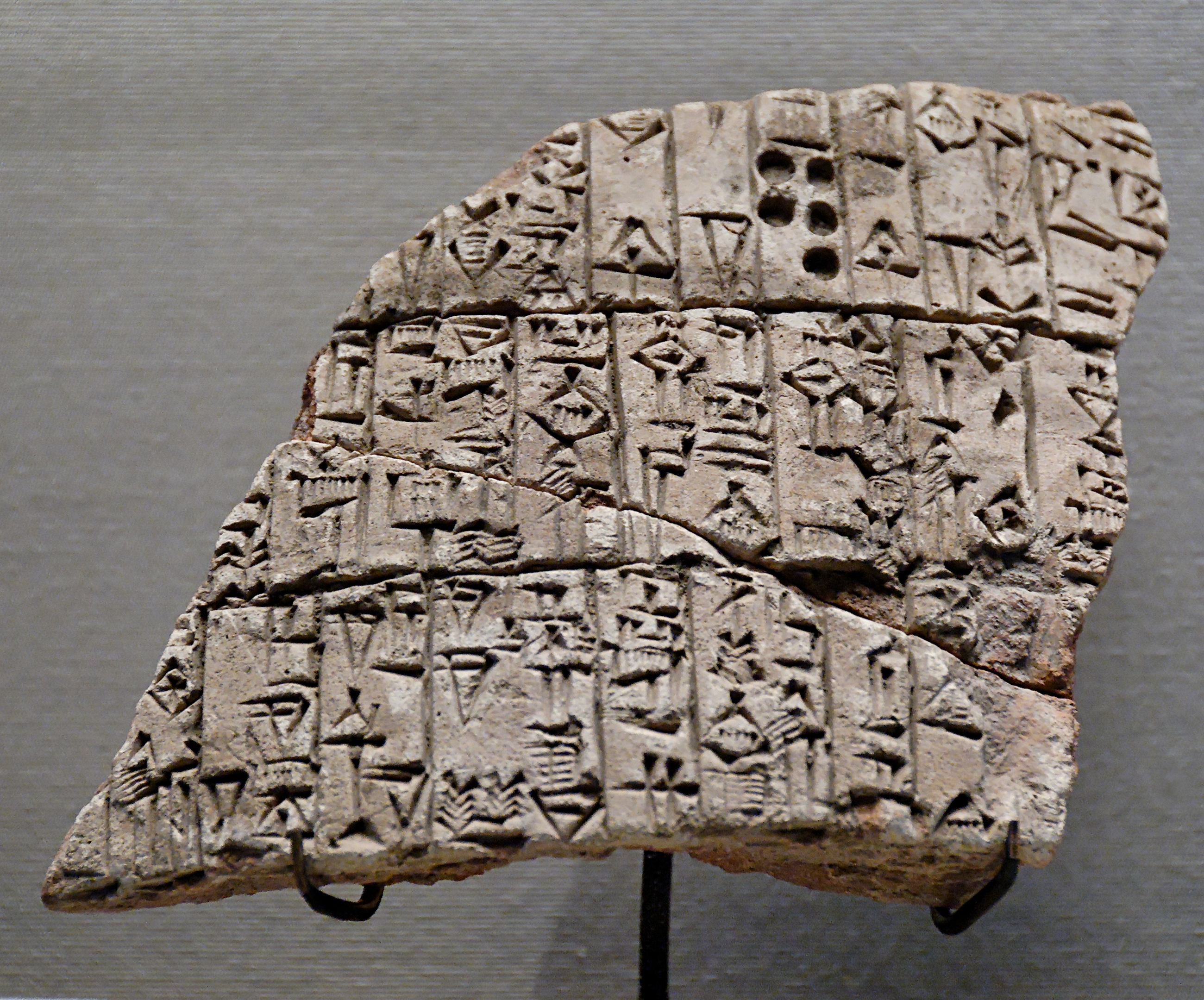
Uruinimgina felirattöredéke az Éninnu-templomból
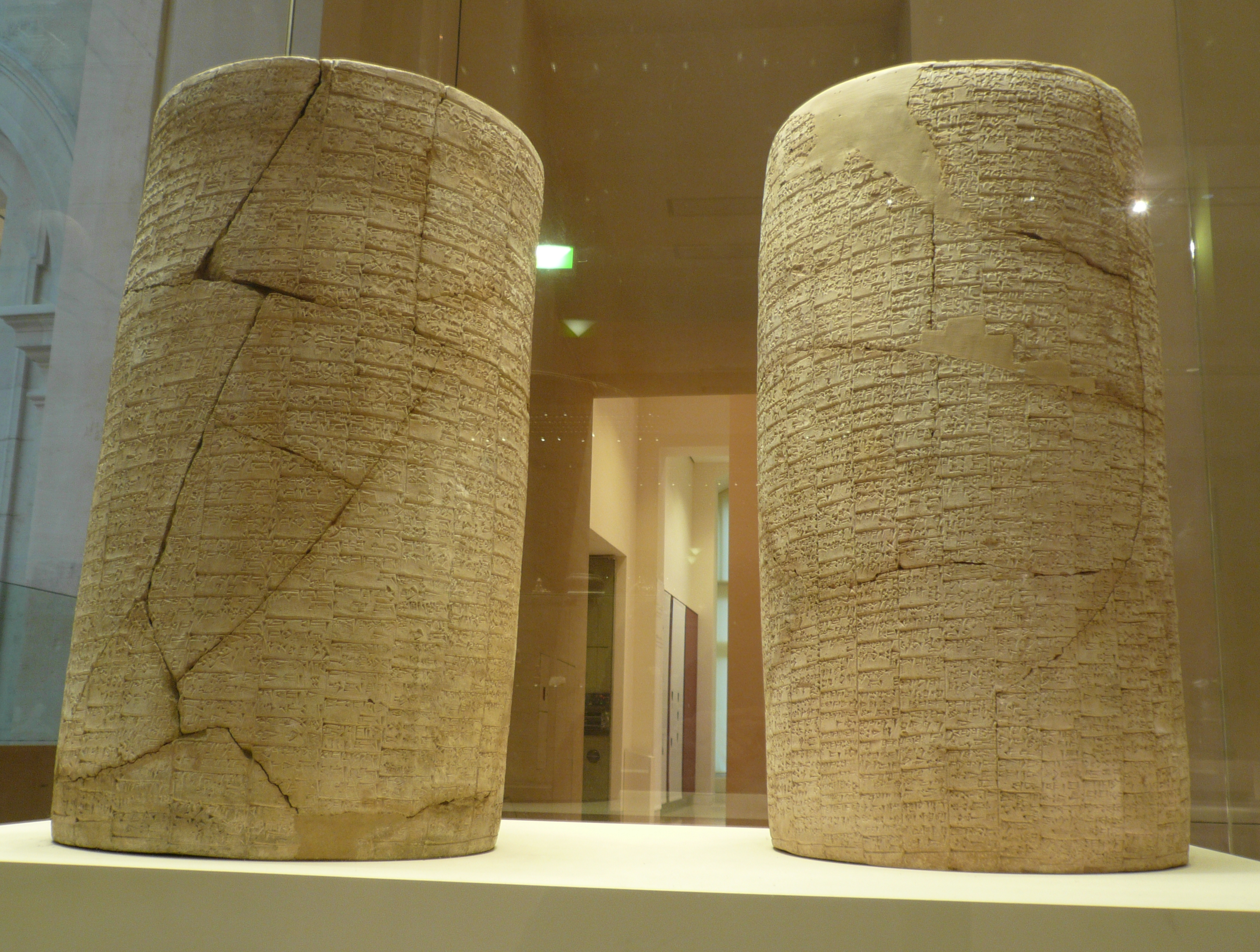
A Gudea-hengerek a késősumer korból
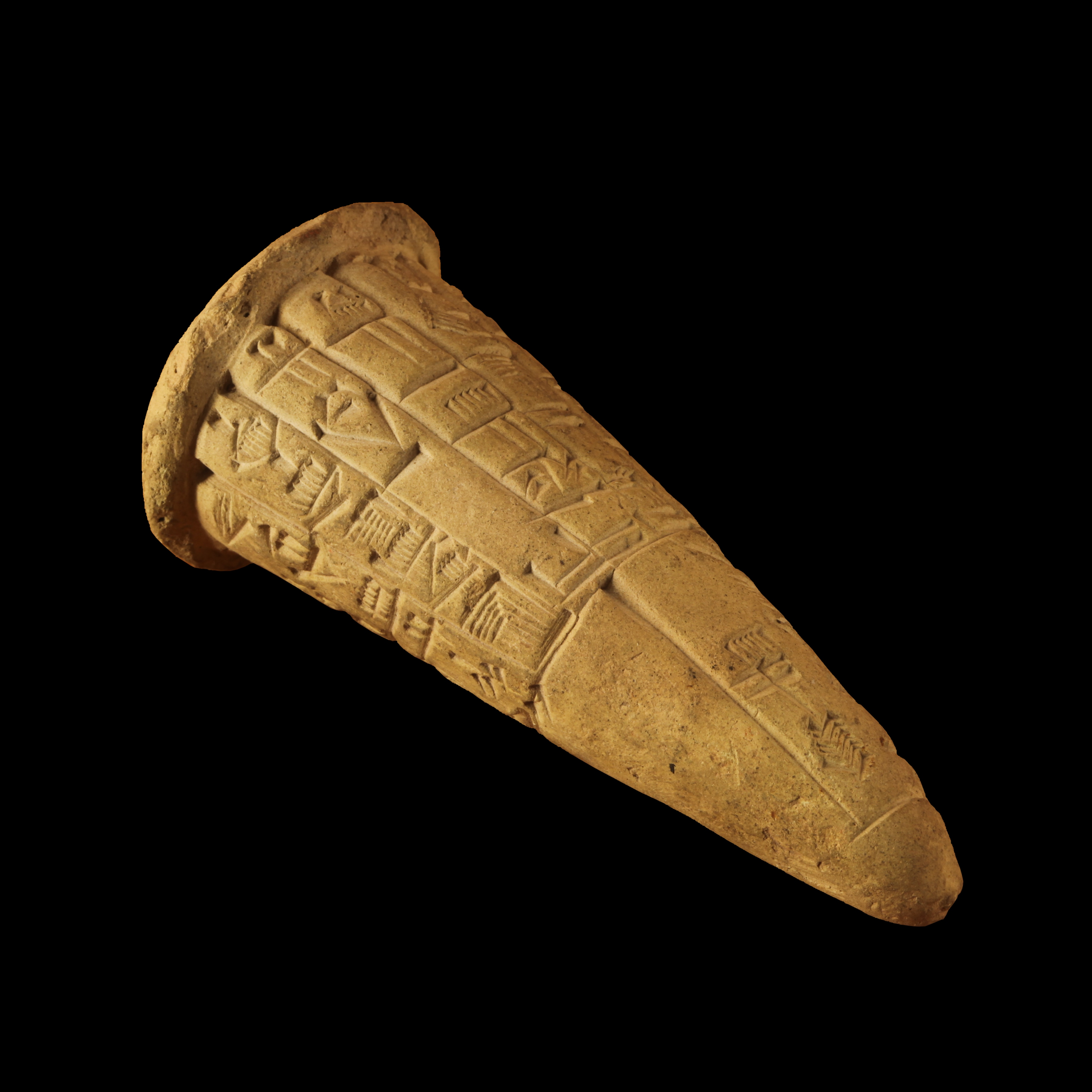
Egy olyan szöveg, amit nem olvasásra szántak: az Éninnu rituális alapkőként eltemetett alapító dokumentuma Gudea idejéből

### Akkád ékírás

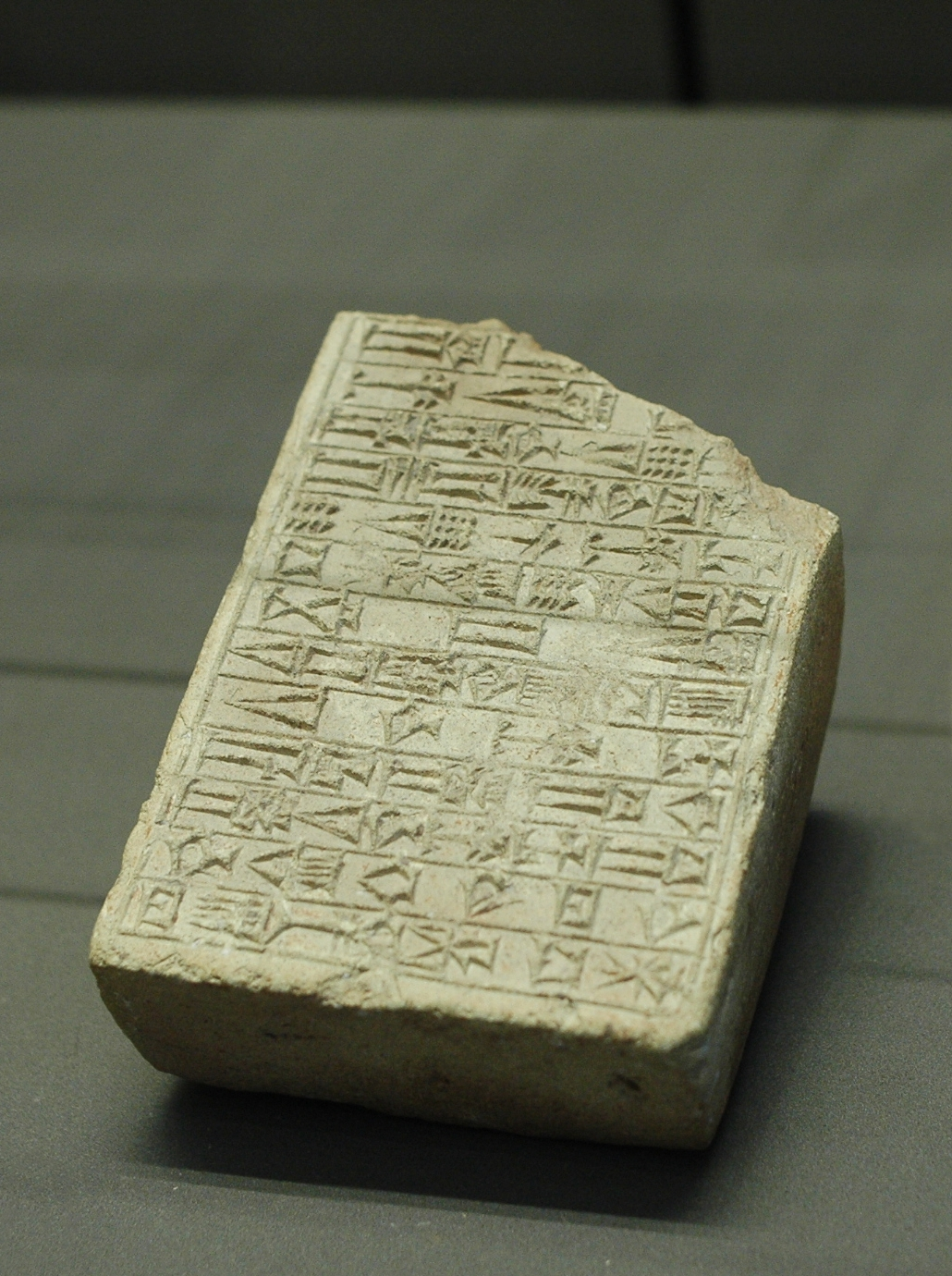
Szín-iddinam larszai király egy felirattöredéke i. e. 1850 körülről

Az akkádok a sumer írás legkorábbi szakaszában már jelen voltak Mezopotámiában. Kulturális különbözőségeik miatt elkülönültek a sumerektől, de néhány évszázad alatt mégis asszimilálódtak, lassanként letelepedtek és saját nyelvüket a sumer ékírással rögzítették. Sarrukín idején átvették a hatalmat Mezopotámia felett, ettől kezdve az akkád nyelven írt ékírásos szövegek szaporodnak, míg a sumer lassanként visszaszorult. I. e. 2500 körüliek az első ismert akkád nyelvű feliratok és i. e. 2000 körül ennek helyét vette át az óasszír és óbabiloni írás. Létrejötte éppen arra az időre esik, amikor a sumereknél már széles körben terjedt az ék alakú vonalak használata, így az akkád írás már mindig ékjeleket ír, teljesen rögzül ez a technika, míg a sumerek még egy-két évszázaddal később is írtak sima vonalas karaktereket.
Az ékírás jellegét alapvetően meghatározta a nyelv változása. Az akkád nyelv egy sémi nyelv, amelynek nemcsak a szókészlete, de a hangkészlete is teljesen más, mint a sumeré. Az akkádok eredetileg úgy vették át a sumer szóírást, hogy az így leírt szavakat a saját nyelvükön ejtették ki, vagyis a logogramokat egyszerűen a saját nyelvükre alkalmazták. Ezzel a szójelek máris más hangértéket kaptak, például az akkád ardu (= rabszolga) szó leírására a sumer ìr szójelet használták, amelynek ugyanaz a jelentése (és persze már ebből az egy példából is látszik a sumer és az akkád nyelv oda-vissza egymásrahatásának ténye), valamint a sumer ka írásjelet (= száj) az akkád pu (= száj) leírására használták. Az amorita Jahdun-Lim nevét ia-aḫ-du-li-im formában írták le. A sumer nyelvben nincs olyan félhangzó, amellyel a név kezdődik, ezért az „ia” jelet használták az első szótag leírására. A du szótag helyett a sumer dunt is használhatták volna, de nem tették, az a sémi, aki kiolvasta a sumerből az iaḫdu hangsort, tudta, hogy a saját nyelvén yaḫdun ejtendő. A lim szótagot a sumer li-im jelekkel írták le, mert a sumerben nincs lim szótag, majd a li-im szótagokat a saját nyelvükön értelmezték.
Egy további példa erre: 𒋻 = sumer TAR. A sumer nyelvben ez az egyszótagú szó több jelentéssel bírt (csökkentés, feloldás, lazítás, döntés, betegség). Ezekre a fogalmakra az akkád nyelvnek külön szavai voltak: ḫarāşu, parāsu, paţāru, sapāḫu és kettu. Mind az öt szót a változatlanul átvett TAR szójellel írták le, így a TAR (jel neve) immár nemcsak öt fogalom leírására szolgált, hanem öt különböző hangalakú szó leírására (jel jelentése). A későbbiekben az öt szó szókezdő szótagjaként is alkalmazhatták. A hettitáknál csak a tar/dar és a ḫaš szótagot jelenthette. Ennek az ellenkezője, amikor a napāḫu és nūru szavakat (= fény, ragyogás) éppúgy írhatták a BUR2 𒁔 és a BU7 (KU) 𒆪 jelekkel is.
Az olyan sémi fogalmakat, amelyeknek nem volt sumer megfelelője, szótagonként írták le, folytatva ezzel a már megkezdett sumer fonetizálási gyakorlatot. Ezt oly módon tették, hogy a sumer szójel akkád hangértékének első – néha utolsó – szótagját olvasták ki. Ezáltal az adott karakternek a sumertől teljesen eltérő hangalakja és jelentése lett. Jó példa erre a DIŠ vagy a DINGIR jelek alakulása, vagy a fentebb említett pu, amelyet ka, qà, pi vagy ga14 szótagokként is leírhattak. A sumer írásban már megfigyelhető az a jelenség, hogy bármelyik szót írhatták szójellel és szótagjelekkel egyaránt, mindkettőből többféle variációban. A sumer írásnál sumer szemszögből tárgyalt URU szójelre alkalmazott írásjelek egy része az akkádban a -re2- és -ri2- szótagok leírására alkalmas. A szótag bármilyen szóban előfordulhat, így itt már teljesen lényegtelen, hogy a sumer szónak mi volt a jelentése vagy a kiejtése, bár az URU esetében az akkád szótagérték levezethető a sumer ejtésből.
A sumer többjelentésű URU szónak egyes jelentéseire vagy jelentéscsoportjaira az akkád nyelvnek megvolt a külön szava, így az URU-val írták az ālu szót, aminek már csak annyi köze van az URU szóhoz, hogy ugyanazt jelenti. Az ugyanezzel a jellel írt abābu/abūbu szavaknak még ennyi sincs, ezek ugyanis az URU×A-nak megfelelő jelentéssel bírnak. Az URU többi tizenhat jelentésének is megvoltak az akkád megfelelői, ezeket a szavakat az URU megfelelő jeleivel írták le. Egyes esetekben a jelentés bővülhetett és szűkülhetett is. Ugyanakkor az akkád ūru (= meztelenség, vagina, szeméremdomb) szót nem a sumer URU-val írták, hanem a munus-la (= gal4-la) jelekkel. (Sumer és óakkád forma: 𒊩𒆷, óbabiloni , újasszír–újbabiloni .) A sumer la-ga szeméremdombot jelent, amelynek egy másik akkád megfelelője a gurištu, és a LA + GA összetételével (la-ga) írták. (𒆷𒂵 / )
Az akkád ékírásban tehát megsokszorozódott a jelek és jelcsoportok értelmezésének lehetősége, mivel az ékjelek teljesen elvesztették a kapcsolatot az ábrázolás és jelentés között, valamint a szóérték és hangérték között. Ez egy nagyon bonyolult írásrendszerhez vezetett, ennek a bonyolultságnak a különböző változatú egyszerűsítései alakították ki a későbbi ékírástípusokat. Erre nagy szükség is volt. A mai napig vita tárgya például, hogy az eblai levéltárban az A.EN.GA.DU szójelekkel leírt települést Agadeként vagy Argaduként kell-e olvasni. A különbség jelentős az eblai történelem szempontjából is. Ugyanezen a lelőhelyen egy akkád név olvasata Sarrukín vagy Sariginu is lehet, ismét nagyon jelentős az értelmezésbeli különbség.
Mindezek a tulajdonságok tették szükségessé az oktatásban a szójegyzékek összeállítását, amelyek nagy segítséget nyújtottak az újkori kutatóknak az ékírás és a nyelv megfejtéséhez.
Általános jellemzője, hogy az egyes karakterek egyszerűsödtek és szabványosodtak. Az egyes jeleket alkotó ékek már nem állhattak akárhogyan, mindössze öt alapvető lehetőség maradt. A vízszintes, függőleges, 45°-ban jobbra le illetve balra fel mutató, valamint a fecskefark alakban a szélesebb végükkel egymáshoz illesztett ékekből álló „nagy ékjel”, a „kampósszög”. Minden karakter ezek kombinációiból állt össze. A ferde ékjel a tenû. A más ékekkel módosított jel a gunû, a nagy ékjellel keresztezett pedig a šešig. Egy átlagos karakter öt–tíz ékből áll. Akadnak 20 ékből álló jelek is, de egyes ligatúrák akár 30 ékből is állhatnak. A fejlődés következő lépése az volt, hogy az egyes jelekben lévő ékek számát csökkentették, mindenekelőtt a ferde ékek tűntek el.
Az öt lehetőség négy alapjele olyan fontos megkülönböztető jelző, hogy Rykle Borger a 2004-es Mesopotamisches Zeichenlexikonban kifejezetten ezek alapján csoportosította a közölt ékjeleket. AŠ (𒀸), DIŠ (𒁹) GE23 (DIŠ-tenû, 𒀹), U (𒌋).
A ligatúrák száma nőtt a sumerhez képest, és ezek viszonylag bonyolultak. Néha nehéz eldönteni, hogy két, szorosan egymás mellé írt jelcsoport már ligatúra-e, vagy még két önálló karakter. Ebben a legdöntőbb az a jelenség, hogy a ligatúra nem egyszerűen két jel egymás mellé írását jelenti, hanem azok összeolvadását és részleges változását is. A külalakbeli változás mellett ligatúra az is, ahol az összeírt jelcsoportok mást jelentenek, mint külön-külön vett jelentésük összessége. Az akkád ékírás már minden lehetséges jeltípust felvonultat. Vannak szójelek (logogramok), értelmező jelek (determinatívumok), szótagjelek és egyes hangzókat jelölő fontok is.
Az akkád ékírás korát az első óakkád dialektus, a tigrisi akkád vezette be, majd az akkád nyelv két önálló nyelvjárásra bomlása vetett véget ennek az i. e. 20. század környékén. Északnyugaton az asszír nyelvjárás alakult ki a tigrisi akkádból, délkeleten az euphratészi akkádhoz tartoztak a babiloni nyelvjárások. Mindkét tájnyelv a maga ízlése szerint igazította át az ékírás jellemzőit, így létrejött az óbabiloni ékírás és az óasszír ékírás. Az akkád nyelvjárások különbözősége talán abból ered, hogy ugyanazon sémi nyelv beszélői különböző időpontokban és különböző irányokból jutottak el Mezopotámiába. Így az óasszír a legészakibb ága a Tigris mentén beszélt óakkádnak, az óbabiloni pedig eredetileg csak az Eufrátesz alsó folyására korlátozódott.

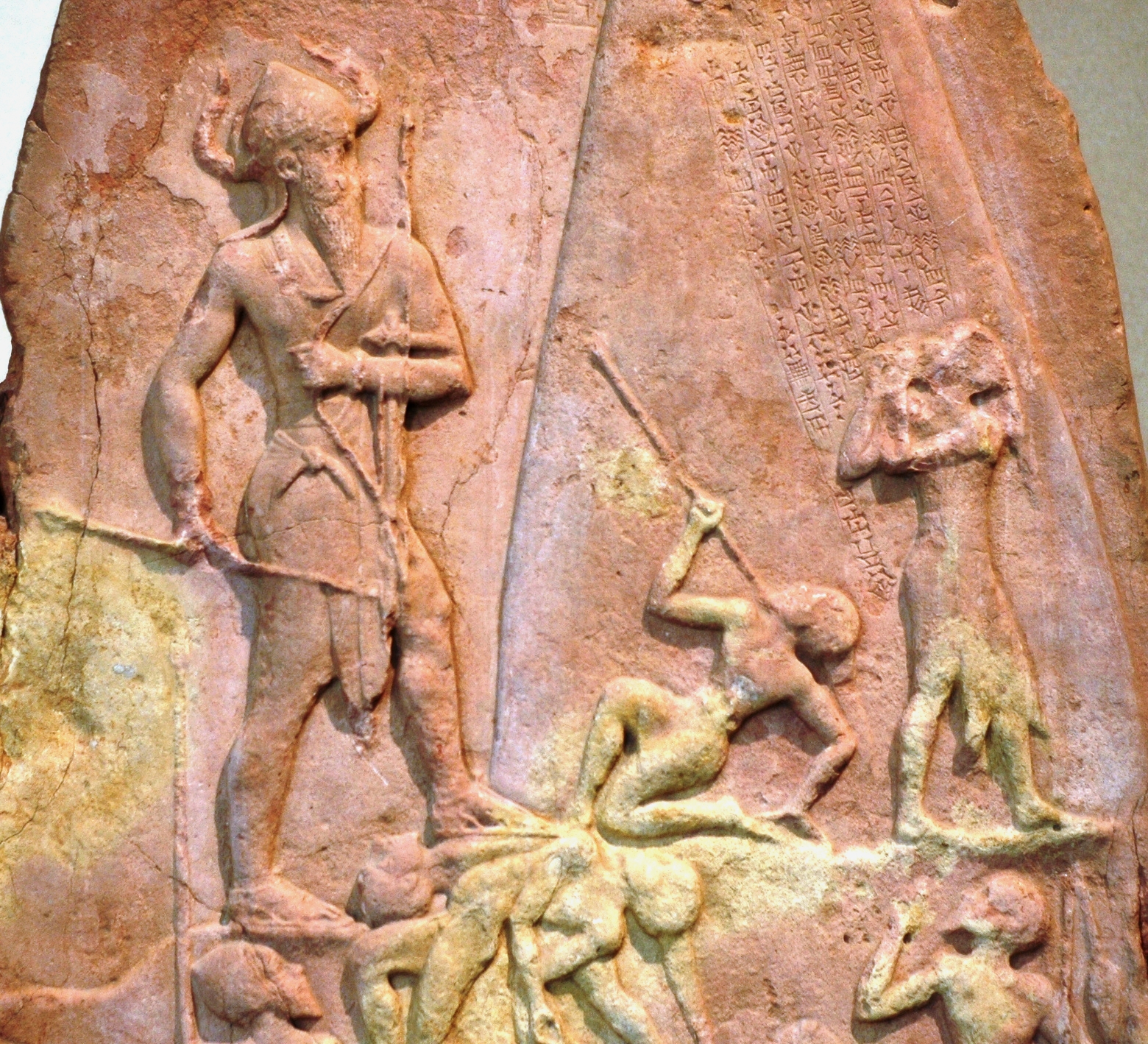
Narám-Szín győzelmi sztéléjének részlete a felirattal
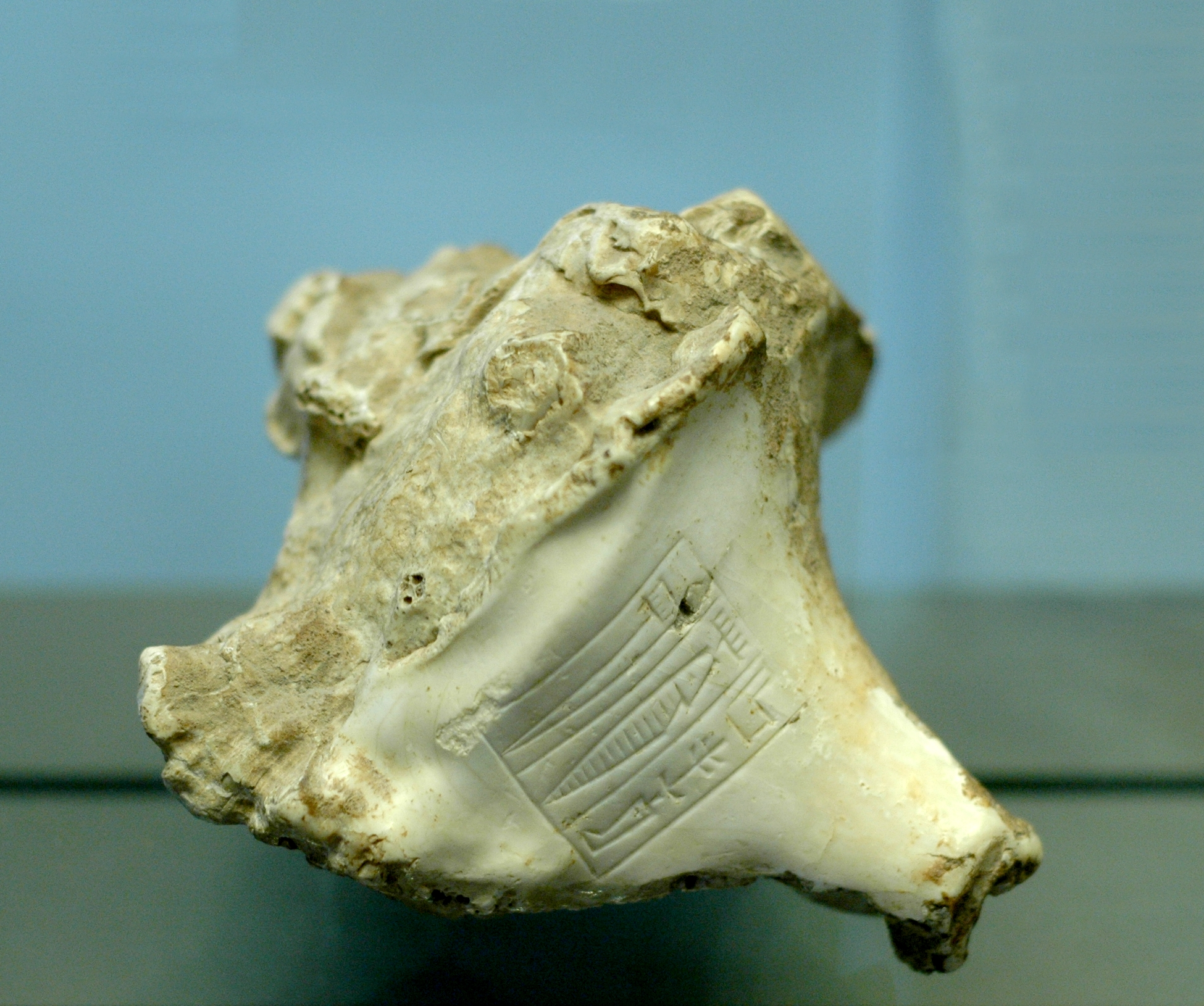
Csigahéj Rímus idejéből feltűnően archaikus írással i. e. 2300 körülről

### Eblai ékírás
Az eblai nyelv leírására szolgáló eblai írást Paolo Matthiae olasz régész 1974–75-ös ásatásai óta ismerjük. A feltárás epigráfusa, Giovanni Pettinato fordította le és publikálta először ezeket. 1977 nyaráig 14 500 teljes vagy töredék tábla került elő az eblai palota archívumából. Ezt az írásrendszert körülbelül i. e. 2500-tól i. e. 2200-ig használták, Ebla i. e. 2250 körül hirtelen hanyatlott le. A palota egy nagy tűzvészben elpusztult – valószínűleg Sarrukín hódította meg, bár nem kizárt, hogy kicsit később Narám-Szín –, és a néhány évszázad múlva uralkodó Ibbit-Lim szobrának feliratát már teljes egészében akkádul írták.
Az írásrendszer a sumer–akkád ékírást használta, de a helyi nyelvre alkalmazva. A felfedezés meglepő volt, mert addig nem ismertek egyetlen nyugati sémi nyelvet sem i. e. 2000 előttről, márpedig Pettinato éppen a héber és arab ktb (= írni) szógyök alapján kezdte el az eblai nyelv megfejtését. Az irattár jelentőségét sokan abban látják, hogy a héber nevek első ismert formáit tartalmazzák a táblák, mint az Ebrium-dinasztia (vö. héber) vagy az Abramu, Išmàil, Išrail, Daudum, Mikàil, Mikàjà (vö. héber Ábrám, Iszmail, Izrael, Dávid, Mikael, Mikeás). Ezt azonban már a leletek első feltárói, Matthiae és Pettinato is cáfolták, mivel az eblai nyelv és a héber nyelv között olyan különbségeket találtak, amely az eblainak a többi nyugati sémi nyelvtől elkülönülő fejlődését mutatja. Sőt Ebrium neve, amelyet a héber hasonlításban meggyőző analógiának tartanak, szerintük egyenesen a hurri nyelvből származik, az ewri (= úr) szó eblai torzítását látják benne. Ráadásul az eblai uralkodóház utolsó előtti uralkodójáról elnevezett dinasztia is inkább a túlzások közé tartozik. Hozzátartozik azonban a kérdés megítéléséhez, hogy ilyen korai időkben a hurri nyelv feltevése merő fikció, mivel a legelső igazolt hurri nyelvemlékek megjelenése több száz évvel későbbi.
Az eblai írásrendszer körülbelül 80%-ban a sumer logogramokat használta, éppúgy, ahogyan kezdetben az akkád, és csak a maradék a saját nyelvű szótagírás. Olvasás során a logogramokat egyszerűen az eblai megfelelővel helyettesítették, így a sumer jelekkel írt szöveget eblaiként olvasták fel. Az óbabilonihoz hasonlóan az írnokiskolák szójegyzékei itt is ismertek. Az eblai szótagok száma viszonylag kevés, ezt kihasználták az oktatásban is. A táblák egy részén a sumer logogramok mellett ugyanaz a szó eblai nyelven szótagolva is szerepel, nyilván a memorizálást elősegítendő, mivel a kis számú szótagjelet gyorsabban és könnyebben megtanulhatták az írnokjelöltek. A listák egyszer tematikusak (például foglalkozások felsorolása), máskor a jelek alakja szerint csoportosulnak. A szójegyzékek egy része megegyezik a szerte Mezopotámiában máshol talált listákkal, csak az eblai nyelvű változatot írták mellé. Ezek a jegyzékek elsődleges szerepet játszottak az eblai nyelv megfejtésében.

### Mári ékírása
Mári városának írásrendszerét egyetlen, ötven év alatt (körülbelül i. e. 1800 és i. e. 1750 között) felhalmozott könyvtár alapján ismerjük. Ez a könyvtár Zimrí-Lim palotájának dokumentumraktára volt. Ezek alapján a máribeli nyelv a nyugati sémik egyik ágát képezte. Ezt azonban gyakorlatilag csak a nevekből lehet következtetni, mert az iratokat kevés kivétellel akkád nyelven írták. A két nyelv rokon, de nem azonos. Néhány kisebb kortárs archívum is ismert arról a területről, amely Mári fennhatósága alatt állt, valamint a Zimrí-Lim apja, Jahdun-Lim által emelt Samas-templom feliratos téglái is értékes nyelvemlékek. Elsősorban jogi szövegek tartoznak ide, de néhány kétnyelvű irodalmi alkotás is van köztük, valamint az első hurri nyelvemlékek is megjelennek.

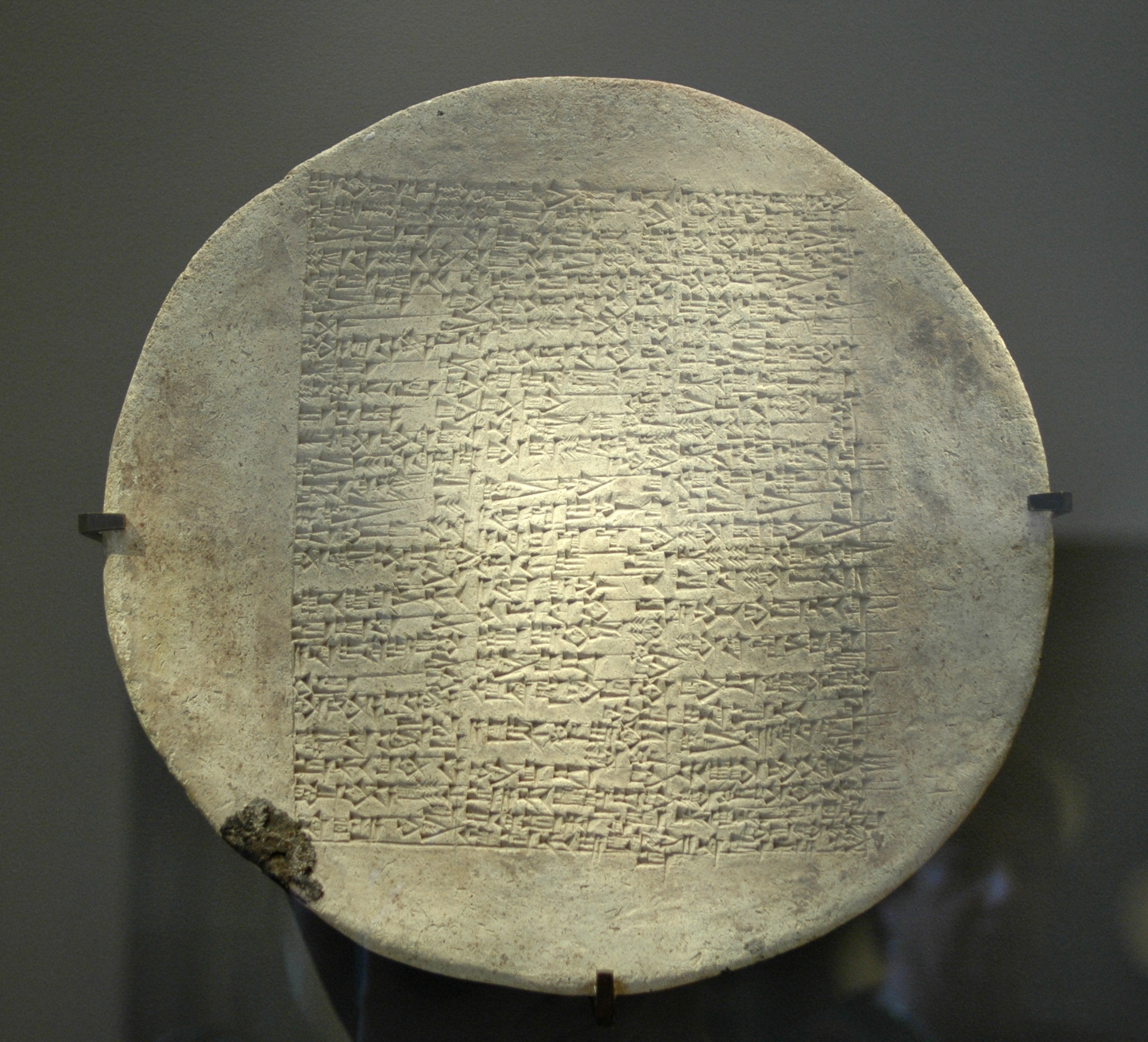
Jahdun-Lim korongja i. e. 1800 körülről
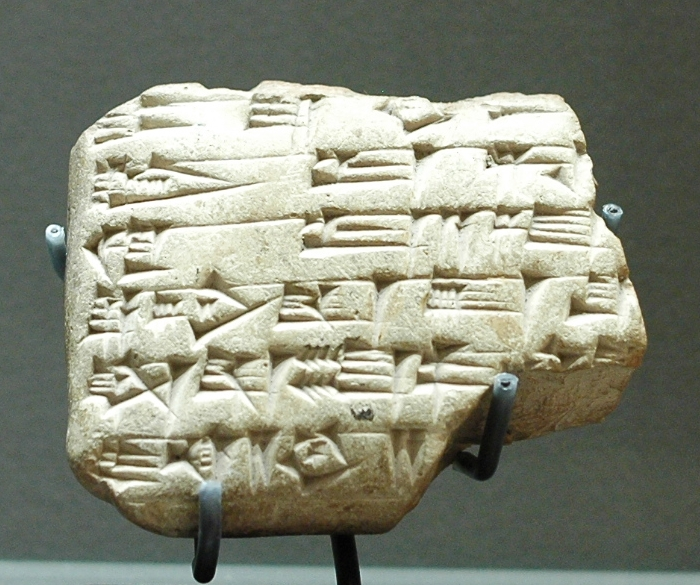
Zimrí-Lim egy levelének töredéke

### Óbabiloni ékírás

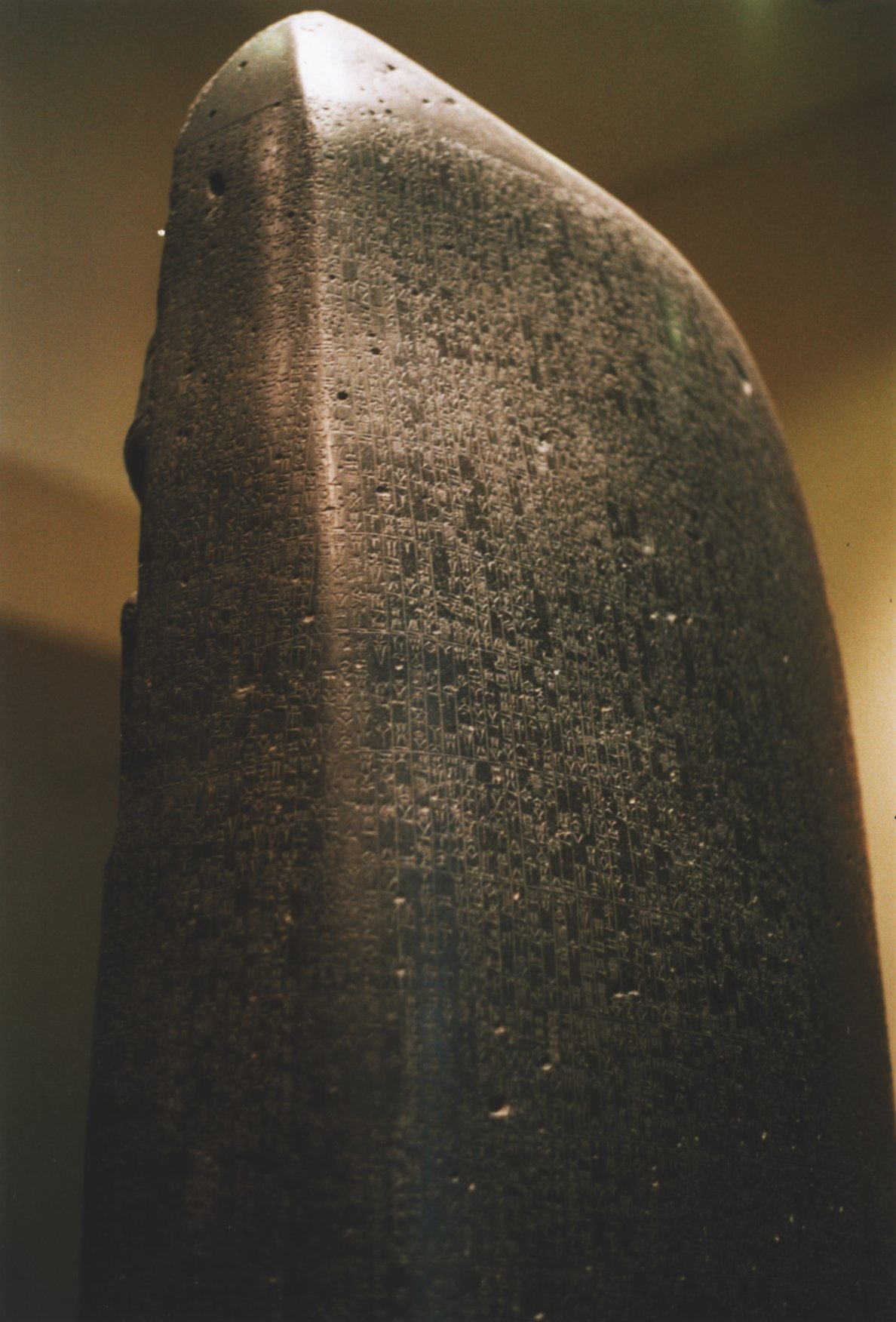
Hammurapi törvényoszlopa

Az óbabiloni nyelv az óakkád délkeleti nyelvjárása. Eltérése az óasszírtól csekély, de az idő múlásával növekvő. Az óbabiloni kor Ur bukásától, Ibbí-Szín halálától, azaz i. e. 2004-től számítódik és mintegy fél évezreden át tart, de az óbabiloni írástípus csak körülbelül száz évvel a történeti kor kezdete után, az i. e. 20. század vége felé jelenik meg. Jellegzetessége, hogy a fonetikus jeleket részesítették előnyben, a szójelek csak elvétve fordulnak elő a leggyakrabban használt főnevek leírására. Ez egyszerűbb azok számára, akik jól beszélik a nyelvet, de sokkal bonyolultabb olvasni, mivel egy-egy karakternek sokféle olvasata lehetséges, amelynek konkrét értéke általában csak a szövegkörnyezetből derül ki. Ezért az óbabiloni feliratokban rendkívül sok az egyértelműsítő jel, amelyek a szó típusára utalnak. Ez a módszer nem újdonság, már a sumerek is alkalmazták, de az óbabiloni írásban jellegzetesen gyakori.
Az óbabiloni írnokok számára külön nehézséget jelentett, hogy az óakkád nyelvhez képest az óbabiloni nyelv hangtanilag is megváltozott, míg az írásrendszer nem, így bizonyos hangtani különbségeket nem tudtak az akkád szótagjelekkel megfelelően jelölni. A nyomatékos, a zöngés és zöngétlen hangzók megkülönböztetése nehézkes, hosszas gyakorlást igénylő feladattá vált, amely miatt a bizonytalanabb politikai helyzetű, háborúkkal tarkított késői óbabiloni korszakban ez az írástípus egyre inkább kiszorult a mindennapi életből. Az írás hanyatlását tetézhette az írnokok társadalmi státuszának esése is. Míg a sumer vagy egyiptomi szövegekben az írnokok kitüntetett helyet foglalnak el, az akkád szövegek gyakorlatilag semmilyen információt nem tartalmaznak az írnokokról. Ennek alapján azt lehet feltételezni, hogy ebben az időszakban már nem érte meg a rengeteg tanulást és a ráfordított időt az írnoki pálya. Egyes írnokoknál szakosodást is tapasztalhatunk, ami úgyszintén arra mutat, hogy a rengeteg megtanulni való közül csak speciális esetekre koncentráltak. Voltak hivatalnokok, asztrológiai és csillagászati írásokkal foglalkozók, városi írnokok. Ez utóbbiak az újasszír szövegekben államigazgatási főtisztviselők, de ebből a korból nincs adat a státuszukra.
Az írnokok oktatásában háromféle jeljegyzéket alkalmaztak, amelyek a szótagjelek hangértéke szerint, az alakjuk szerint és a sumer megfelelő szerinti csoportosításban tartalmazták a karaktereket. Az utóbbiak táblázatot alkottak, ahol három oszlopban feltüntették a szótagjelet, a sumer és akkád szójel megfelelőt. Vagyis a kiejtés / jel / jel neve rendszerben gondolkodtak.
Az óbabiloni írástípust körülbelül i. e. 1500-ig alkalmazták. Az i. e. 16. század körül Mezopotámiában hatalomra jutó III. babiloni dinasztia, vagyis a kassziták írásrendszere és nyelve a középbabiloni, de ez időből jelentéktelen mennyiségű felirat maradt fenn a tipizáláshoz. A diplomáciai levelezés (például az Amarna-levelek írása) óakkád nyelven történt.

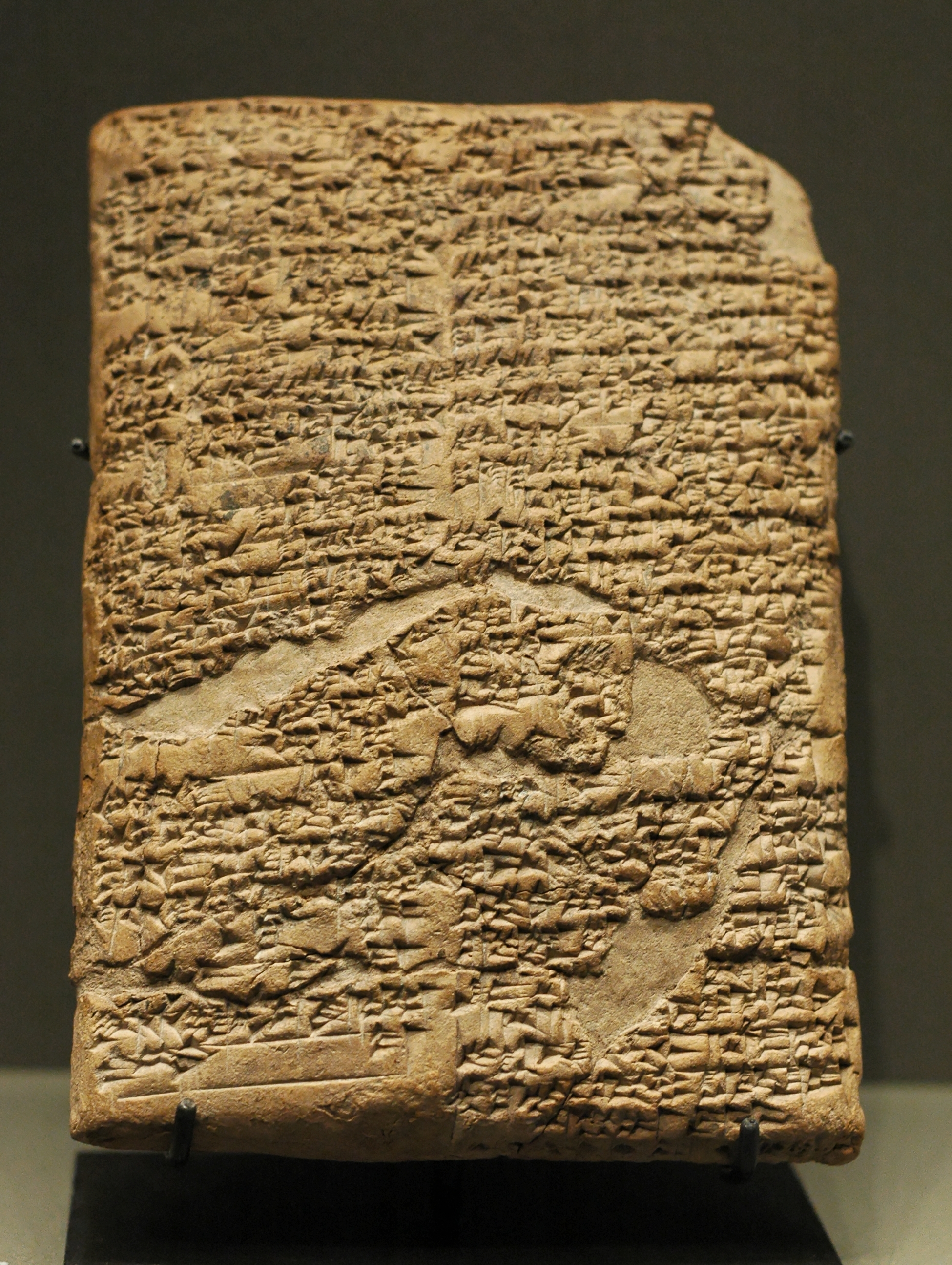
Hammurapi törvényeinek „előszava”
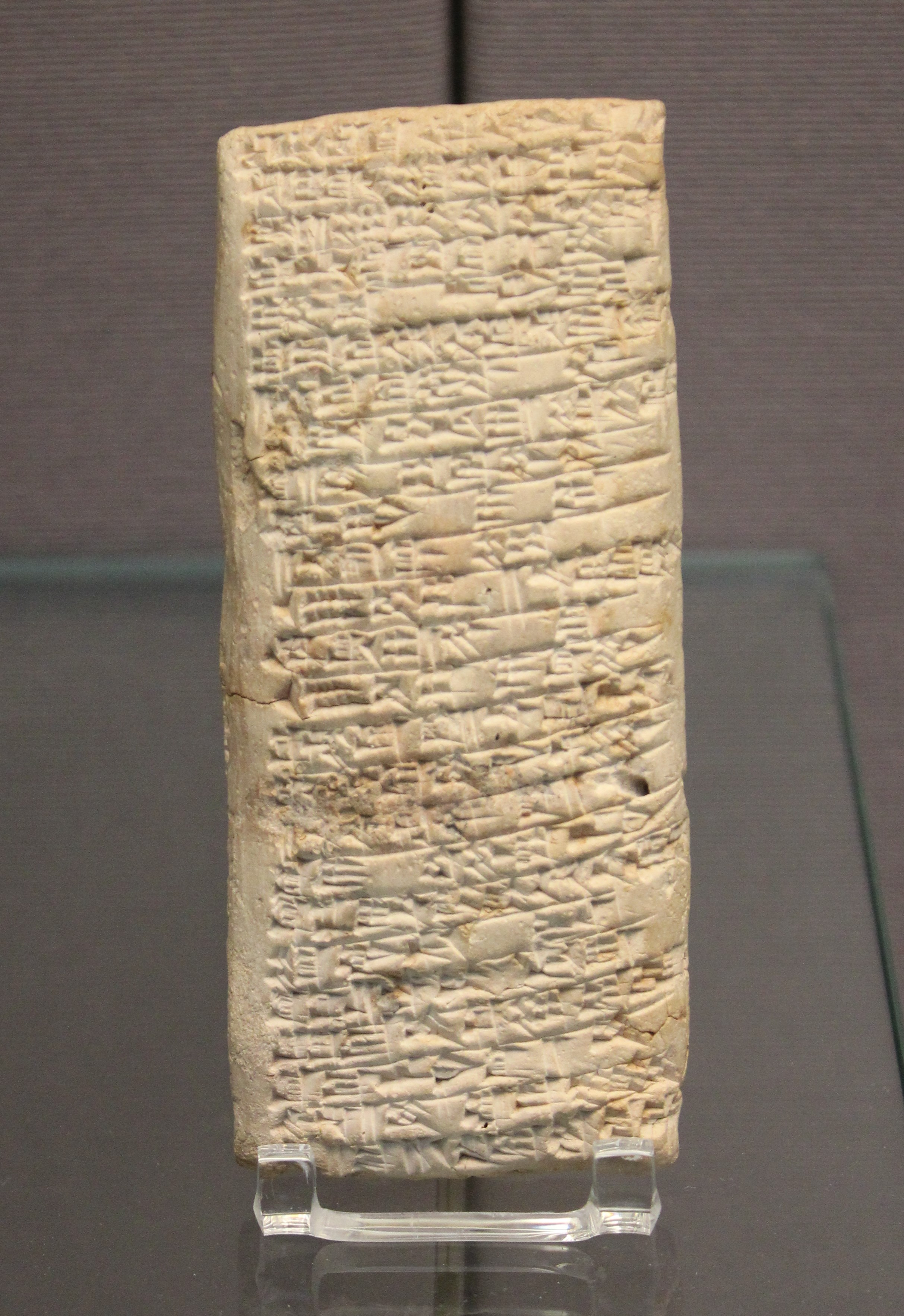
Éa-nászir panaszlevele
Az Amarna-levelek egyike

### Elámi ékírás
Az elámi írásrendszer kezdetei még a sumer időkre nyúlnak vissza, sőt talán kissé megelőzik azt (amennyiben az uruk-kultúra nem sumer). Ezt ma jobb híján proto-elámi írásnak nevezzük, leletei csak Szúzából kerültek elő és jórészt megfejtetlenek. Az elámiak korán kapcsolatba kerültek Mezopotámiával, sokszor beavatkoztak annak politikai életébe, miközben élénk kereskedelmi kapcsolatokat is ápoltak. E kulturális asszimiláció hatására Elámban is elterjedt az ékírás sumer, majd akkád változata, miközben egy hieroglif jellegű írásrendszert is használtak, amely valószínűleg a proto-elámiból alakult ki. Ahogyan az uruk-kultúra írásrendszere is maradhatott volna képjellegűnek, ha az írásra használt felület miatt nem térnek át az egyenes vonalak alkalmazására, úgy a proto-elámi képjelekből önálló hieroglifjellegű írás jött létre, amelyet párhuzamosan használtak a sumer–akkád ékírás mellett mind az epigrafikus felirataikon mind a köznyelvi, országon belüli levelezésben.
A proto-elámi a legrégebbi ismert írásrendszer Iránból. Ezt körülbelül i. e. 3100–2900 között használták agyagtáblák feliratain. A proto-elámi írás mai ismereteink szerint az uruk-kultúra idején Mezopotámiában használt piktografikus írásrendszer rokona, valószínűleg nagyrészt logografikus, mivel ezernél több jel alkotja a jelkészletet. Az írásjelek első leletei az uruk-kultúra írásfejlődésének második szakaszából valók, vagyis a piktogramok írássá alakulásának idejéből, de az írásjelek teljesen mások, mint az urukiak. Valószínű, hogy hatással voltak egymásra, de egy eltérő nyelv eltérő szókészletét rögzítették vele. A proto-elámi piktografikus írás jelenleg még megfejtetlen. Az uruki epikus ciklus egyik darabja, az Enmerkar és Aratta ura az írás elámi terjedéséről szól.
Az i. e. 1. évezred második felére Elámban egy saját, kényelmes és egyszerű írásrendszer alakult ki, amelyben az Akhaimenida királyok korára a százat alig meghaladó (körülbelül 130) számú szótagjellel együtt összesen 206 különálló írásjel foglalt helyet. E jelek túlnyomó többségének csak egyetlen hangértéke volt, a használt szójelek és értelmező jelek száma nem éri el a húszat. Ez egy határozottan hangjelölő szótagírás, amely a hettitához hasonlóan nemcsak a saját nyelvéhez idomította az írásrendszert, hanem jelentősen leegyszerűsítette és használhatóbbá tette.

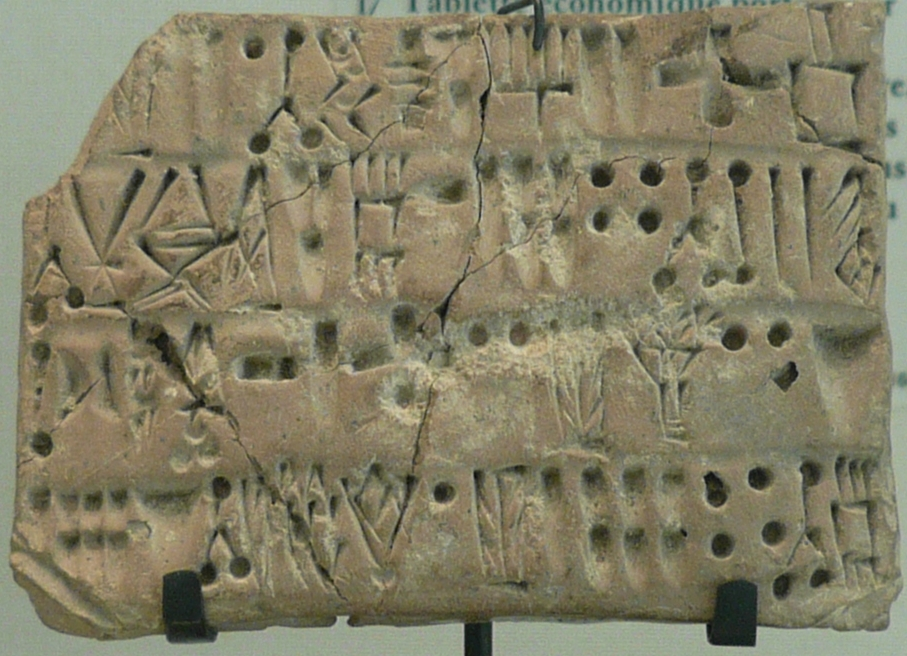
Elámi írás egy táblatöredéken
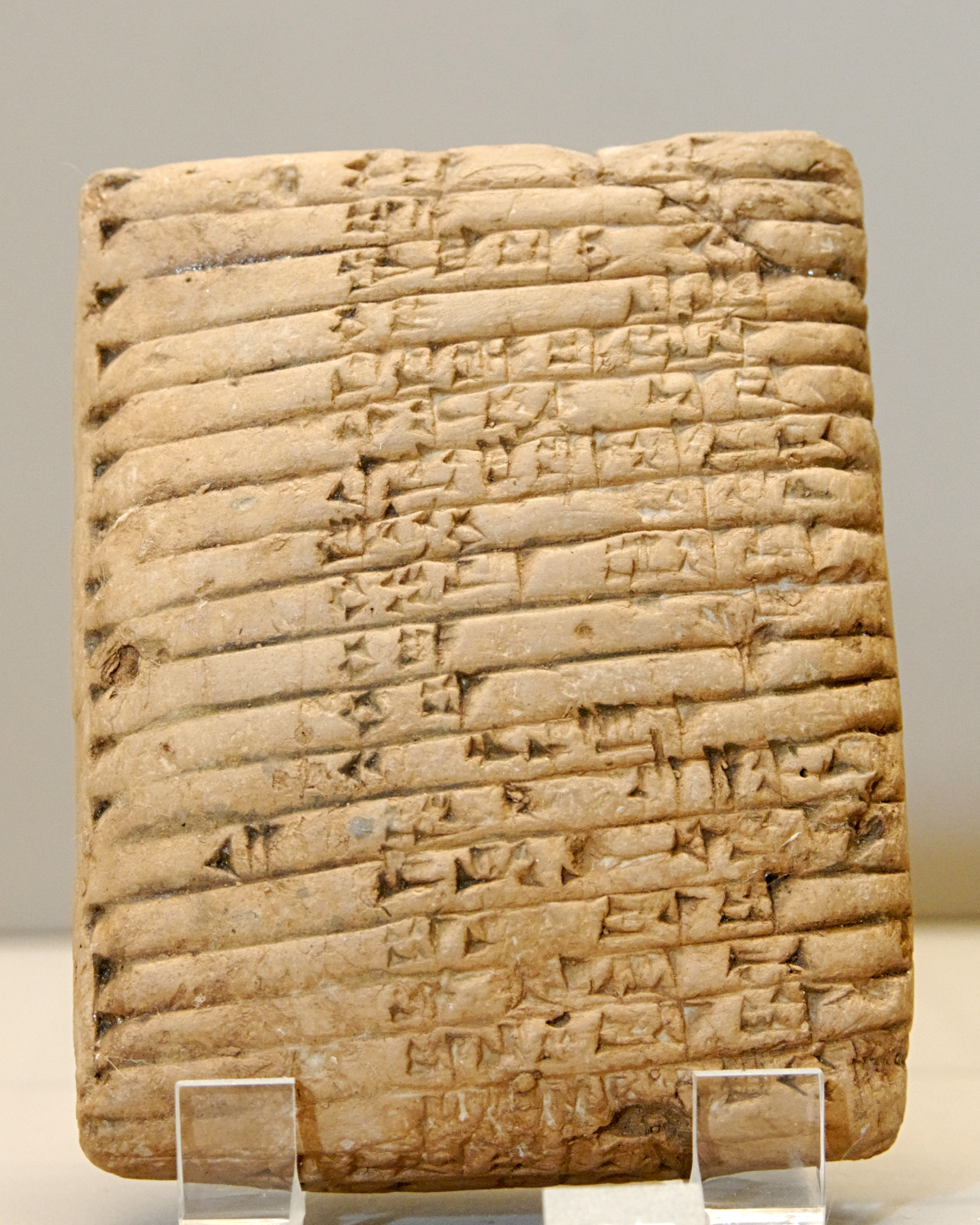
A Szimaski-dinasztia egyik uralkodójának irata

### Óasszír ékírás

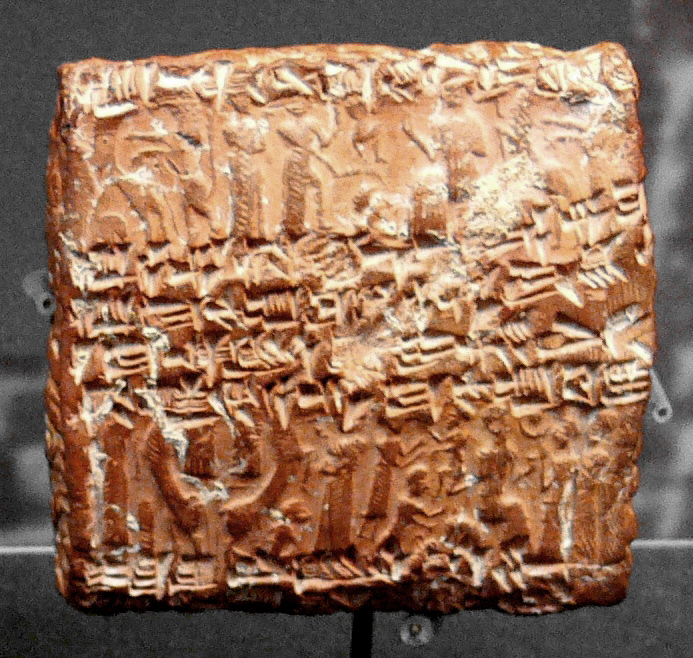
Kültepei óasszír felirat

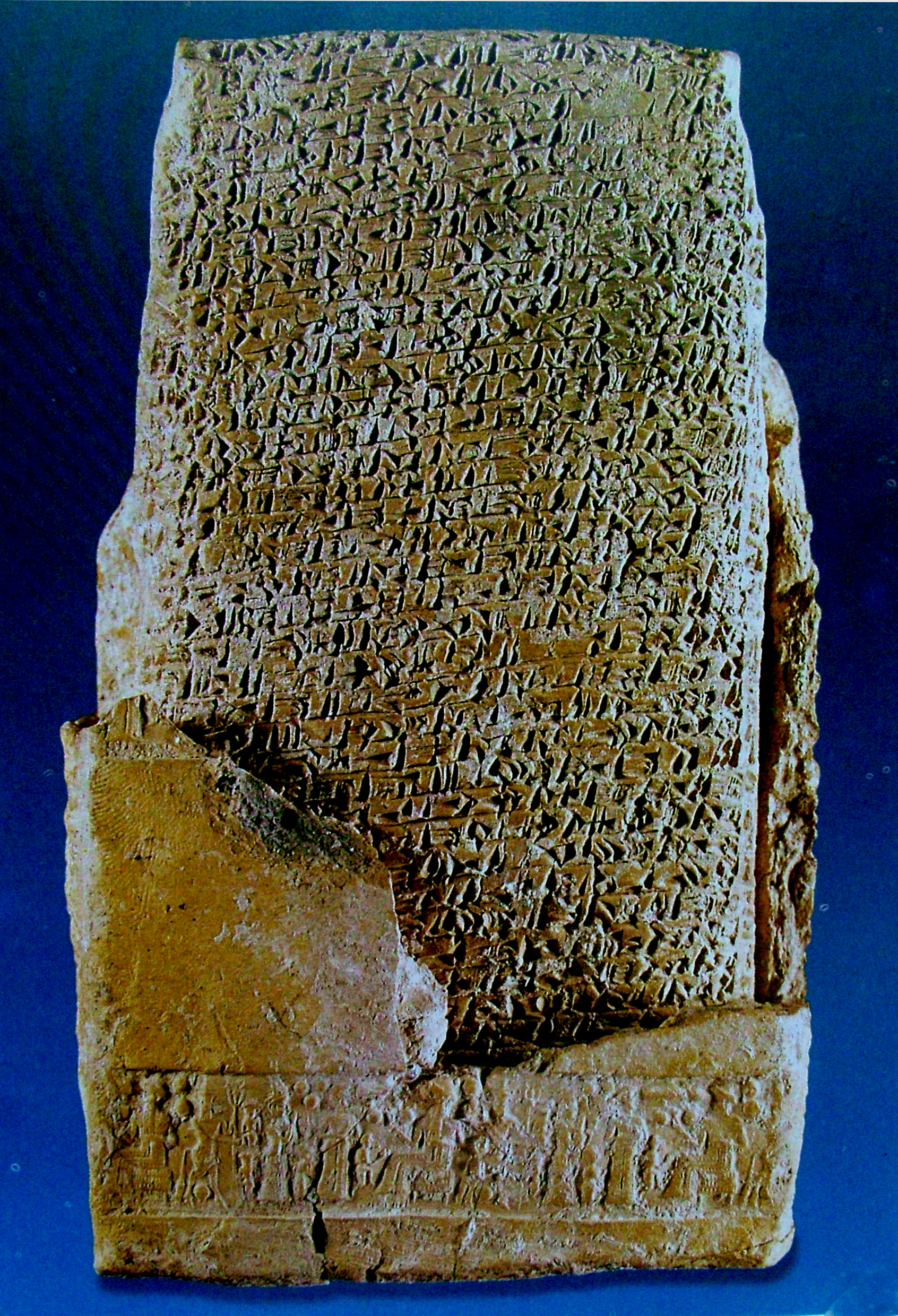
Kanisi óasszír levél, alján a boríték maradványaival. I. e. 19. század, Kültepe, 11,1 cm

Az óasszír nyelv az óakkád északnyugati nyelvjárása, a Tigris-menti nyelvjárás legészakibb ága. Eltérése az óbabilonitól csekély, de az idő múlásával növekvő. Az i. e. 2. évezred első felére jellemző nyelvi és írásképi elemekkel rendelkezik, de a fennmaradt nyelvemlékek specifikusak, ezért nehéz az összevetés a kortárs óbabilonival vagy a leszármazott újasszírral. Az óasszír dokumentumok többsége kereskedelmi ügyletek lejegyzése az óasszír kereskedelem korából, vagy magánszemélyek egymás közti, illetve a hatóságokkal folytatott levelezése, valamint néhány peres ügyre vonatkozó irat, amelyet „óasszír törvények” címen ismerünk. Nagyon kevés irodalmi téma ismert, míg az újasszír nyelv és írás – annak legfőbb lelőhelye, a ninivei könyvtár miatt – főleg irodalmi alkotások alapján tipizált nyelvjárás. Használatának ideje Kanisban (Kültepe) nagyon pontosan megállapítható. A Karum II réteget követő Ib-ben épített templom gerendáját a dendrokronológia eszközeivel megvizsgálva arra jutottak, hogy a felhasznált fát i. e. 1832-ben vágták ki. Utoljára i. e. 1774-ben újították fel, majd a második agyagtáblás réteget (Ib) is tűzvész pusztította el. Nagyon sok óasszír pecséthenger, illetve azok lenyomata ismert, amelyek jelentősen bővítették az óasszír nyelvre és az időszak történelmére vonatkozó ismereteket.
Az akkád írás vegyes írásmódja folytatódott az asszír korszak elején is. Az Asszíria hatalmával fémjelzett északnyugati Mezopotámiában az írásrendszert több lépésben tovább alakították, egyre közelebb jutva a tiszta szótagíráshoz, de azt sosem érték el, még az újbabiloni kor elején is vegyes jellegű. Az óasszír írásrendszer elsősorban Kanis levéltáraiból ismert, amely település Anatólia egy kárumja, és ezen keresztül a hettita ékírás kialakulásának helye. A kereskedelmi feljegyzések és a levelezés a tamkárumok között a mindennapi beszélt nyelven történt, köznapi használatra egyszerűsített jelkészlettel. Nagyjából 100 és 200 közötti az óasszír dokumentumokban ténylegesen használt írásjel, amivel kielégítően kommunikáltak.

### Hettita és luvi ékírás
A hettita írásrendszer közvetlenül az óasszír írásból alakult ki az óasszír kereskedelem korszakában. Az írást az asszír kereskedők vitték magukkal, ügyeiket azzal intézték, és ahogyan a helyi lakosság egyre inkább bekapcsolódott az üzleti és politikai életbe, fokozatosan a saját nyelvükön is írtak ugyanazzal az írásmóddal. Az első szövegek, amelyek hettita nyelven készültek asszír írásmóddal, a karum Ib rétegből, az i. e. 19. század végéről vagy az i. e. 18. század elejéről származnak. Az asszír kárum ekkorra átalakult hettita politikai centrummá.
A hettita írás átvette az óasszír köznapi írásrendszer jellegzetességeit – mivel a kereskedők és a közigazgatás nem az irodalmi óakkádot használta –, így a jelformákat és azt a szemléletet, hogy a szótagjelek a teljes jelkészlet túlnyomó többségét alkotják. Néhány értelmező jelen és gyakran használt főnevek szójelein kívül csaknem tiszta szótagírást alakítottak ki. A hettitákat azonban nem kötötte a sumer és akkád hagyomány, ezért jóval tovább mentek az egyszerűsítésben és egyértelműségben, mint az asszírok valaha is. A hettita írásban minden szótagnak önálló jele van és minden szótagot csak egy jel jelöl. Ez az írásrendszer messze került a logografikus szemlélettől és egyértelmű hangjelölő tulajdonságai miatt alkalmassá vált további egyszerűsítésekre. Legalább elvi szinten hatott az ugariti ábécé kialakulására.
Anatóliában a luvi nyelv írására is használták az ékírást. A luvi ékírás semmiben sem különbözik a hettitától, csak az írás által közvetített nyelv más. A luvik egyébként önálló hieroglif írást fejlesztettek ki, a luvi hieroglif írást. Elterjedt tévedés, hogy hettita hieroglif írásról beszélnek, ami a luvi írás megfejtését megelőző bizonytalan feltevés maradványa.
A hettita ékírás a Hettita Birodalom bukásával az i. e. 12. század első felében visszaszorult, az újhettita királyságokban vagy a luvi írást, vagy az újasszír írásrendszert használták. Legtovább az arámi nyelv egyik keveréknyelvében, a szamali nyelvben maradt fenn a használata Szamal területén. Itt is átvették azonban a betűírásokat, a Kilamuva-sztélé már föníciai ábécével íródott.

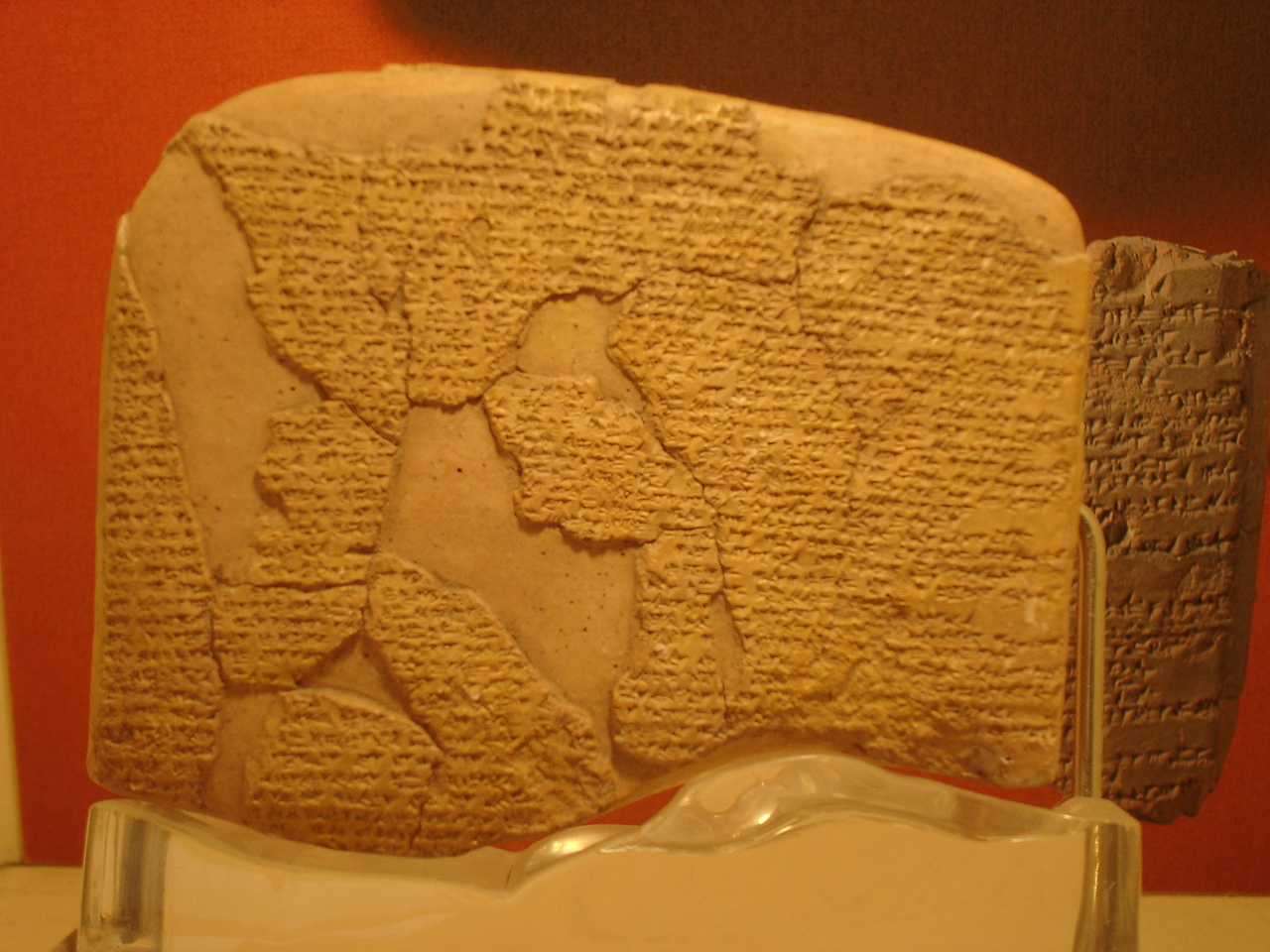
Hettita szöveg Kádesből
Az Aszerdusz-mítosz egy töredéke
A N 07762 szöveg (CTH#324.I.B) a Telipinusz-mítosz részletével

### Hurri ékírás
A hurri nyelvre vonatkozóan jelenleg ellentmondásos adatokat közöl az irodalom. A hurrik megjelenését i. e. 2300-ra teszik, amelyre azonban régészeti bizonyíték nincs. Az első hurri nyelvemlékek csak Mári levéltárában tűnnek fel i. e. 1800 után. A hurri nyelv az óhurrita kor után sok nyelvjárásra bomlott, a nuzibeli levéltár egészen más nyelvi jellegeket mutat, mint az anatóliai írások.
A hurri nyelvű szövegek két jelentős lelőhelye Anatólia és Nuzi, Mitanni egykori központi területein nagyon kevés maradt fenn. Az ugariti levéltárban is voltak hurri szövegek, de rossz megtartásuk miatt nehezen értelmezhetők. A legjelentősebb leletek Hattuszaszból és a szapinuvai levéltárból kerültek elő, az utóbbit azonban még nem tették közzé. Jelentős hurri nyelvemlékek Tusratta levelei az Amarna-levelek között (EA#17–29). 1983-ig ez volt a hurri nyelv egyetlen ismert lelete. A hurri nyelv Mitanni bukása után eltűnik a forrásokból, bár nyomai és emléke fennmaradt, például II. Sarrukín egyik feliratán Sausga isten neve jelenik meg.
A hurri írás gyakorlatilag megegyezik a hettita írással, a különbség néhány jel ejtésében mutatkozik.

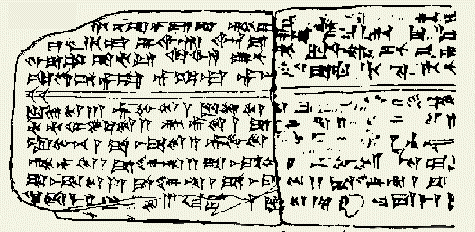
Hurri nyelvű himnusz i. e. 1400 körülről
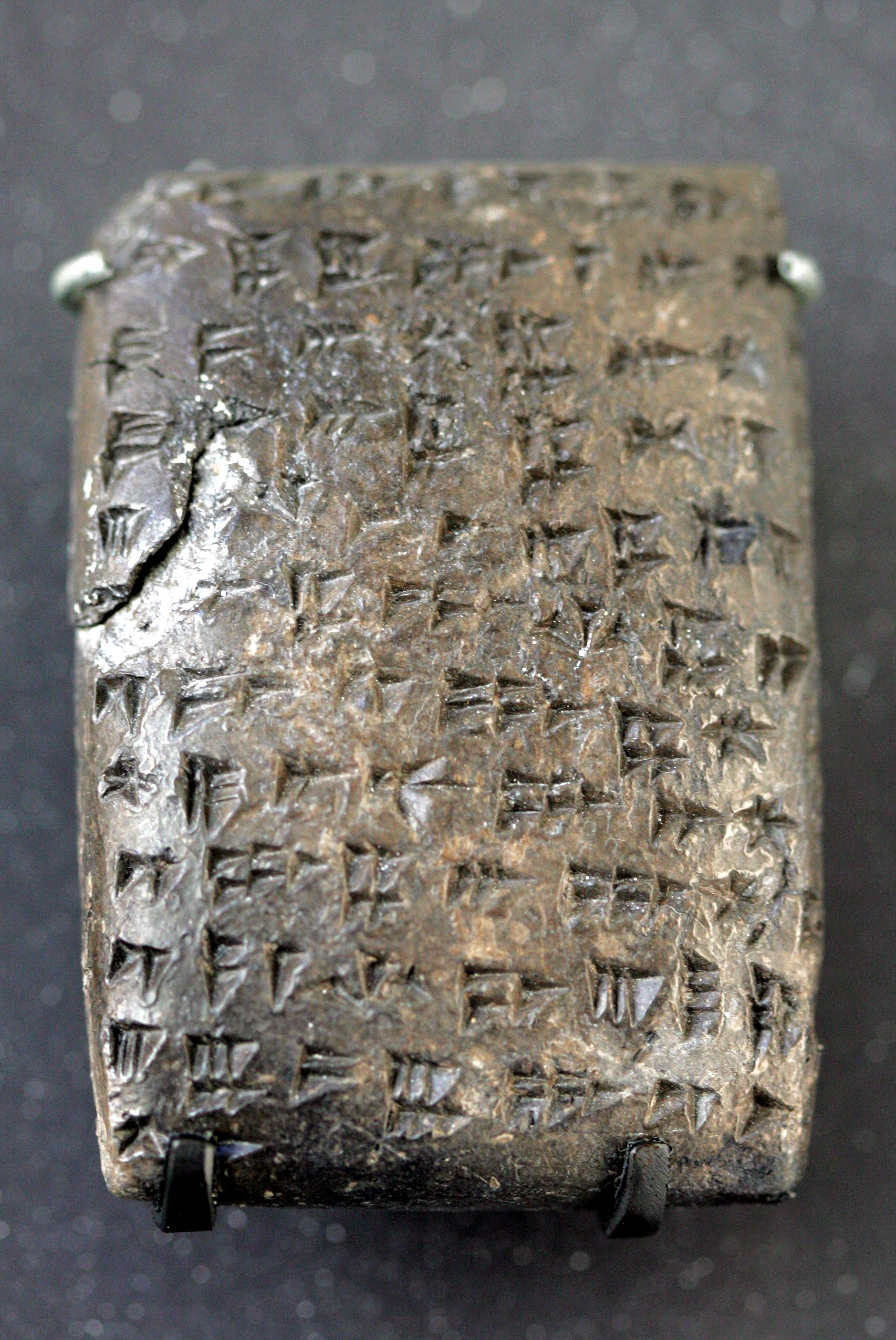
Hurri nyelvű szöveg

### Újasszír ékírás

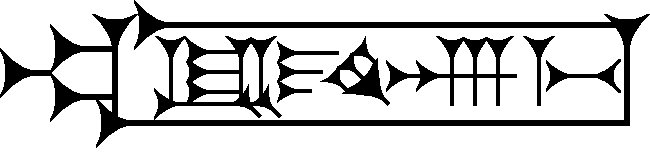
Egy újasszír, többszörösen összetett ligatúra (KA×GUR_{7}), amely jól mutatja a díszítő jelleget és a kreatív összevonásokat. A GUR_{7} maga is egy állandósult összetétel, a SÍG.AḪ.ME.U. A jel összetett jelentése: „gabonafelhalmozás, gabonahalmok összehordása”, de így egyben „magtárfelügyelőt” jelent.

A vaskorban, körülbelül az i. e. 10. század és az i. e. 6. század között az asszír írás tovább egyszerűsödött, bár a korszak elejére (i. e. 9. század) éppen az jellemző, hogy a szóírásos, bonyolultabb, de egyértelműbb rendszert részesítették előnyben. A nyelvjárás és írásforma legtöbb darabja a ninivei könyvtárból került elő, ezért az íráskép egyszerűsödésének látszata talán azért van, mert Assur-bán-apli – bár azzal dicsekedett, hogy sumerül és akkádul egyaránt olvas – egyszerűsített jelekkel, külön a számára írt táblákat kapott olvasásra. Rengeteg a polifónikus jel (ugyanaz a jel nagy számú eltérő szótagot jelenthet), de éppígy nagyon sok az ugyanarra a szótagra alkalmazható eltérő jelek száma is.
Az újasszír írás rengeteg ligatúrát használt, így a karakterek száma tulajdonképpen nőtt, miközben a jelek számának csökkentését igyekeztek elérni azzal, hogy több jelentés vagy olvasás kapcsolódhatott ugyanahhoz a jelhez.
A korszak végén az asszír nyelv háttérbe szorult az arámi nyelv mellett. A további hétköznapi írás már az arameus ábécével keletkezett, de az újasszír ékírást az irodalmi hagyomány ápolására megtartották. A betűírás hatására még további változás indult meg, amelyet azonban már visszaszorítottak a hagyományok megtartása miatt.
Az újasszír korból már sokkal több írásos emlék maradt fenn, így jelentős korpuszt alkotnak a levelek és gazdasági dokumentumok is. Az újasszír dialektus hirtelen ért véget Ninive megsemmisítésével, i. e. 612 után nem ismert újasszír felirat. Megjegyzendő, hogy az újasszír királyfeliratok többsége újbabiloni írástípussal készült, ami arra utal, hogy az újasszír írás az irodalmi gyűjtemények összeállítására létrehozott írástípus.

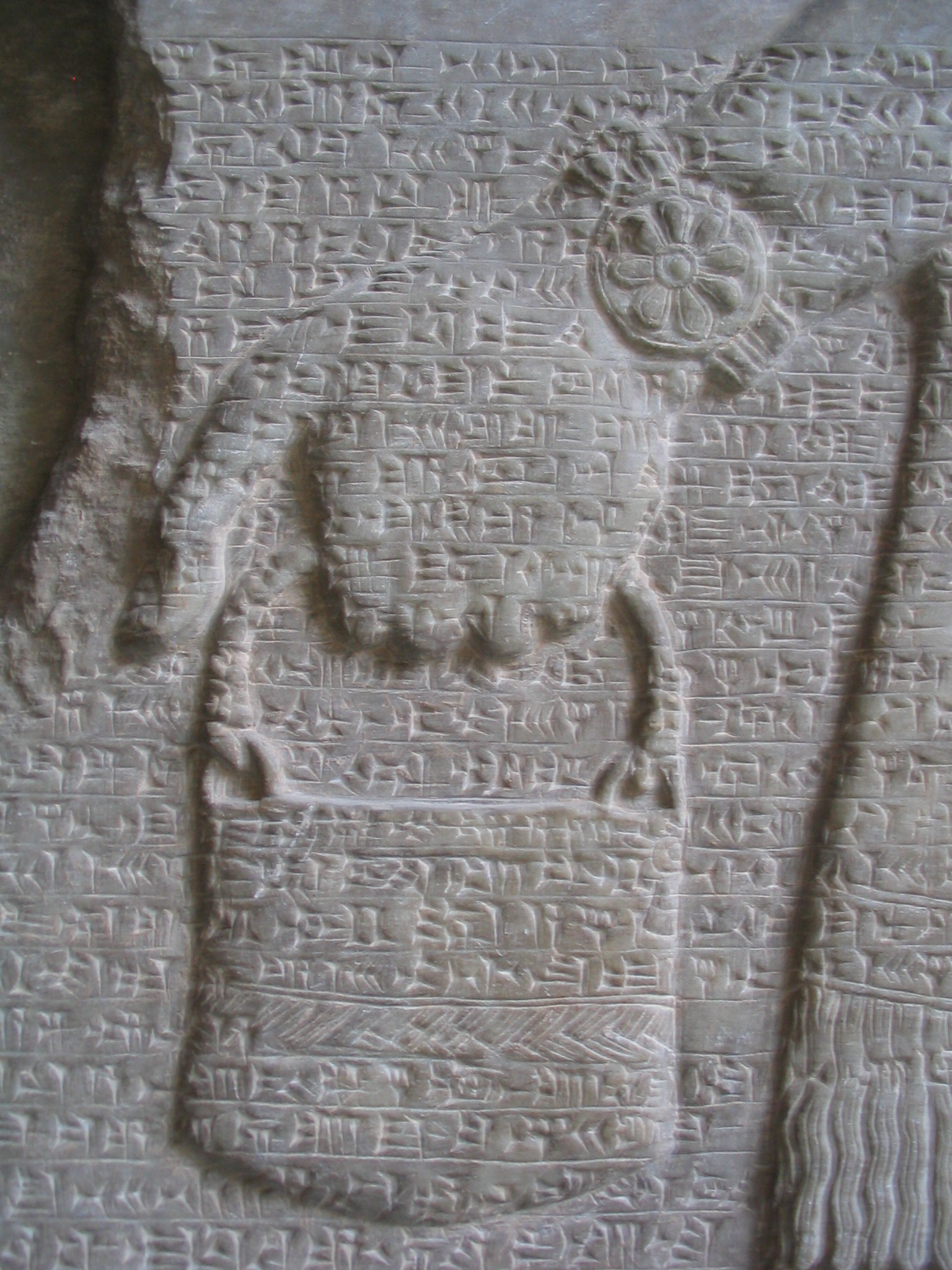
Újasszír felirat
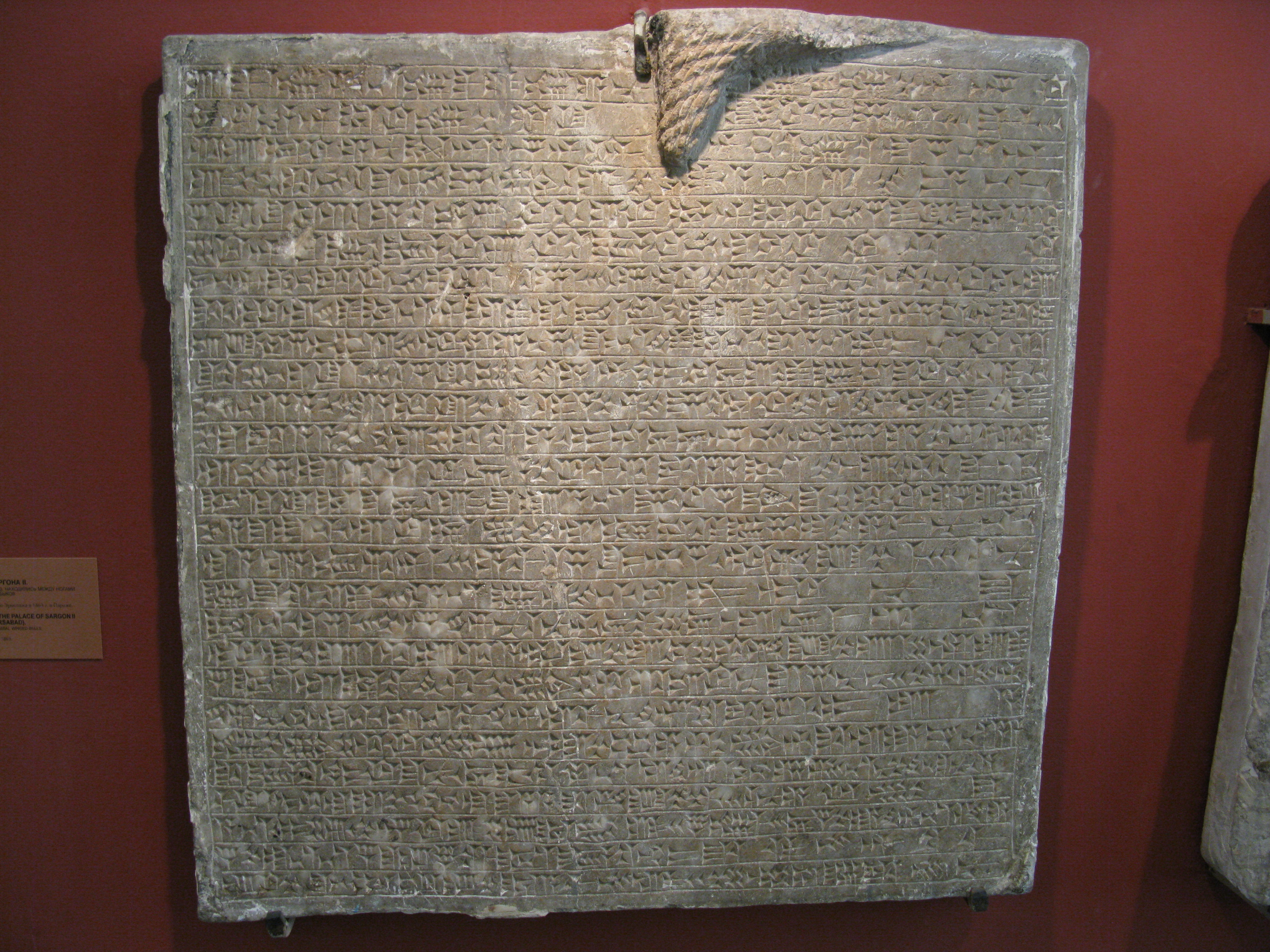
Újasszír sztélé Dúr-Sarrukín városából II. Sarrukín asszír király feliratával
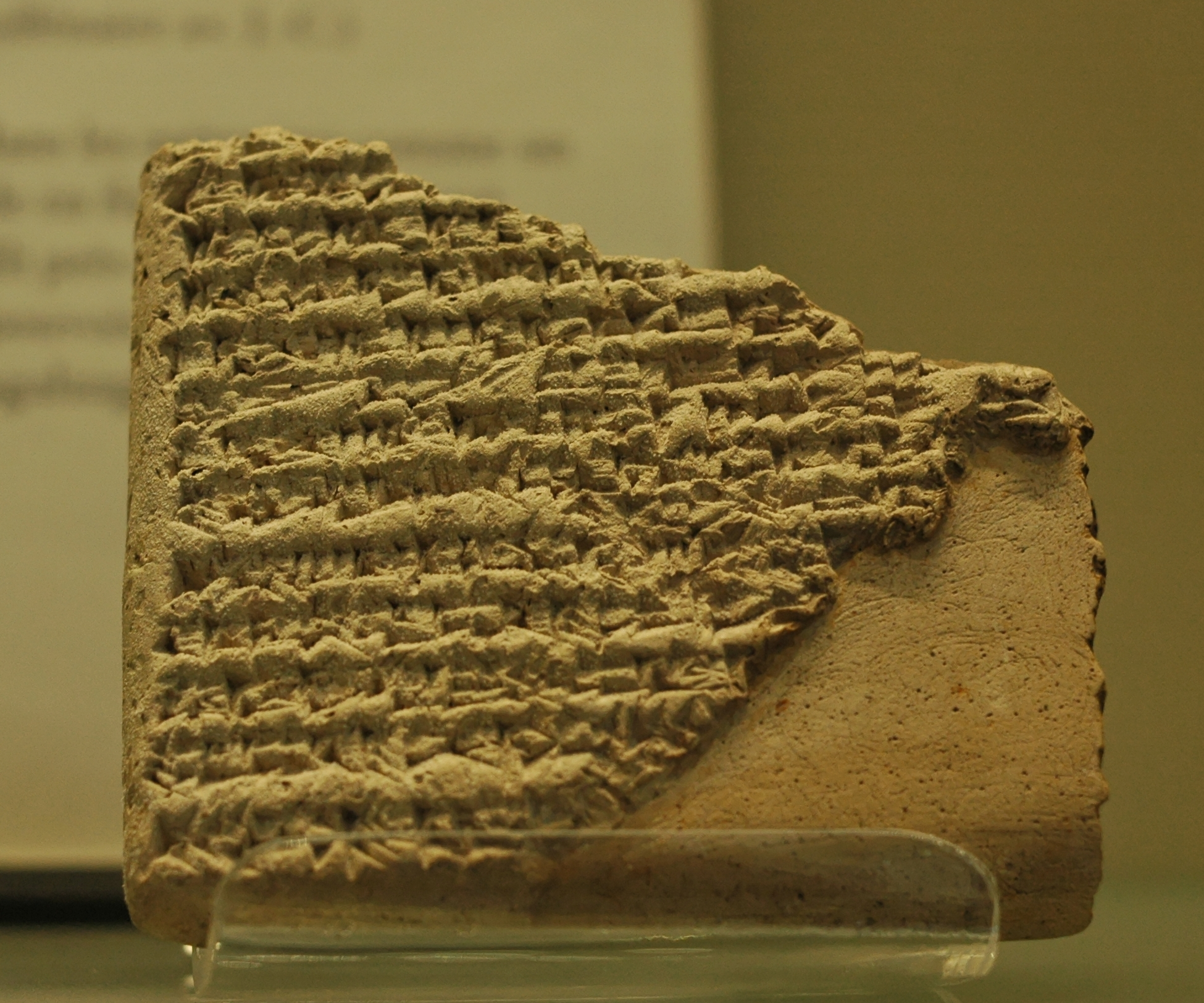
II. Sarrukín egy másik dokumentumának töredéke
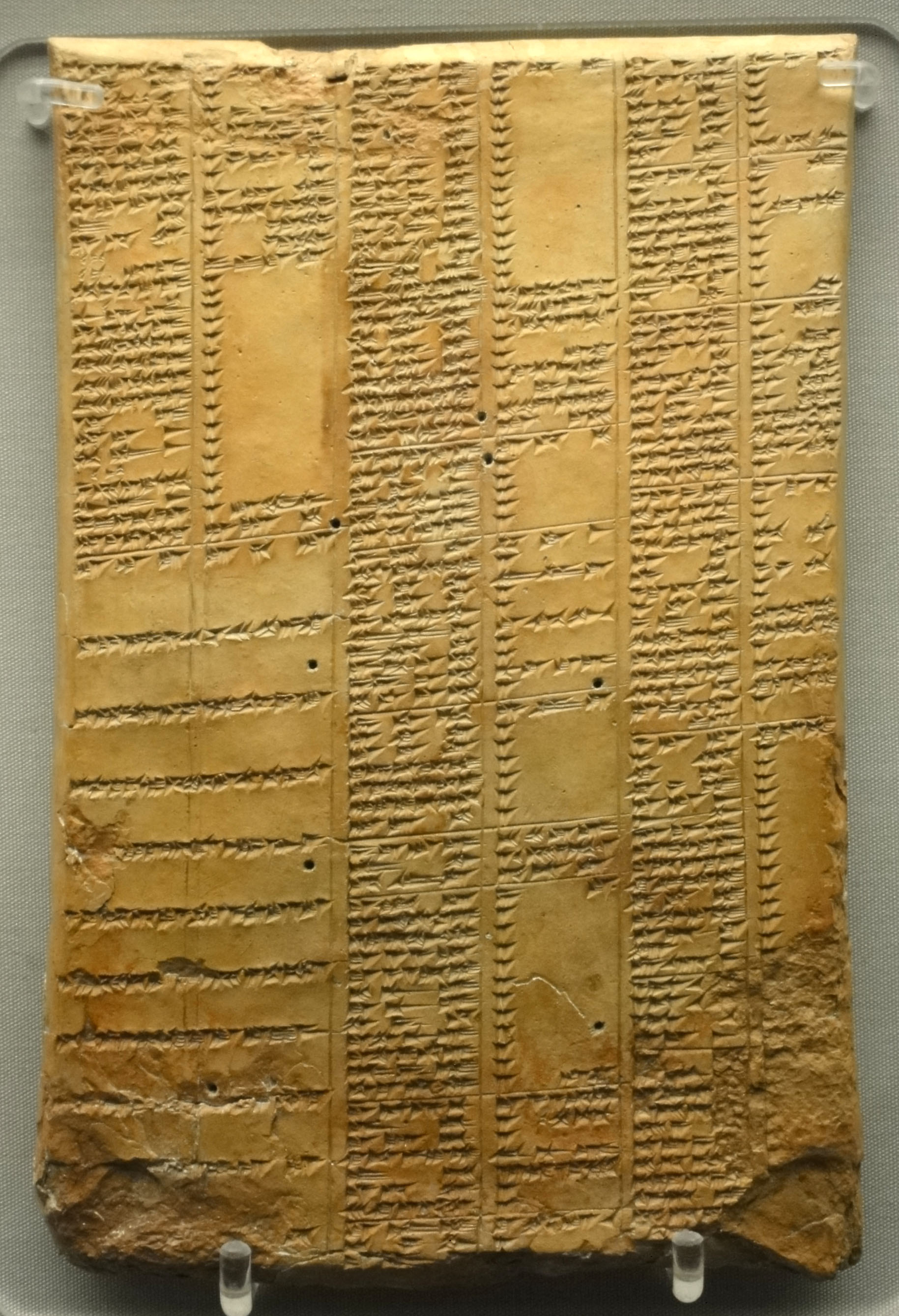
Assur-bán-apli könyvtárából egy szójegyzék

### Urartui ékírás
Az urartui írás – csakúgy, mint az elámi és a luvi – egyszerre volt hieroglif és ékírásos típusú. A legrégebbi ismert szövegek I. Szarduri uralkodásának idejéből, az i. e. 9. század végéről, Tuspa falairól származnak és jó két évszázadig, Urartu bukásáig használták. Körülbelül kétszáz ékírásos, urartui nyelven írt feliratot találtak eddig.
Ez az írástípus az újasszír írásforma egyszerűsített átvétele, sőt eleinte asszír nyelven írtak Urartuban. Hangjelölő, sőt kifejezetten ábécé jellegű, néhány mellékjellel kombinálva. A szótagokból sok esetben csak az egyik hangzót ejtették, vagyis közeledett a betűírás felé. Például az u-gi-iš-ti újasszír jelekkel írt név olvasata Uīšdi.
Az urartui szövegekben előforduló mássalhangzók: p, b, t, d, t, k, g, q, s, z, s, š, ʔ, h, m, n, l, r, w, y. Az ókori nyelvek többségéhez hasonlóan ezen mássalhangzók valódi ejtése bizonytalan. Ez az ékírásforma megkülönbözteti a magánhangzókat, nevezetesen az a, e, i, u hangokat. Nem biztos, hogy volt-e o-hang is.
Továbbélése feltehető az óperzsa írásban, méd közvetítéssel.

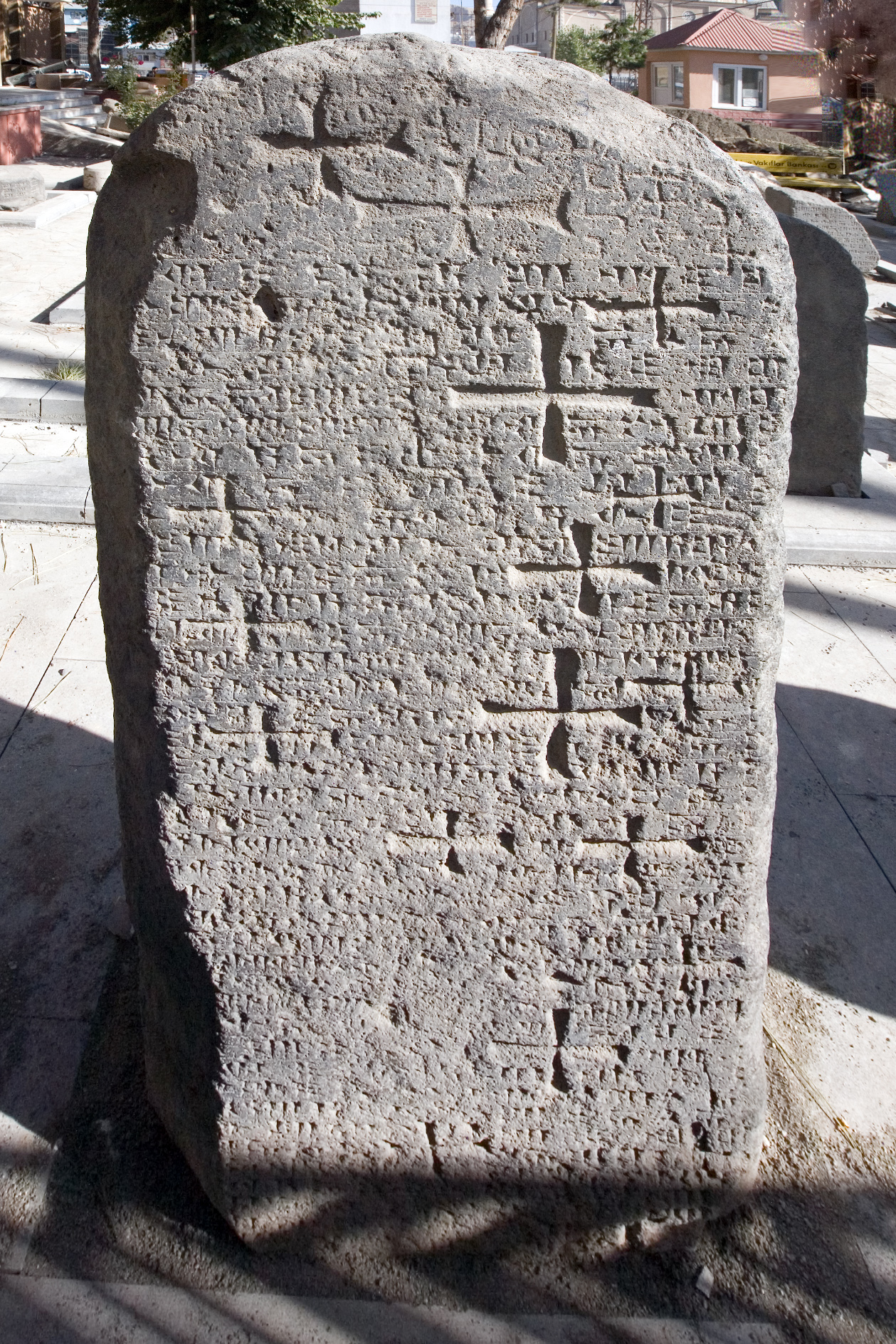
Urartui sztélé
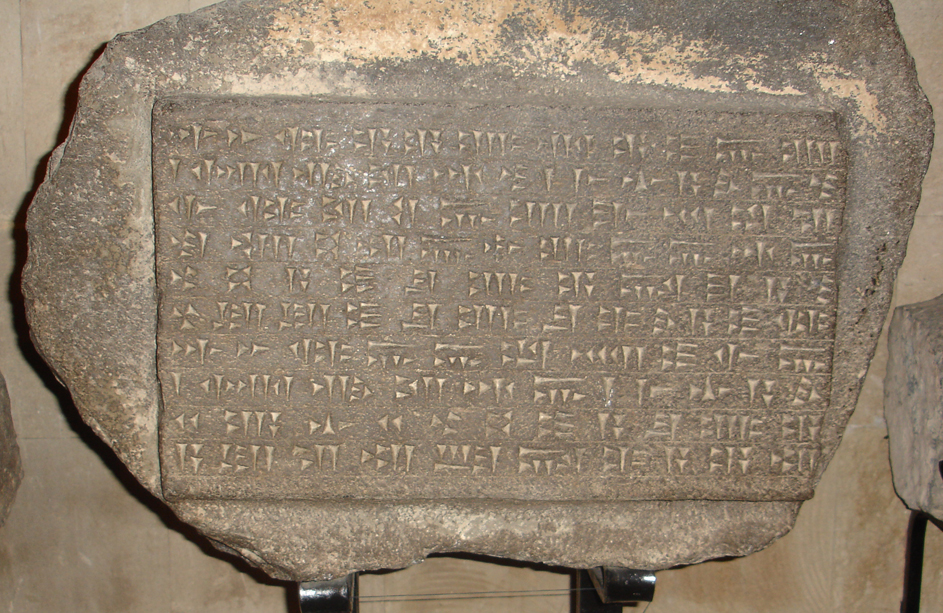
I. Argisti sztéléje
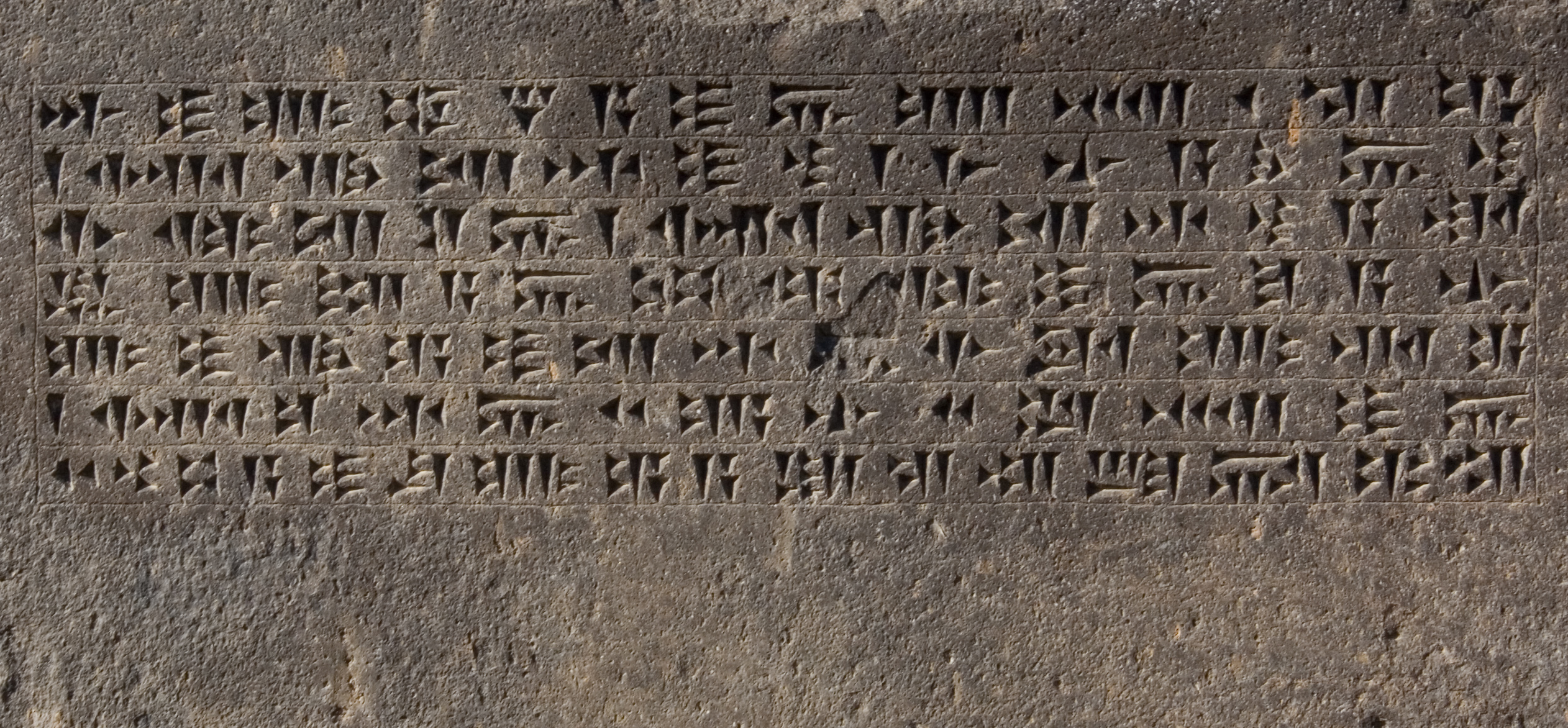
Templomkapu felirata I. Argisti idejéből
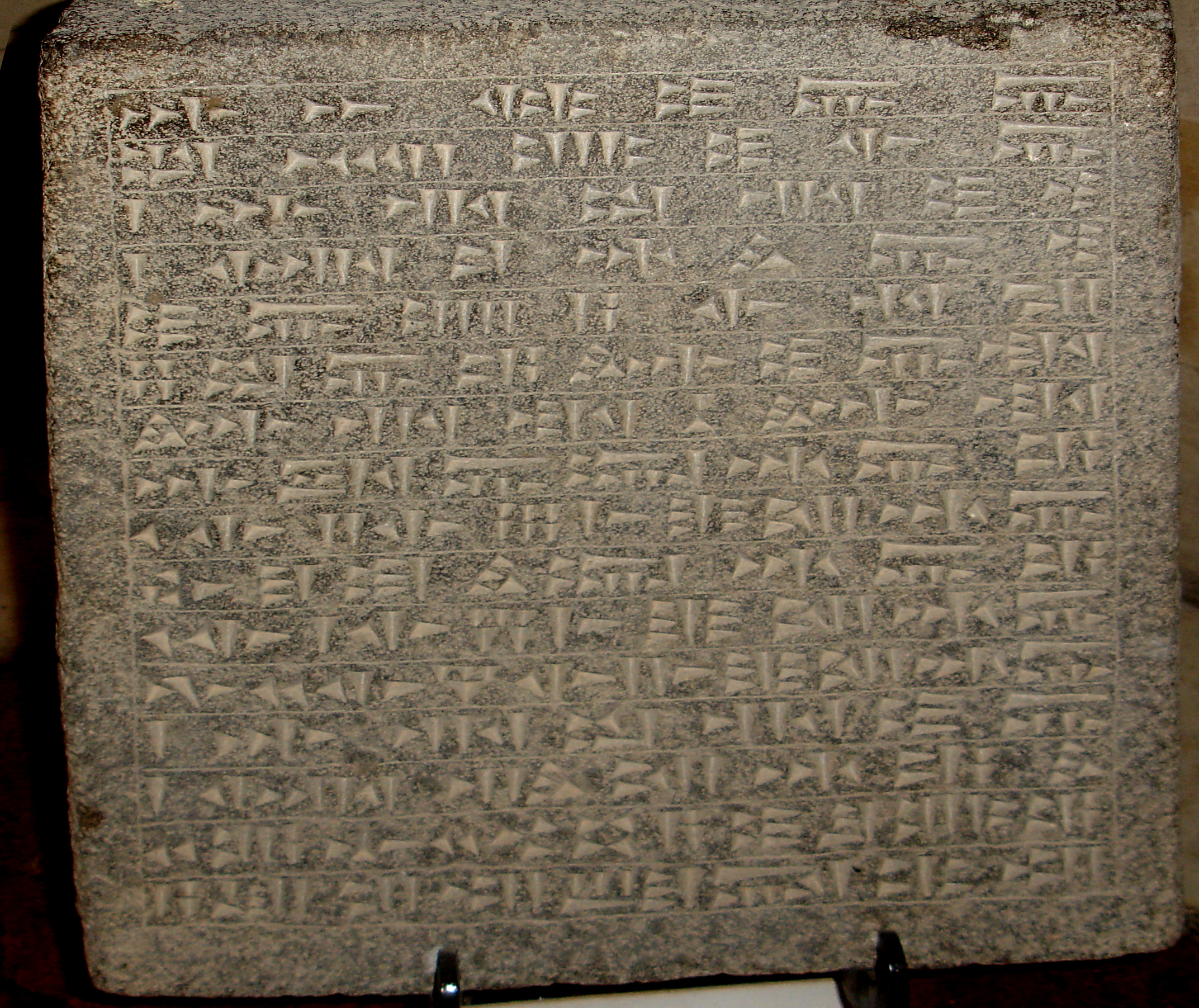
I. Szarduri felirata egy királyi magtáron
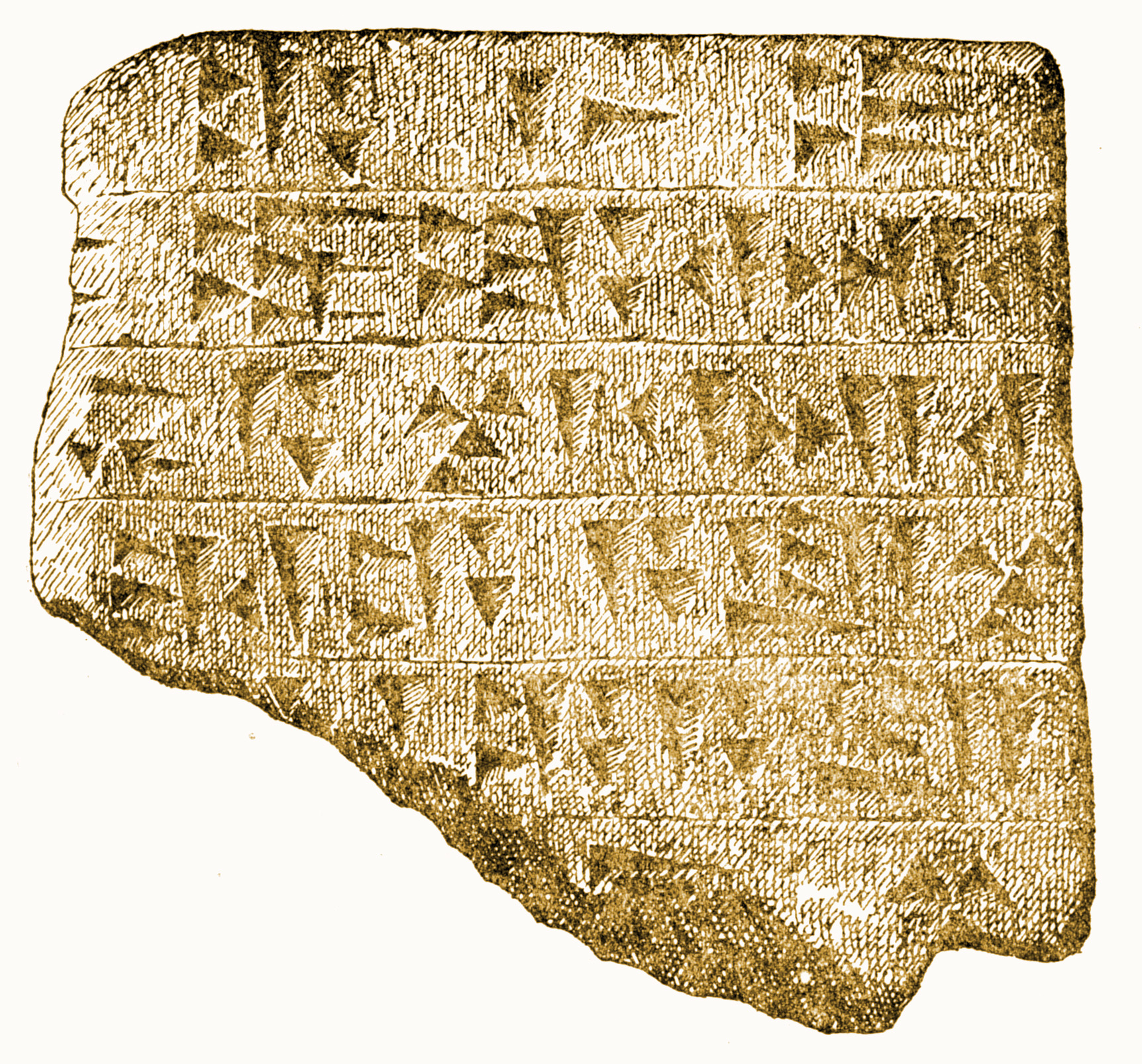
Urartui agyagtábla

### Újbabiloni ékírás
Az újbabiloni írásforma és újbabiloni nyelvjárás első ismert darabja az i. e. 7. századból származik, és meglepő módon az asszír fővárosból, Ninivéből került elő. A jelkészlet és az írás típusa gyakorlatilag megegyezik az újasszírral, a tipizálás a történelmi korszak alapján lehetséges, illetve hang- és nyelvtani változások jellemzik. Az újbabiloni írástípus megjelenése valamivel megelőzi az Újbabiloni Birodalom kialakulását, és jóval túlélte azt, az 1. századig folyamatosan használták. E hosszú időszak során a legjellemzőbb vonása a hagyománytiszteletbe merevedés. Gyakorlatilag minden elérhető sumer és akkád szöveget lemásoltak, általában komolyabb változtatás nélkül, csak újbabiloni nyelvre átdolgozva azokat, vagy éppen az akkád nyelvet frissítve. A Gilgames-eposz újbabiloni változatát is általában „második akkád változatként” említik. Az újbabiloni írásban az újbabiloni hangtani változások jelennek meg, mint például a w gyakran átalakul m-hanggá, az szt hangkapcsolat lt vagy mt lesz. A helyesírás szemszögéből a főnevek és melléknevek nyelvtani eseteinek jelzése esetleges. Az újbabiloni nyelv – amelyet később az arámi erősen befolyásolt – vált a Közel-Kelet elsődleges közlekedő nyelvévé.
Az újbabiloni irodalmi szövegek általában archaikus formákban és szintaxissal készültek. Ez a költői dialektus, az úgynevezett „hymnic-epic dialect” (himnikus–epikus nyelvjárás, a görög epikus dialektus mintájára) mesterséges irodalmi nyelvnek tűnik. Emellett élt a „sztenderd babiloninak” nevezett költői nyelv is, amelyet a műveltek, írástudók használtak. A himnikus dialektus és a sztenderd babiloni az összes akkád utódnyelvet használó térségben elnyomta a helyi dialektusokat az irodalomban, így például az asszírt is. A babiloni levelek és gazdasági dokumentumok igazolják a nagy elterjedést. Bár korpusz mérete viszonylag kicsi, az újbabiloni nyelv megtalálható egész Nyugat-Ázsiában, ráadásul diplomáciai nyelvként is szolgált. Az Újbabiloni Birodalom bukásával sem halt ki, egészen a szeleukida korig mindennapi használatban maradt. A templomokban titkosított iratokat gyártottak ezen a nyelven, új kanonikus műveket alkottak és csillagászati (asztrológiai) feljegyzéseket írtak így. A pártus korban keletkezett az utolsó ismert ékírásos felirat. Ez egy csillagászati szöveg, amelyet 75-ben írtak.

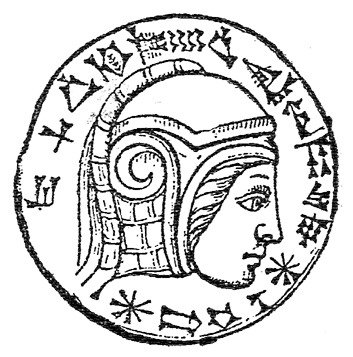
II. Nabú-kudurri-uszur ékírásos köriratú pénze
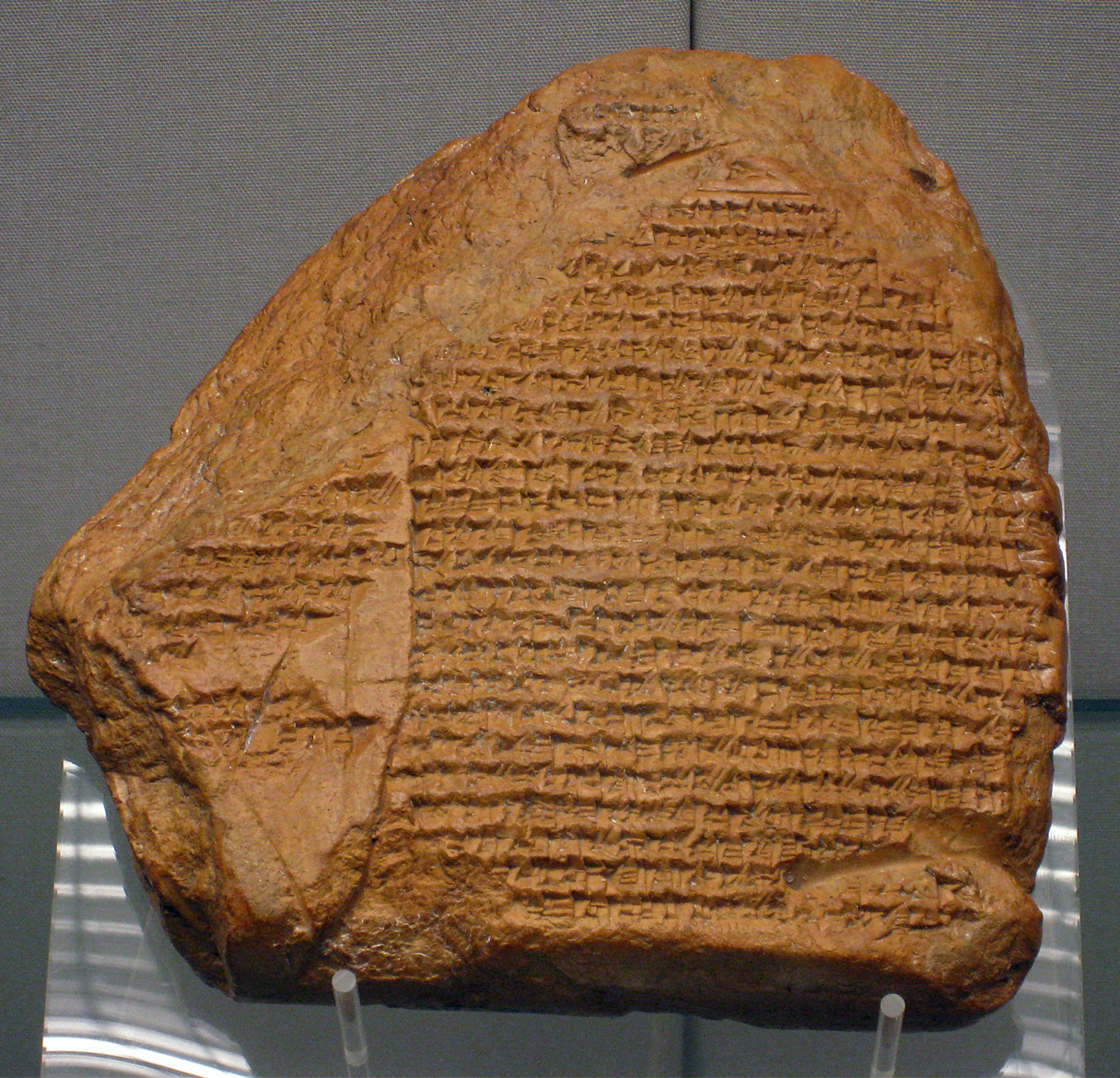
Nabú-naid krónikája az i. e. 6. század második feléből

### Ugariti ékírás
Az ugariti írás első ismert darabjai az i. e. 14. századból származnak. Ekkor még vegyesen készültek a helyi feliratok a hurri és a helyi ugariti nyelv alkalmazásával. A hurri nyelv hamarosan visszaszorult, a hódító Mitanni helyét átvette a hódító Hatti. Az ugariti írás az első ismert ábécé-jellegű írásrendszer. A hurri–hettita szótagírás egyszerűsítésének utolsó állomása. Ebben az írásban összesen harminckét darab különálló jel volt, amelyek abban is különböznek a korábbiaktól, hogy formájukban is leegyszerűsödtek. Ezeket a karaktereket már csak egy vagy néhány darab, jellegzetes módon elhelyezett ék építi fel. Minden jel a megfelelő szó vagy szótag első hangját jelenti. Az első változatai a szótagírásban megszokott mássalhangzóvázas írás miatt csak a mássalhangzókat jelölik, a későbbiekben néhány magánhangzó jele is megjelent.
Az írásrendszert Ugarit bukásáig, az i. e. 12. század elejéig biztosan használták, továbbélésére egyelőre nincs bizonyíték. Egyes elemei mégis megjelennek az óperzsa írásban, bár ezek származhatnak Urartuból is, sőt az újbabiloni is létezett még az óperzsa írás keletkezésének idején.

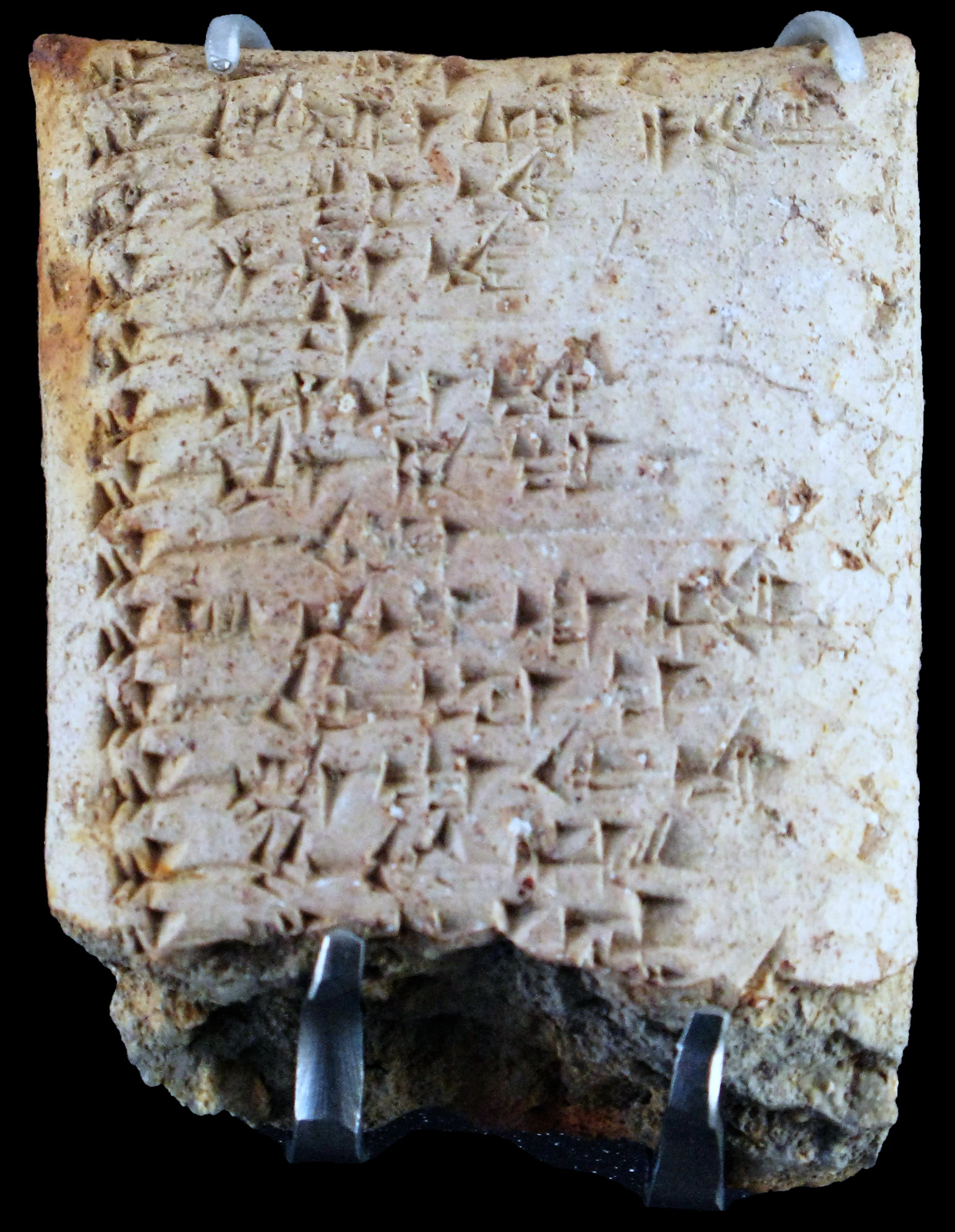
Ugariti istenek listája
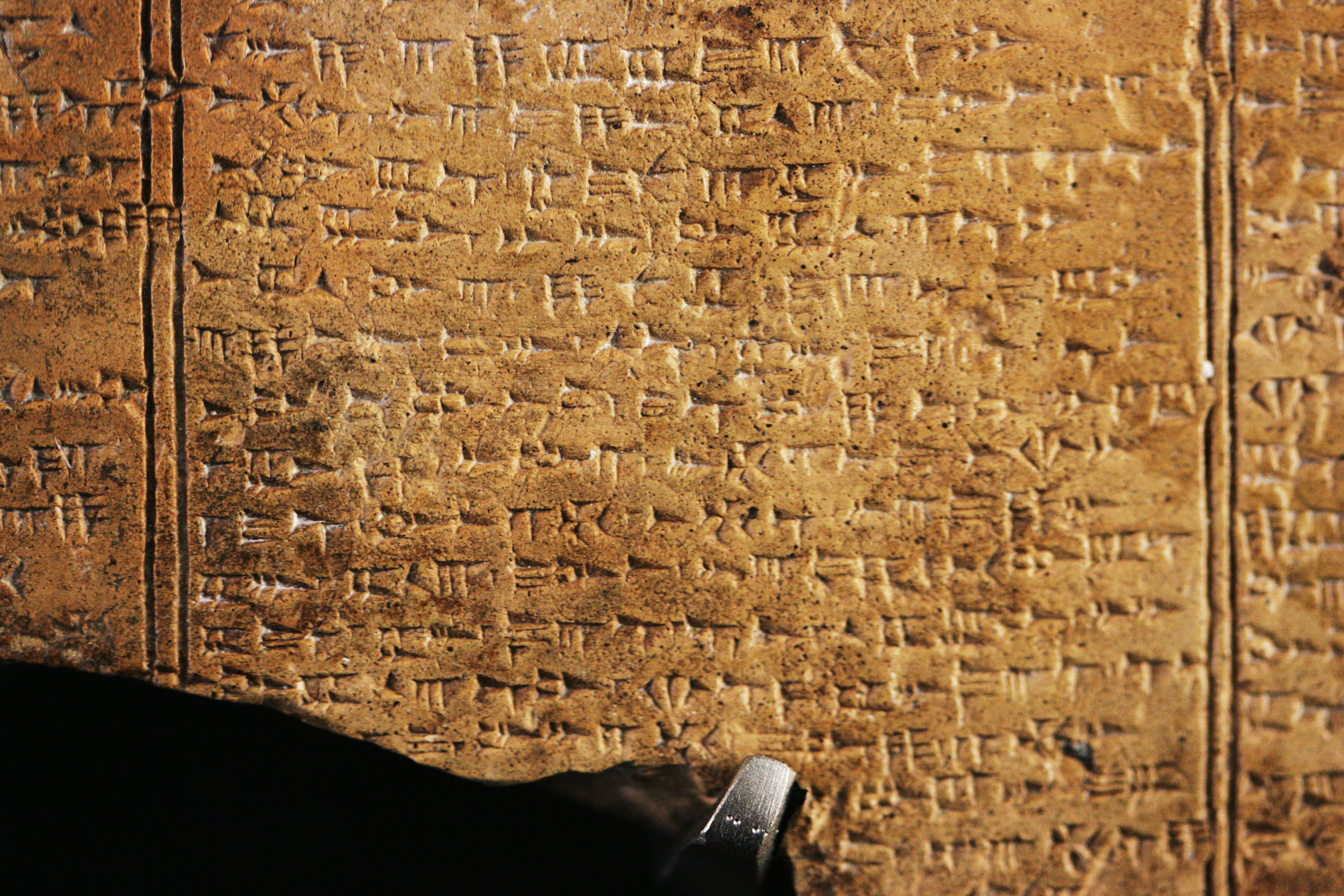
A Baál halála című mítosz egy töredéke
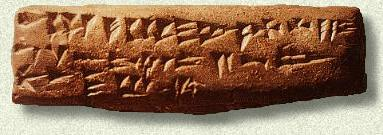
Ugariti töredék

### Óperzsa ékírás
Az óperzsa ékírás – mint az ékírások utolsó sarja – egyes vélemények szerint nem belső fejlődés eredménye, hanem tervezett és „elhatározott” írásrendszer, Dárajavaus rendelete alapján hozták létre. Az Akhaimenida uralkodók „nemzeti írást” kívántak létrehozni, így kialakították a szótagírás és hangírás egyedi keverékét az óperzsa írást. Ugyanakkor számos helyen merített az ugariti ábécéből, ami egészen érdekes jelenség, tekintve hogy az ugariti írást ismereteink szerint az i. e. 12. századtól, Ugarit bukásától nem használták, valamint az urartui írnoki hagyományok hatása is látszik, ezért nem kizárt valamilyen íráshagyomány továbbélése sem, ez esetben méd közvetítéssel. Dárajavaus idején még a beszélt nyelvként kihalt újbabilonit is használták tudományos művek írására.

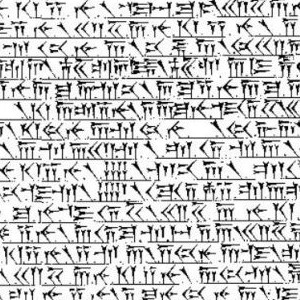
A behisztuni felirat egy részlete
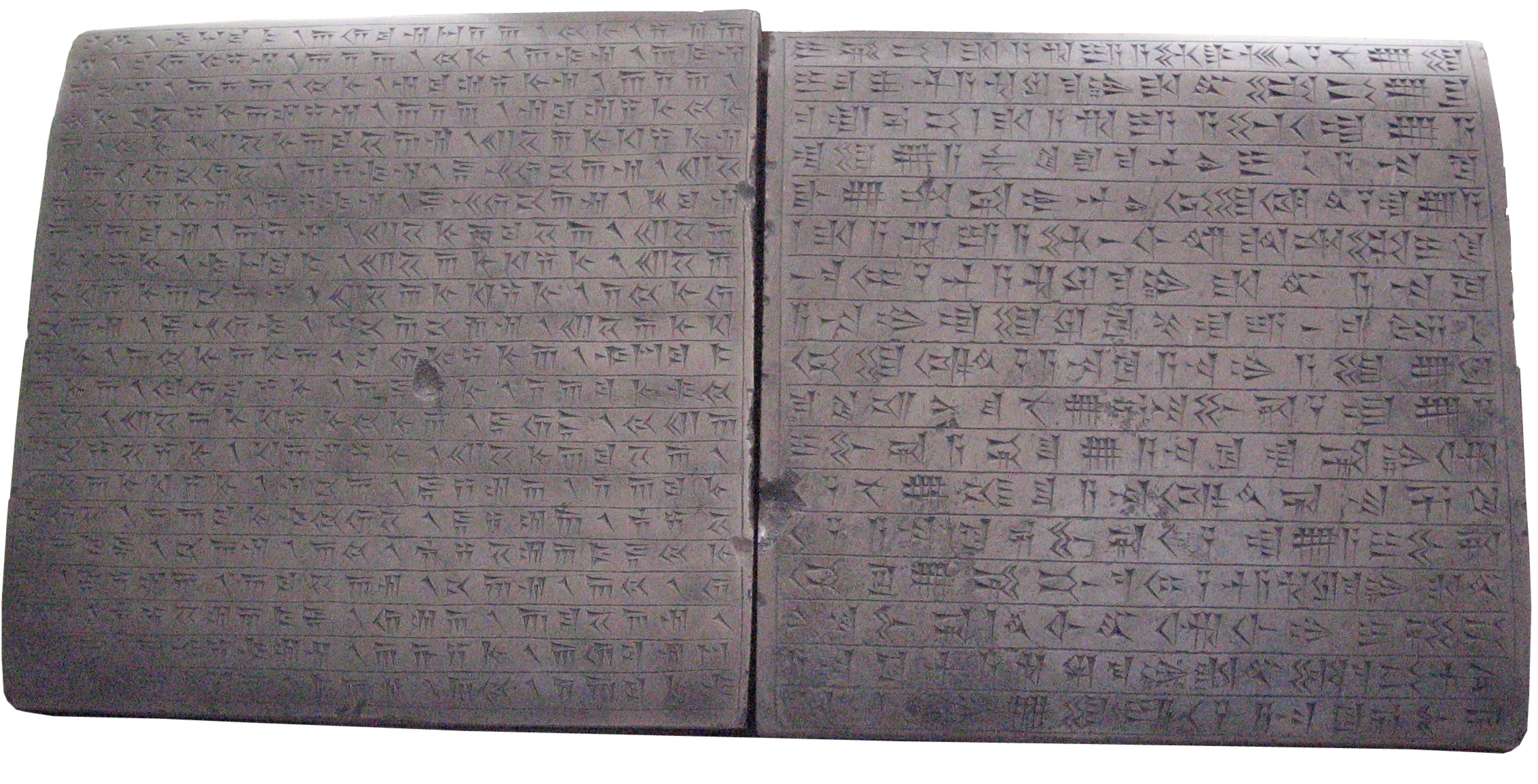
I. Khsajársá jogi dokumentuma
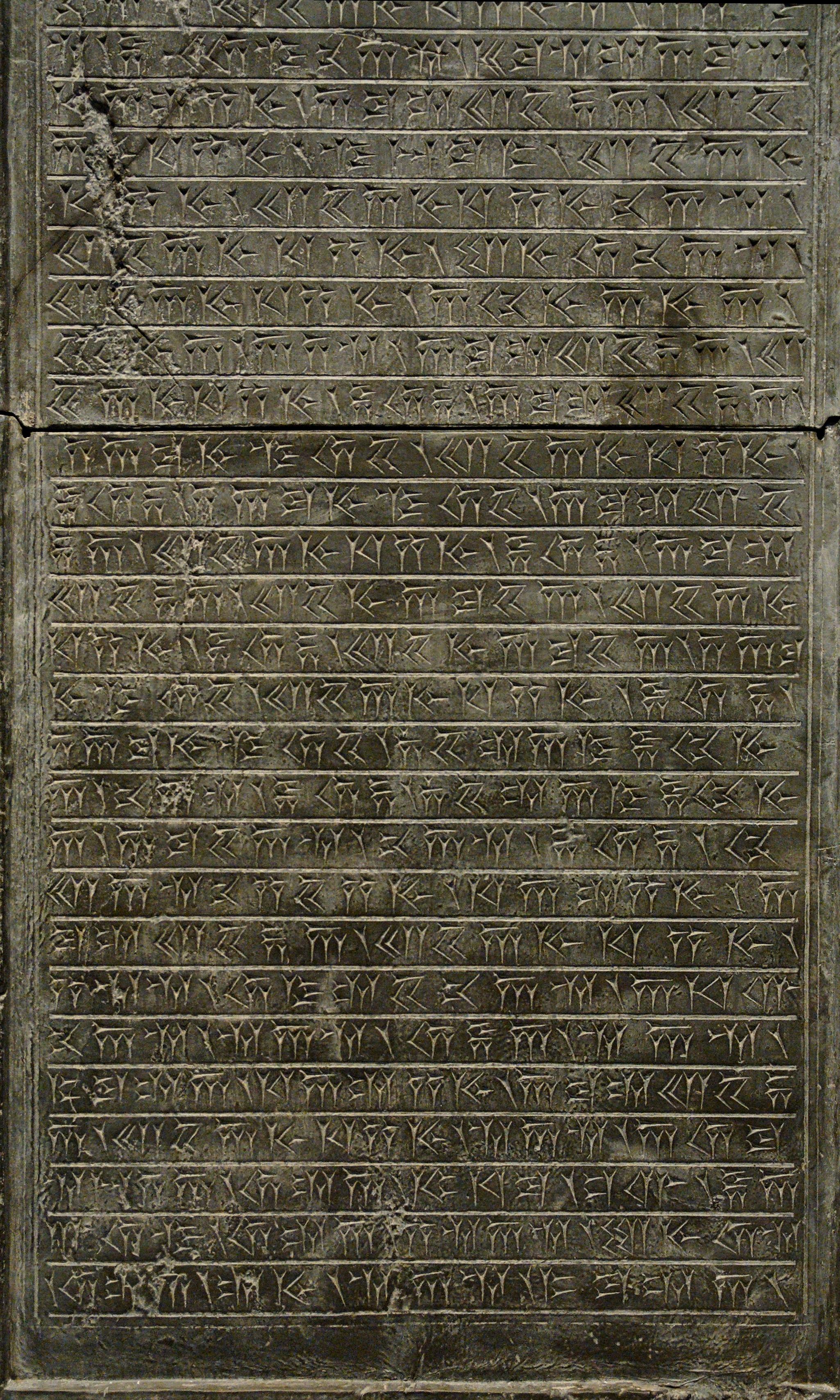
III. Artakhsaszjá egy felirata a perszepoliszi palotából

## Átírása

A Bo 873 katalógusszámú táblatöredék (CTH#322.1.A) a Telipinusz és a Tengeristen leánya című mítosz szövegrészleteivel. Mellette az első négy sor kiolvasott jelei, azok átírása és a fordítás.

A sumer és akkád ékírás jeleinek független jelentései miatt az átírások mindig sokkal konkrétabbak, mint maga az eredeti mű. Az átírások – és különösen a fordítások – olvasásánál mindig figyelembe kell venni, hogy az adott helyen lévő ékjel aktuális átírása már egy szövegértelmezésen alapuló következtetés, és elvileg még nagyon sok egyéb megfelelő is szóba jöhetne. Rövid vagy töredékes szövegek esetén nagyon sokszor előfordul, hogy egyáltalán nem lehet kitalálni, mit akartak leírni, ilyenkor mindig a szóértéket használják. Az ékírásos dokumentumok átírása (transzliteráció) nemzetközileg elfogadott egyezményeken alapul. Ezeknek egy része minden ékírásra vonatkozik, más részük a használt nyelvtől függ. Általános átírási szabvány az utóbbi időben, hogy a különleges ékezeteket a magánhangzókra nem teszik ki. Ehelyett alsó indexbe írt számok jelölik a kiejtési módot. Így például az u esetében az ú helyett u2, az ù helyett u3 alkalmazandó. Az alapesetet nem indexeljük. Ha bizonytalan, akkor az ux jelölést helyezik el.
Ez a jelrendszer összekeverhető azonban a homonímákra alkalmazott jelöléssel. Az u8 például nem az u hang nyolcadik kiejtésmódját jelöli, hanem leírásának nyolcadik módját (=LAGAB×GU4). Csak az első három eset (alsó index nélkül, valamint a 2 és 3 alsó indexű) jelenti a hangzóejtésre vonatkozó jelölést, a 4-től kezdve az írásváltozatokat jelöli. Ezek az ejtésjelölések azonban lefoglalják a kettes és hármas indexet kivétel nélkül. Például a hettita írásban nincsen -pi- és -pì- (-pi3) szótag, csak -pí- (𒁉). Ennek ellenére a -pí- átírása -pi2. Ha lenne más írásváltozata, akkor az -pi4- lenne, függetlenül attól, hogy nem a negyedik, hanem a második írásváltozat.
A ligatúra jele az ×. Az egyben értelmezendő szójeleket ponttal választják el. A „sumerogramokat”, vagyis a sumer eredetű szójeleket nagybetűvel írjuk, például KUG.BABBAR = ezüst. Ugyanezt akkád környezetben – amennyiben az akkád megfelelő ismert, mint ez esetben – kaspum-ként írjuk át. A kiejtés szerinti sumer átírás álló kisbetűs, ahol a szóelemeket kötőjellel választjuk el. Például a GIŠGIBIL.GA.MEŠ logogramcsoport kiejtés szerint írása bilga-meš. A GIŠGIBIL az akkádban gil ejtésű, így vált a név gil-ga-meš olvasatúvá.
A sumer nyelv fonetizálása még ma is rendkívül bizonytalan, ezért egyes jelek olvasata változó lehet. Ez a nevekre különösen igaz, mivel ott a szójelekből nem derül ki, melyik jelentését is kellene kiolvasni. Így a sumer neveknek sok változata ismert, mint például Urbau, akit ma Ur-Engurnak neveznek, vagy az Urnammu–Urnamma névpár. A sémi neveknél még bonyolultabb a helyzet, mivel itt a szójel és annak szótagértéke is figyelembe vehető. Így például amikor a kisi URU.MU.UŠ nevű uralkodó nevével először találkoztak, Urumus formában írták át. Amikor akkádra váltották, akkor Ālu-ušaršid (Ālu-ušāru-šiddu) vagy Ālu-šumuš (Ālu-šumu-uššu) lett belőle. Csak jóval később derült ki, hogy itt szótagokat kell olvasni, URU = -ri2-, a mu és az uš pedig az akkádban azonos szótagértékkel olvasandó, így Rímus lett belőle, az akkádok egyik királya.

## Hangtana
Az ékírás hangtana nehezen adható meg általánosan, mivel az általa leírt nyelvek nagyon különbözőek. A legfőbb ismertetője, hogy az egyszerű szótagok, azaz a fonetikus jelek tizennégy mássalhangzó és négy magánhangzó kombinációi és ugyanezekkel írták le az akkád nyelv tizenhét mássalhangzóból és két félhangzóból álló hangsorát is. A szótagjelek még a sumer nyelv korából származnak, ezért nem jelölik külön a sémi nyelvek egyik fontos elemét, a hangsúlyos (emfatikus) hangzókat. A magánhangzók jelölése is hiányos, például a sumer LI jellel a le és li szótagokat, a NI jellel a né és ni szótagokat írták, de ugyanezzel a NI-vel írták a lé és lí szótagokat is.
| sumer mássalhangzók   | b | d | g | ḫ | k     | l | m | n | p   | r | s | š | – | t   | – | z    | – | –    | –    |
| akkád mássalhangzók   | b | d | g | ḫ | k     | l | m | n | p   | r | s | š | ṣ | t   | ṭ | z    | q | w    | y    |
| hettita mássalhangzók | – | – | – | ḫ | k=q=g | l | m | n | p=b | r | š | – | – | t=d | – | z(c) | – | w(u̯) | y(i̯) |

Az alábbi táblázat a fonetikus jeleket (szótagjeleket) foglalja össze. A teljes jellistát lásd az ékjelek listája cikkben. Ahol a szótag átírása után a jelérték „–” jelet kap, az a font hiányzik az unicode jelkészletből. A teljesen kihúzott mezők azt jelentik, hogy az adott hangzókombináció a szótagjelekben nem létezik. A táblázatban megjelenített karakterek a számítógépre telepített fontkészlettől függően egyaránt lehetnek sumer–akkád, óbabiloni, óasszír vagy egyszerűsített újasszír formájú jelek is.
|                       |    | Magánhangzó      | Magánhangzó    | Magánhangzó        | Magánhangzó       |
| -a                    | -e | -i               | -u             |                    |                   |
| --------------------- | -- | ---------------- | -------------- | ------------------ | ----------------- |
| M á s a l h a n g z ó | –  | a 𒀀              | e 𒂊            | i 𒄿                | u 𒌋               |
| M á s a l h a n g z ó | –  | á (a2) 𒀉         | é (e2) 𒂍       | í (i2)=IÁ 𒐊        | ú (u2) 𒌑          |
| M á s a l h a n g z ó | b- | ba 𒁀             | be=BAD 𒁁       | bi 𒁉               | bu 𒁍              |
| M á s a l h a n g z ó | b- | bá (ba2)=PA 𒉺    | bé (be2)=BI 𒁉  | bí (bi2)=NE 𒉈      | bú (bu2)=KASKAL 𒆜 |
| M á s a l h a n g z ó | b- | bà (ba3)=EŠ 𒂠    | bè (be3)=NI 𒉌  | bì (bi3)=PI 𒉿      | bù (bu3)=PÙ 𒅤     |
| M á s a l h a n g z ó | d- | da 𒁕             | de=DI 𒁲        | di 𒁲               | du 𒁺              |
| M á s a l h a n g z ó | d- | dá (da2)=TA 𒋫    | dé (de2) –     | dí (di2)=TÍ 𒄭      | dú (du2)=TU 𒌅     |
| M á s a l h a n g z ó | d- | –                | dè (de3)=NE 𒉈  | dù (du3)=GAG 𒆕     | –                 |
| M á s a l h a n g z ó | d- | –                | –              | –                  | du4=TUM 𒌈         |
| M á s a l h a n g z ó | g- | ga 𒂵             | ge=GI 𒄀        | gi 𒄀               | gu 𒄖              |
| M á s a l h a n g z ó | g- | gá (ga2) 𒂷       | gé (ge2)=KID 𒆤 | gí (gi2)=KID 𒆤     | gú (gu2) \|𒄘      |
| M á s a l h a n g z ó | g- | –                | gè (ge3)=DIŠ 𒁹 | gì (gi3)=DIŠ 𒁹     | gù (gu3)=KA 𒅗     |
| M á s a l h a n g z ó | g- | –                | –              | gi4 𒄄              | gu4 𒄞             |
| M á s a l h a n g z ó | g- | –                | –              | gi5=KI 𒆠           | gu5=KU 𒆪          |
| M á s a l h a n g z ó | g- | –                | –              | –                  | gu6=NAG 𒅘         |
| M á s a l h a n g z ó | g- | –                | –              | –                  | gu7 𒅥             |
| M á s a l h a n g z ó | ḫ- | ḫa 𒄩             | ḫe=ḪI 𒄭        | ḫi 𒄭               | ḫu 𒄷              |
| M á s a l h a n g z ó | ḫ- | ḫá (ha2)=ḪI.A 𒄭𒀀 | ḫé (he2)=GAN 𒃶 | ḫí (hi2)=GAN 𒃶     | –                 |
| M á s a l h a n g z ó | ḫ- | ḫà (ha3)=U 𒌋     | –              | –                  | –                 |
| M á s a l h a n g z ó | ḫ- | ḫa4=ḪI 𒄭         | –              | –                  | –                 |
| M á s a l h a n g z ó | k- | ka 𒅗             | ke=KI 𒆠        | ki 𒆠               | ku 𒆪              |
| M á s a l h a n g z ó | k- | ká (ka2) 𒆍       | ké (ke2)=GI 𒄀  | kí (ki2)=GI 𒄀      | kú (ku2)=GU7 𒅥    |
| M á s a l h a n g z ó | k- | kà (ka3)=GA 𒂵    | –              | –                  | kù (ku3) 𒆬        |
| M á s a l h a n g z ó | k- | –                | –              | –                  | ku4 𒆭             |
| M á s a l h a n g z ó | l- | la 𒆷             | le=LI 𒇷        | li 𒇷               | lu 𒇻              |
| M á s a l h a n g z ó | l- | lá (la2)=LAL 𒇲   | lé (le2)=NI 𒉌  | lí (li2)=NI 𒉌      | lú (lu2) 𒇽        |
| M á s a l h a n g z ó | l- | là (la3)=NU 𒉡    | –              | –                  | –                 |
| M á s a l h a n g z ó | m- | ma 𒈠             | me 𒈨           | mi 𒈪               | mu 𒈬              |
| M á s a l h a n g z ó | m- | má (ma2) 𒈣       | mé (me2)=MI 𒈪  | mí (mi2)=MUNUS \|𒊩 | mú (mu2)=SAR 𒊬    |
| M á s a l h a n g z ó | m- | –                | mè (me3) 𒀞 / 𒅠 | mì (mi3)=ME 𒈨      | –                 |
| M á s a l h a n g z ó | n- | na 𒈾             | ne 𒉈           | ni 𒉌               | nu 𒉡              |
| M á s a l h a n g z ó | n- | ná (na2) 𒈿       | né (ne2)=NI 𒉌  | ní (ni2)=IM 𒉎      | nú (nu2)=NÁ 𒈿     |
| M á s a l h a n g z ó | n- | nà (na3)=AG 𒀝    | –              | –                  | –                 |
| M á s a l h a n g z ó | n- | na4 („NI.UD”) 𒉌𒌓 | –              | –                  | –                 |
| M á s a l h a n g z ó | p- | pa 𒉺             | pe=PI 𒉿        | pi 𒉿               | pu=BU 𒁍           |
| M á s a l h a n g z ó | p- | pá (pa2)=BA 𒐀    | pé (pe2)=BI 𒁉  | pí (pi2)=BI 𒁉      | pú (pu2)=TÚL 𒇥    |
| M á s a l h a n g z ó | p- | –                | –              | pì (pi3)=BAD 𒁁     | pù (pu3) 𒅤        |
| M á s a l h a n g z ó | r- | ra 𒊏             | re=RI 𒊑        | ri 𒊑               | ru 𒊒              |
| M á s a l h a n g z ó | r- | rá (ra2)=DU 𒁺    | ré (re2)=URU 𒌷 | rí (ri2)=URU 𒌷     | rú (ru2)=GAG 𒆕    |
| M á s a l h a n g z ó | r- | –                | –              | –                  | rù (ru3)=AŠ 𒀸     |
| M á s a l h a n g z ó | s- | sa 𒊓             | se=SI 𒋛        | si 𒋛               | su 𒋢              |
| M á s a l h a n g z ó | s- | sá (sa2)=DI 𒁲    | sé (se2)=ZI 𒍣  | sí (si2)=ZI 𒍣      | sú (su2)=ZU 𒍪     |
| M á s a l h a n g z ó | s- | sà (sa3)=ZA 𒍝    | –              | –                  | sù (su3)=SUD 𒋤    |
| M á s a l h a n g z ó | s- | sa4 („ḪU.NÁ”) 𒄷𒈾 | –              | –                  | su4 𒋜             |
| M á s a l h a n g z ó | š- | ša 𒊭             | še 𒊺           | ši=IGI 𒅆           | šu 𒋗              |
| M á s a l h a n g z ó | š- | šá (ša2)=NÍG 𒐼   | šé (še2) –     | ší (ši2)=SI 𒋛      | šú (šu2) 𒋙        |
| M á s a l h a n g z ó | š- | šà (ša3) 𒊮       | šè (še3) 𒂠     | –                  | šù (šu3)=ŠÈ 𒂠     |
| M á s a l h a n g z ó | š- | –                | –              | –                  | šu4=U 𒌋           |
| M á s a l h a n g z ó | t- | ta 𒋫             | te 𒋼           | ti 𒋾               | tu 𒌅              |
| M á s a l h a n g z ó | t- | tá (ta2)=DA 𒁕    | té (te2)=TÍ 𒊹  | tí (ti2) 𒊹         | tú (tu2)=UD 𒌓     |
| M á s a l h a n g z ó | t- | –                | –              | tì (ti3)=DIM 𒁴     | tù (tu3)=DU 𒁺     |
| M á s a l h a n g z ó | t- | –                | –              | ti4=DI 𒁲           | –                 |
| M á s a l h a n g z ó | z- | za 𒍝             | ze=ZI 𒍣        | zi 𒍣               | zu 𒍪              |
| M á s a l h a n g z ó | z- | zá (za2)=NA4 𒉌𒌓  | zé (ze2)=ZÌ 𒍢  | zí (zi2) 𒍢         | zú (zu2)=KA 𒅗     |
| M á s a l h a n g z ó | z- | –                | –              | zì (zi3) 𒍥         | –                 |

|                       |    | Magánhangzó         | Magánhangzó    | Magánhangzó         | Magánhangzó       |
| a-                    | e- | i-                  | u-             |                     |                   |
| --------------------- | -- | ------------------- | -------------- | ------------------- | ----------------- |
| M á s a l h a n g z ó | –  | a 𒀀                 | e 𒂊            | i 𒄿                 | u 𒌋               |
| M á s a l h a n g z ó | –  | á (a2) 𒀉            | é (é2) 𒂍       | í (i2)=IÁ 𒐊         | ú (u2) 𒌑          |
| M á s a l h a n g z ó | -b | ab 𒀊                | eb=IB 𒅁        | ib 𒅁                | ub 𒌒              |
| M á s a l h a n g z ó | -b | áb (ab2) 𒀖          | éb (eb2)=TUM 𒌈 | íb (ib2)=TUM 𒌈      | úb (ub2)=ŠÈ 𒂠     |
| M á s a l h a n g z ó | -d | ad 𒀜                | ed=Á 𒀉         | id=Á 𒀉              | ud 𒌓              |
| M á s a l h a n g z ó | -d | ád (ad2) 𒄉          | –              | íd (id2)=A.ENGUR 𒀀𒇉 | úd (ud2)=ÁŠ 𒀾     |
| M á s a l h a n g z ó | -g | ag 𒀝                | eg=IG 𒅅        | ig 𒅅                | ug 𒊌              |
| M á s a l h a n g z ó | -g | ág (ag2) 𒉘          | ég (eg2)=E 𒂊   | íg (ig2)=E 𒂊        | –                 |
| M á s a l h a n g z ó | -ḫ | aḫ 𒄴                | eḫ=AḪ 𒄴        | iḫ=AḪ 𒄴             | uḫ=AḪ 𒄴           |
| M á s a l h a n g z ó | -ḫ | áḫ (aḫ2)=ŠEŠ 𒋀      | –              | –                   | úḫ (uh2) 𒌔        |
| M á s a l h a n g z ó | -k | ak=AG 𒀝             | ek=IG 𒅅        | ik=IG 𒅅             | uk=UG 𒊌           |
| M á s a l h a n g z ó | -l | al 𒀠                | el 𒂖           | il 𒅋                | ul –              |
| M á s a l h a n g z ó | -l | ál (al2)=ALAM 𒀩     | él (el2)=IL 𒅋  | íl (il2) 𒅍          | úl (ul2)=NU 𒉡     |
| M á s a l h a n g z ó | -m | am 𒄠 / 𒂔            | em=IM 𒅎        | im 𒅎                | um 𒌝              |
| M á s a l h a n g z ó | -m | ám (am2)=ÁG 𒉘       | –              | ím (im2)=KAŠ4 𒁽     | úm (um2)=UD 𒌓     |
| M á s a l h a n g z ó | -n | an 𒀭                | en 𒂗           | in 𒅔                | un 𒌦              |
| M á s a l h a n g z ó | -n | –                   | én (en2) –     | –                   | ún (un2)=U 𒌋      |
| M á s a l h a n g z ó | -n | –                   | èn (en3)=LI 𒇷  | –                   | –                 |
| M á s a l h a n g z ó | -n | –                   | –              | in4=EN 𒂗            | –                 |
| M á s a l h a n g z ó | -n | –                   | –              | in5=NIN \|𒊩𒌆        | –                 |
| M á s a l h a n g z ó | -p | ap=AB 𒀊             | ep=IB –        | ip=IB 𒅁             | up=UB 𒌒           |
| M á s a l h a n g z ó | -p | –                   | ép (ep2)=TUM 𒌈 | íp (ip2)=TUM 𒌈      | úp (up2)=ŠÈ 𒂠     |
| M á s a l h a n g z ó | -r | ar 𒅈                | er=IR 𒅕        | ir 𒅕                | ur 𒌨              |
| M á s a l h a n g z ó | -r | ár (ar2)=UB 𒌒       | –              | íp (ip2)=A.IGI 𒀀𒅆   | úr (ur2) 𒌫        |
| M á s a l h a n g z ó | -s | as=AZ 𒊍             | es=GIŠ 𒄑       | is=GIŠ 𒄑            | us=UZ –           |
| M á s a l h a n g z ó | -s | –                   | és (es2)=EŠ 𒂠  | ís (is2)=EŠ 𒂠       | ús (us2)=UŠ 𒍑     |
| M á s a l h a n g z ó | -š | aš 𒀸                | eš 𒌍 / 𒐁       | iš 𒅖                | uš 𒍑              |
| M á s a l h a n g z ó | -š | áš (aš2) 𒀾          | éš (eš2)=ŠÈ 𒂠  | íš (iš2)=KASKAL 𒆜   | úš (uš2) 𒍗 =BAD 𒁁 |
| M á s a l h a n g z ó | -t | at=AD 𒀜             | et=Á 𒀉         | it=Á 𒀉              | ut=UD 𒌓           |
| M á s a l h a n g z ó | -t | át (at2)=GÍR gunû 𒄉 | –              | –                   | út (ut2)=ÁŠ 𒀾     |
| M á s a l h a n g z ó | -z | az 𒊍                | ez=GIŠ 𒄑       | iz= GIŠ 𒄑           | uz –              |
| M á s a l h a n g z ó | -z | –                   | éz (ez2)=EŠ 𒂠  | íz (iz2)=IŠ 𒅖       | úz (uz2)=UŠ 𒍑     |
| M á s a l h a n g z ó | -z | –                   | –              | –                   | ùz (uz3) 𒍚        |

## Számítógépes megjelenítése
Az ékírás jeleit a számítógépre telepített FreeSerif unicode 5.0 vagy későbbi környezetben különböző fontkészletek jelenítik meg. Alapként az accadian.otf jelkészlet a sumer–akkád jelváltozatokat tartalmazza, főleg Rykle Borger 2004-es Mesopotamisches Zeichenlexikon című munkája alapján. Az óbabiloni írásváltozatot a santakku.ttf, az újasszírt az assurbanipal.ttf jeleníti meg. Az óasszír és hettita jelkészlet az ullikummi.ttf. Ezek a fontkészletek azonos kiosztásban tartalmazzák az egyes jelek időbeni változatait, ezért több fontkészlet egyidejű telepítése esetén nem biztos, hogy a megfelelő formát jelenítik meg.